# Suresnes
Suresnes (prononcé : /sy.ʁɛn/) est une commune française du département des Hauts-de-Seine en région Île-de-France, sur la rive gauche de la Seine.
Située dans la banlieue ouest de Paris, Suresnes n'est qu'un simple village jusqu'au XIXe siècle. Ses coteaux couverts de vignobles produisent cependant un vin réputé, prisé par les rois, alors que de riches Parisiens se font construire aux XVIIe et XVIIIe siècles de vastes propriétés autour du quartier historique.
Le village bénéficie également de la venue de pèlerins, attirés par le calvaire religieux construit au XVIIe siècle sur le mont Valérien, qui surplombe Suresnes. Des guinguettes se développent sur les bords de Seine, jusqu'à constituer une part importante de ses activités économiques du XIXe au début du XXe siècle.
La révolution industrielle transforme radicalement la physionomie de la commune. Les anciennes demeures aristocratiques et bourgeoises laissent place à des usines aéronautiques et automobiles. Les vignes disparaissent et des villas ou des logements ouvriers sont créés sur leur emplacement.
L'emblématique maire socialiste de Suresnes Henri Sellier accompagne particulièrement cette urbanisation et ces changements sociaux dans l'entre-deux-guerres, en décidant notamment la construction de la cité-jardin de Suresnes.
Durant la Seconde Guerre mondiale, un millier de résistants sont fusillés dans la forteresse du Mont-Valérien, construite le siècle précédent à la place de l'ancien calvaire, ancrant Suresnes dans la mémoire nationale. Par la suite, les usines disparaissent, remplacées jusqu'à la fin du siècle par des lotissements immobiliers et des sièges de grandes entreprises.
Relié aux réseaux de transports franciliens (Transilien, tramway, bus, à l'exception du métro), proche du centre d'affaires de La Défense et du bois de Boulogne, Suresnes fait partie de la métropole du Grand Paris et de l'établissement public territorial Paris Ouest La Défense.

## Géographie

### Localisation
Suresnes est entourée par les communes de Puteaux et Nanterre au nord, Saint-Cloud au sud, Rueil-Malmaison à l'ouest et le 16e arrondissement de Paris à l'est (bois de Boulogne).
La commune est intégralement implantée sur la rive gauche de la Seine. Elle est située à 12 kilomètres à l'ouest de la cathédrale Notre-Dame de Paris, point zéro des routes de France, à 4 kilomètres à l'ouest de la porte de Passy par le bois de Boulogne et à 10 kilomètres au nord-ouest de la porte du Bas-Meudon par la RD7 le long de la Seine.
Elle est localisée à 3,4 kilomètres au sud-est de la préfecture Nanterre.
| Nanterre        | Puteaux     |                          |
| Rueil-Malmaison | Suresnes    | Paris (bois de Boulogne) |
|                 | Saint-Cloud |                          |

### Géologie et relief

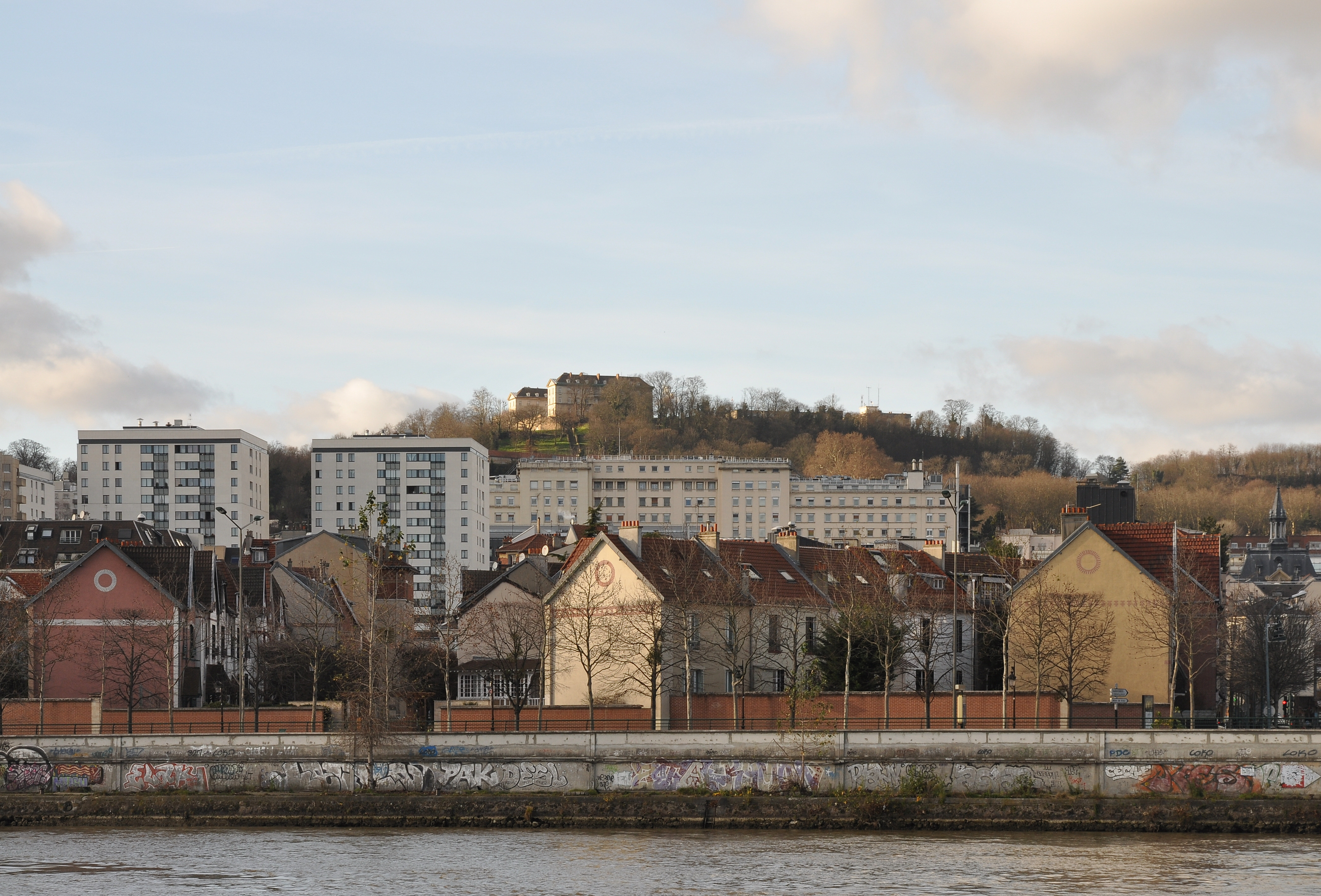
La Seine, le village anglais puis le mont Valérien.

La superficie de la commune est de 379 hectares ; l'altitude varie de 29  à   162 mètres. Le niveau le plus bas est la Seine, le plus élevé est le mont Valérien.

### Climat
Pour des articles plus généraux, voir Climat de l'Île-de-France et Climat des Hauts-de-Seine.
En 2010, le climat de la commune est de type climat océanique dégradé des plaines du Centre et du Nord, selon une étude du CNRS s'appuyant sur une série de données couvrant la période 1971-2000. En 2020, Météo-France publie une typologie des climats de la France métropolitaine dans laquelle la commune est exposée à un climat océanique altéré et est dans la région climatique Sud-ouest du bassin Parisien, caractérisée par une faible pluviométrie, notamment au printemps (120 à 150 mm) et un hiver froid (3,5 °C).
Pour la période 1971-2000, la température annuelle moyenne est de 12,2 °C, avec une amplitude thermique annuelle de 15,1 °C. Le cumul annuel moyen de précipitations est de 648 mm, avec 10,9 jours de précipitations en janvier et 7,8 jours en juillet. Pour la période 1991-2020, la température moyenne annuelle observée par la station météorologique la plus proche, située à Toussus-le-Noble à 16 km à vol d'oiseau, est de 11,5 °C et le cumul annuel moyen de précipitations est de 677,0 mm,. Pour l'avenir, les paramètres climatiques de la commune estimés pour 2050 selon différents scénarios d'émission de gaz à effet de serre sont consultables sur un site dédié publié par Météo-France en novembre 2022.

## Urbanisme

### Typologie
Au 1er janvier 2024, Suresnes est catégorisée grand centre urbain, selon la nouvelle grille communale de densité à sept niveaux définie par l'Insee en 2022.
Elle appartient à l'unité urbaine de Paris, une agglomération inter-départementale regroupant 407  communes, dont elle est une commune de la banlieue,,. Par ailleurs la commune fait partie de l'aire d'attraction de Paris, dont elle est une commune du pôle principal,. Cette aire regroupe 1 929 communes,.

### Morphologie urbaine

L’Insee découpe la commune en quinze îlots regroupés pour l'information statistique.
La commune de Suresnes est située sur les pentes du mont Valérien. On distingue généralement le bas de Suresnes, le long de la Seine, et les plateaux, en hauteur. Érigées sur les coteaux, les lignes ferroviaires séparent ces deux zones, néanmoins reliées par plusieurs voies routières (boulevard Henri-Sellier, avenue Franklin-Roosevelt, etc.) et piétonnes (passerelle et souterrains).
La commune de Suresnes est organisée en six quartiers :
- Centre-ville
- Écluse-Belvédère
- République
- Liberté
- Mont-Valérien
- Cité-jardins

Ils sont chacun représentés par des conseils consultatifs de quartier.
| Type d'occupation           | Pourcentage | Superficie (en hectares) |
| --------------------------- | ----------- | ------------------------ |
| Espace urbain construit     | 82,08 %     | 310,77                   |
| Espace urbain non construit | 14,45 %     | 54,69                    |
| Espace rural                | 3,47 %      | 13,14                    |
| Source : Iaurif             |             |                          |

### Logement
En 2009, le nombre total de logements dans la commune était de 21 708, alors qu'il était de 19 828 en 1999. Parmi ces logements, 93,4 % étaient des résidences principales, 1,2 % des résidences secondaires et 5,4 % des logements vacants. Ces logements étaient pour 13,0 % d'entre eux des maisons individuelles et pour 85,4 % des appartements. La proportion des résidences principales, propriétés de leurs occupants était de 37,4 %, en hausse sensible par rapport à 1999 (29,9 %). La part de logements HLM loués vides était de 33,8 % (soit 69 % de plus que le taux de 20 % requis par la loi SRU) contre 38,9 %, leur nombre étant constant 6 861 contre 6 856.

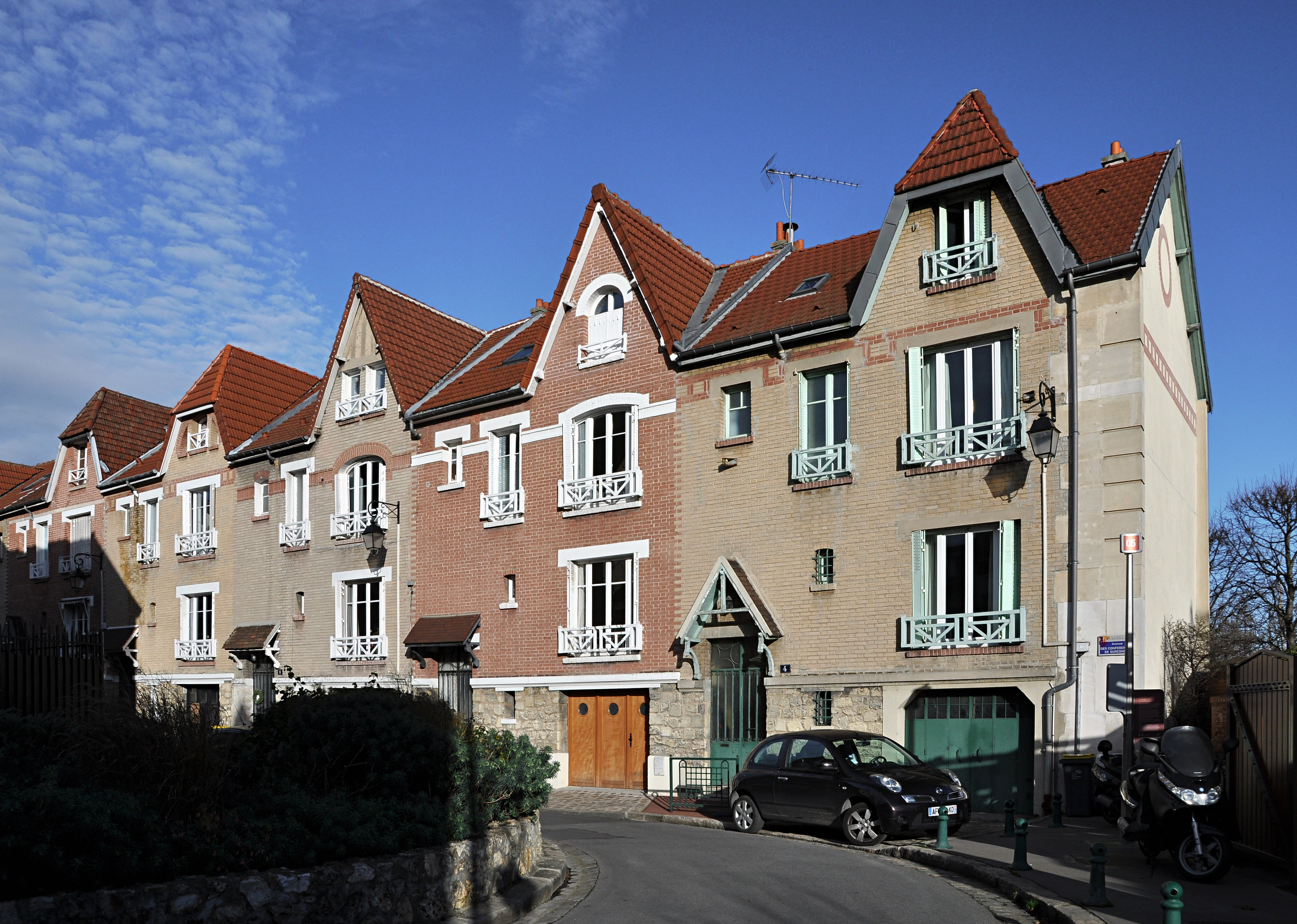
« Village anglais » (centre-ville).
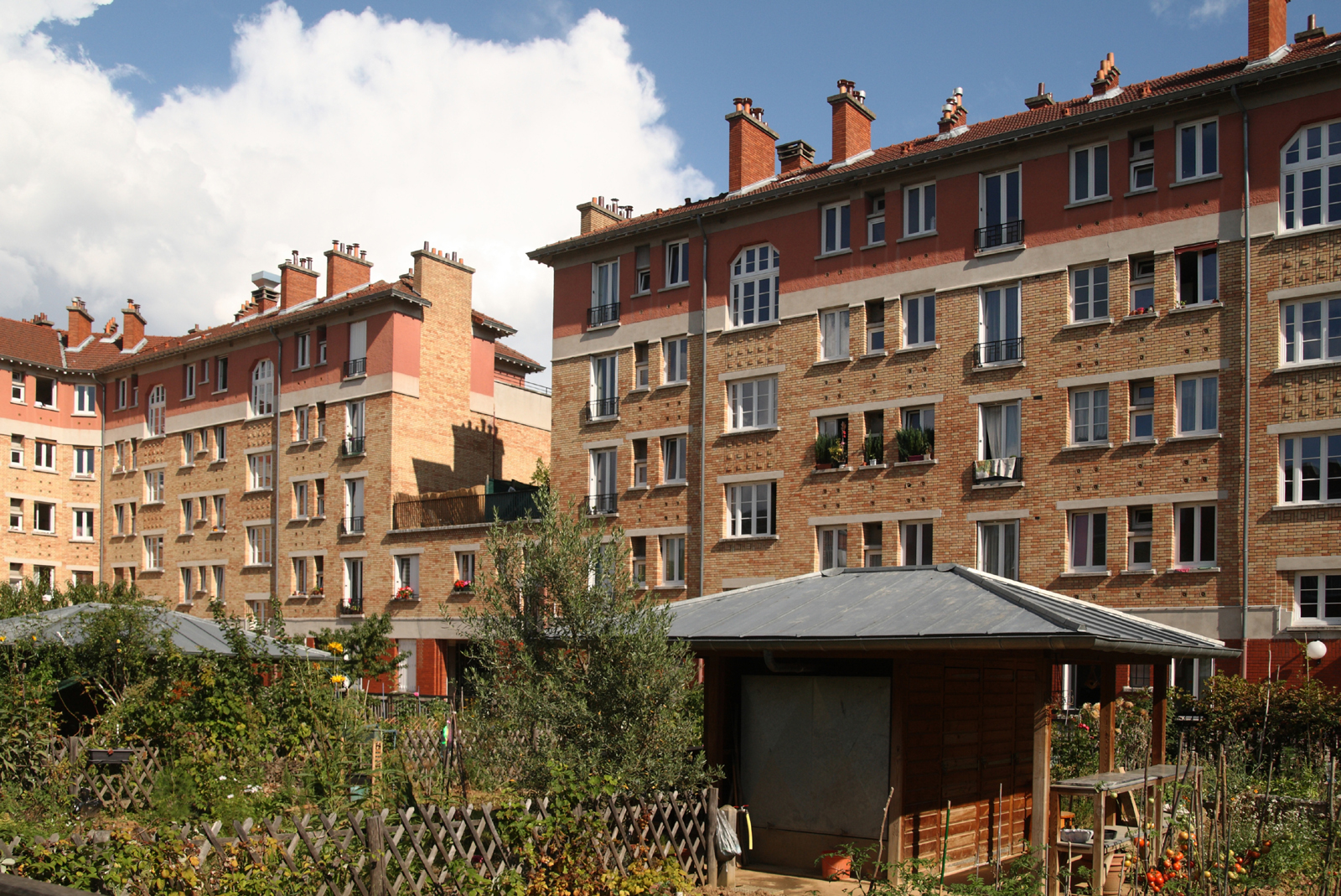
Bâtiments et jardins familiaux de la cité-jardin.
Cité de l’Europe (centre-ville).

Suresnes allie des zones pavillonnaires et un habitat collectif. La commune compte 38 % de logements sociaux.
Le centre-ville se concentre autour des plus anciennes maisons de Suresnes, des immeubles du tournant du XXe siècle et quelques lotissements immobiliers récents. Dans le quartier Écluse-Belvédère, plus au nord, là où se trouvaient autrefois des usines, ont été construits de nombreux lotissements immobiliers, même s'il reste également un certain nombre d'immeubles anciens.
Toujours en bas de Suresnes, dans le quartier République, tout au sud, on note la présence de lotissements et d'immeubles, mais dans une proportion moins dense. À mesure qu'on monte sur les coteaux on trouve davantage de maisons avec jardin.
Les plateaux de Suresnes sont diversement lotis : le quartier Liberté, au nord, est essentiellement pavillonnaire et compte surtout des maisons avec jardin, le quartier Mont-Valérien, au milieu, comprend davantage d'immeubles et de résidences de tours d'habitation, jusqu'à la cité-jardin, au sud, qui, mis à part quelques maisons, est surtout composé d'un ensemble homogène d'immeubles en brique rouge.
Village anglais
Dans le centre-ville, au bord du quai Gallieni, se trouve le « Village anglais », compris entre les rues Diderot et du Bac et les avenues de la Belle-Gabrielle (ancienne rue du Colonel-Picquart) et des Conférences de Suresnes (ancienne rue Frédéric-Passy).
Il doit son nom aux maisons mitoyennes alignées comme dans une ville anglaise, avec un style harmonieux. Datant de 1923, dans un contexte où l'architecture anglo-normande est en vogue et l'usage de la brique favorisé dans les projets urbains inspirés de ce qui se fait outre-Manche, il est construit sur le site de l'ancienne teinturerie Meunier, disparue en 1893.
Chaque habitation est unique, elles sont  construites en brique, en pierre meulière et en moellon, certaines ayant des poutres apparentes. Les toits sont à deux pans, avec des tuiles. Une partie des maisons comporte un jardin, situé côté rue.
Près du Village anglais, 15, quai Gallieni, se trouvait autrefois la guinguette « La Belle Gabrielle », un genre d'établissement où l'on buvait et dansait, et qui connut son apogée entre la fin du XIXe siècle et le début du XXe siècle,,,.
De nouveaux aménagements immobiliers ont lieu au début du XXIe siècle, comme celui de l'îlot Sisley, près de la Seine, qui accueille entre 1 500 et 1 900 habitants.

### Occupation des sols simplifiée
Le territoire de la commune se compose en 2017 de 3,61 % d'espaces agricoles, forestiers et naturels, 15,84 % d'espaces ouverts artificialisés et 80,55 % d'espaces construits artificialisés

### Voies de communication et transports

#### Voies routières

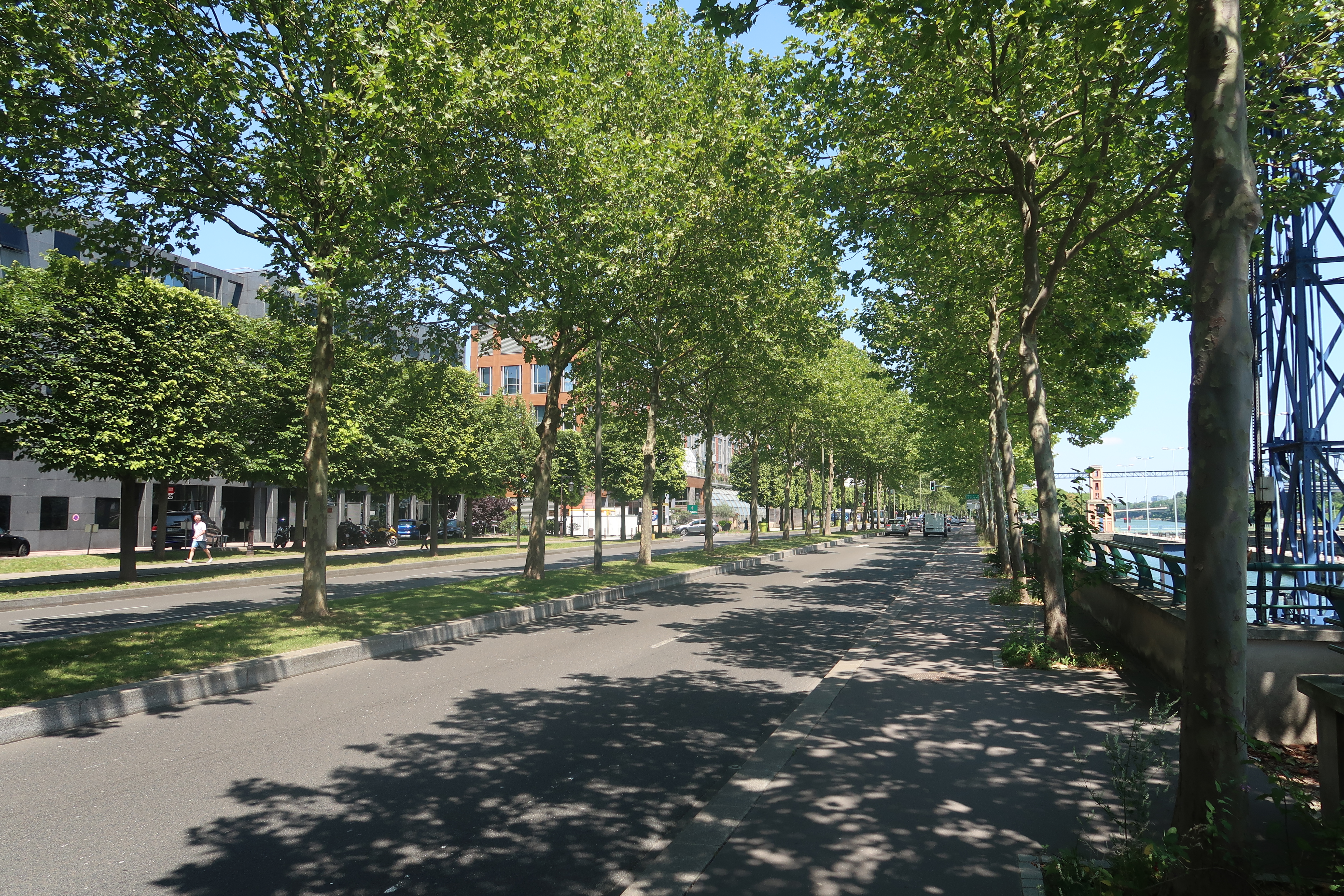
Le quai Gallieni.

Les grands axes routiers de Suresnes sont le boulevard Henri-Sellier (D 985), qui permet de rejoindre Paris et Rueil-Malmaison, l'avenue du Général-Charles-de-Gaulle, l'avenue Franklin-Roosevelt et le boulevard Washington (D 3), qui permettent de rejoindre Nanterre, et le boulevard du Maréchal-de-Lattre-de-Tassigny (D 5), qui fait la jonction entre les deux.
Le quai Marcel-Dassault permet de rejoindre Saint-Cloud et le quai Gallieni, Puteaux et La Défense, en longeant Suresnes ; à l'intérieur de la ville, la rue de la République est une autre voie routière permettant d'accéder à Saint-Cloud et la rue de Verdun à Puteaux.
En décembre 2005, un troisième radar a été installé sur la D 985 sur le boulevard Henri-Sellier (face au commissariat) dont la vitesse est limitée à 50 km/h.

#### Voies fluviales
Suresnes est située le long de la Seine. Durant des siècles, le fleuve a été utilisé pour la pêche et les transports de marchandises ou de personnes, alors que le village était isolé, ne disposant ni de pont, ni de grande route.
C'est à partir du milieu du XIXe siècle qu'il commence à être domestiqué à Suresnes, chose favorisée par les besoins de l'industrie naissante. Le développement des transports participe du désenclavement de la ville : outre le réseau ferroviaire, un service de navettes fluviales relie Suresnes à Paris de 1866 à 1933.
Celles-ci permettent autant aux Suresnois de gagner la capitale qu'à des visiteurs de venir s'encanailler dans ses guinguettes construites sur les quais,,.

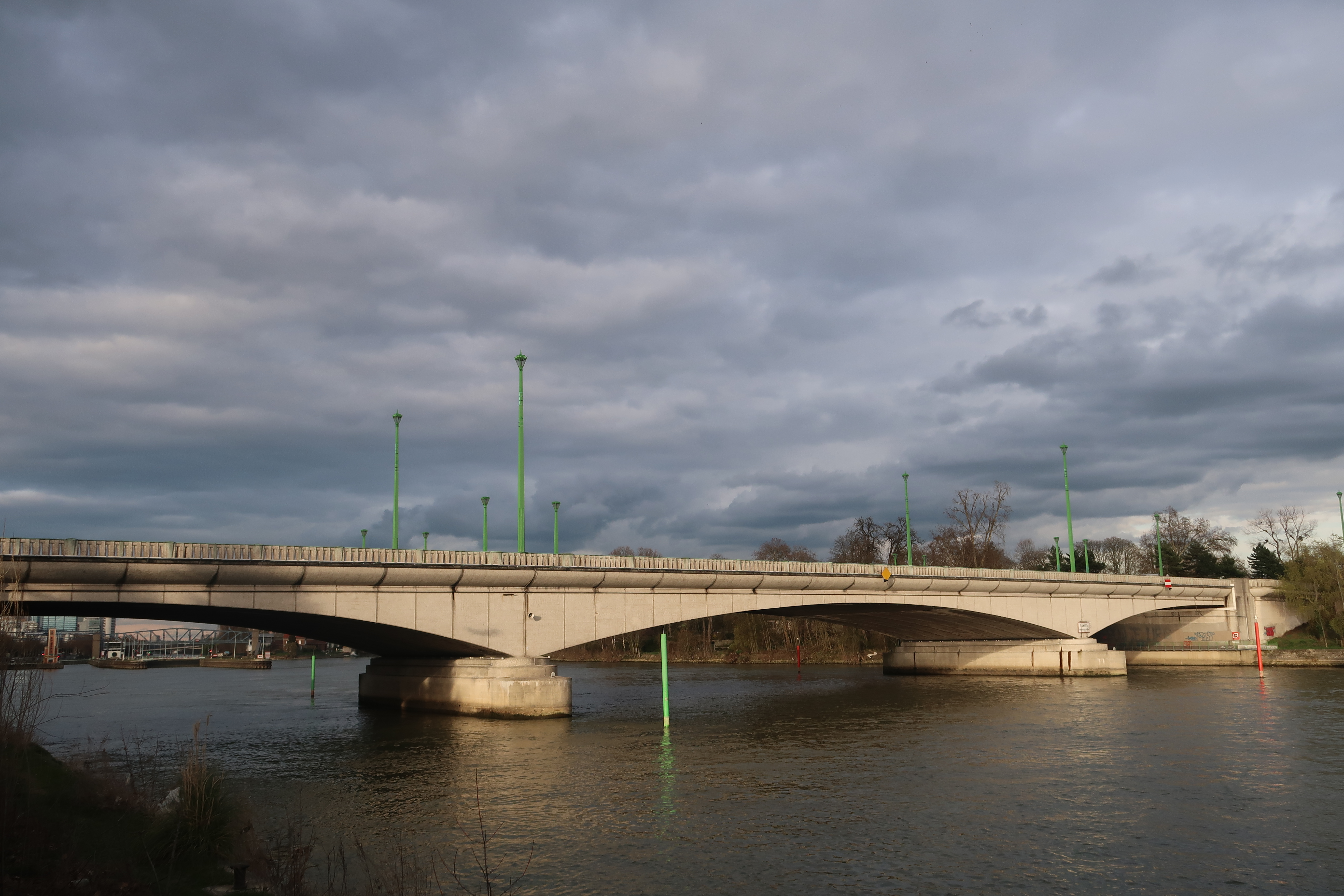
Pont de Suresnes.

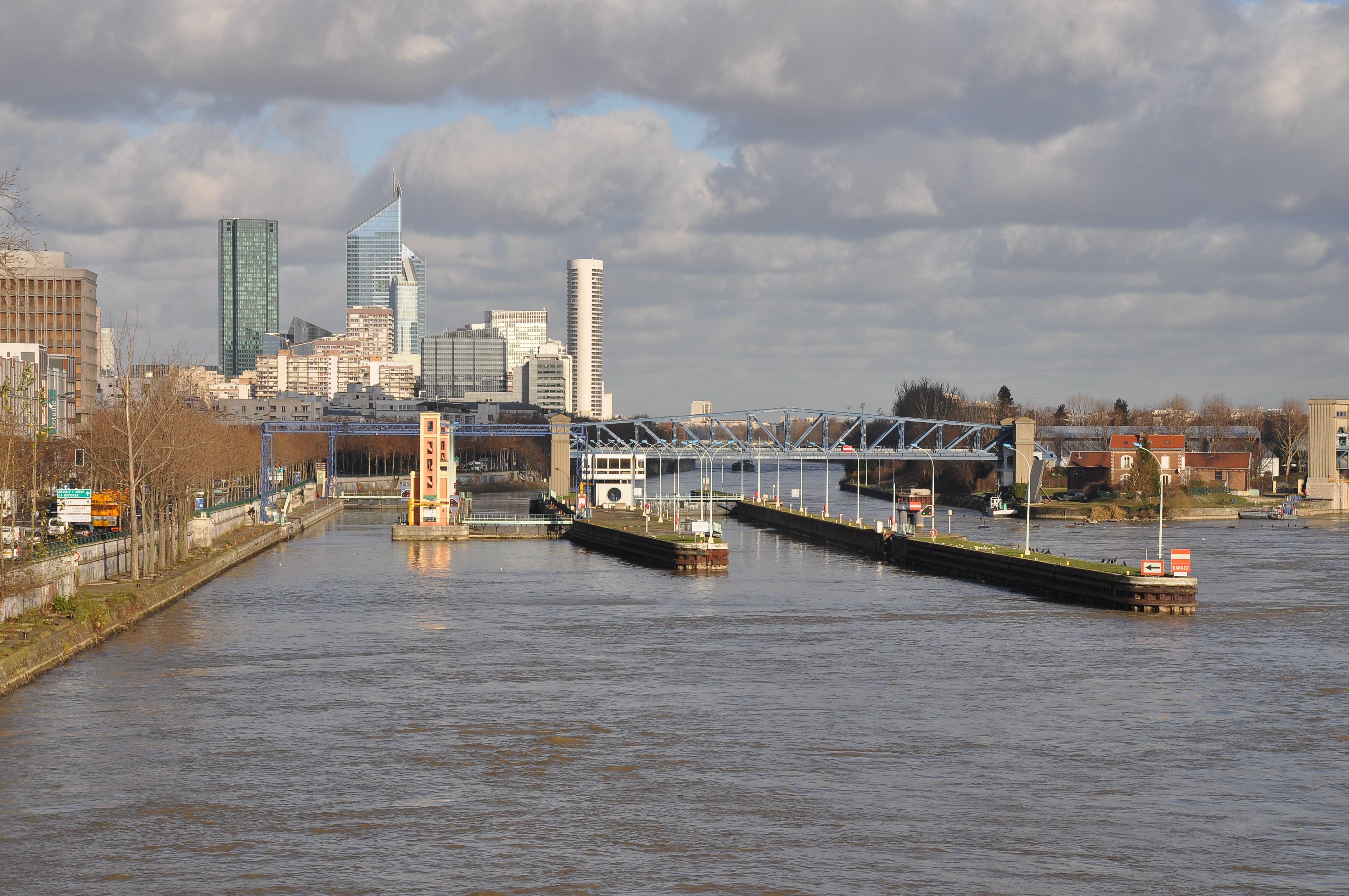
Écluse de Suresnes.

Historiquement, le seul moyen de traverser la Seine à Suresnes était le bac ; les ponts les plus proches étaient à Neuilly et Saint-Cloud. Le bac permettait de rejoindre le bois de Boulogne et l'abbaye de Longchamp, puis Paris.
En 1840 commence la construction d'un pont suspendu large de 7 mètres ; il est inauguré en 1842. Incendié lors de la guerre de 1870, il est remplacé par un nouveau pont en métal, construit entre 1873 et 1874, et mesurant 11 mètres de large. Il est élargi à 17,55 mètres entre 1897 et 1901. Ce dernier pont est remplacé en 1950 par le pont actuel, large de 30 mètres, construit en amont de l'ancien pont et sur un axe l'alignant avec le boulevard Henri-Sellier,.
Le premier barrage-écluse est édifié entre 1864 et 1869. Un second est construit entre 1880 et 1885 pour améliorer la circulation fluviale entre Paris et Rouen. En effet, avant la création de ce barrage-écluse, le niveau trop bas de la Seine ne permettait en région parisienne la navigation que 160 jours par an ; il était même parfois si bas qu'on pouvait la traverser à pied.
En tirant les leçons des inondations de 1910, un barrage à vannes levantes est construit dans les années 1930 ; désormais canalisé, le fleuve prend à Suresnes son aspect actuel. Au début des années 1970 est enfin aménagée la grande écluse.
Au début du XXIe siècle, l'édifice voit passer 7 millions de tonnes par an,.

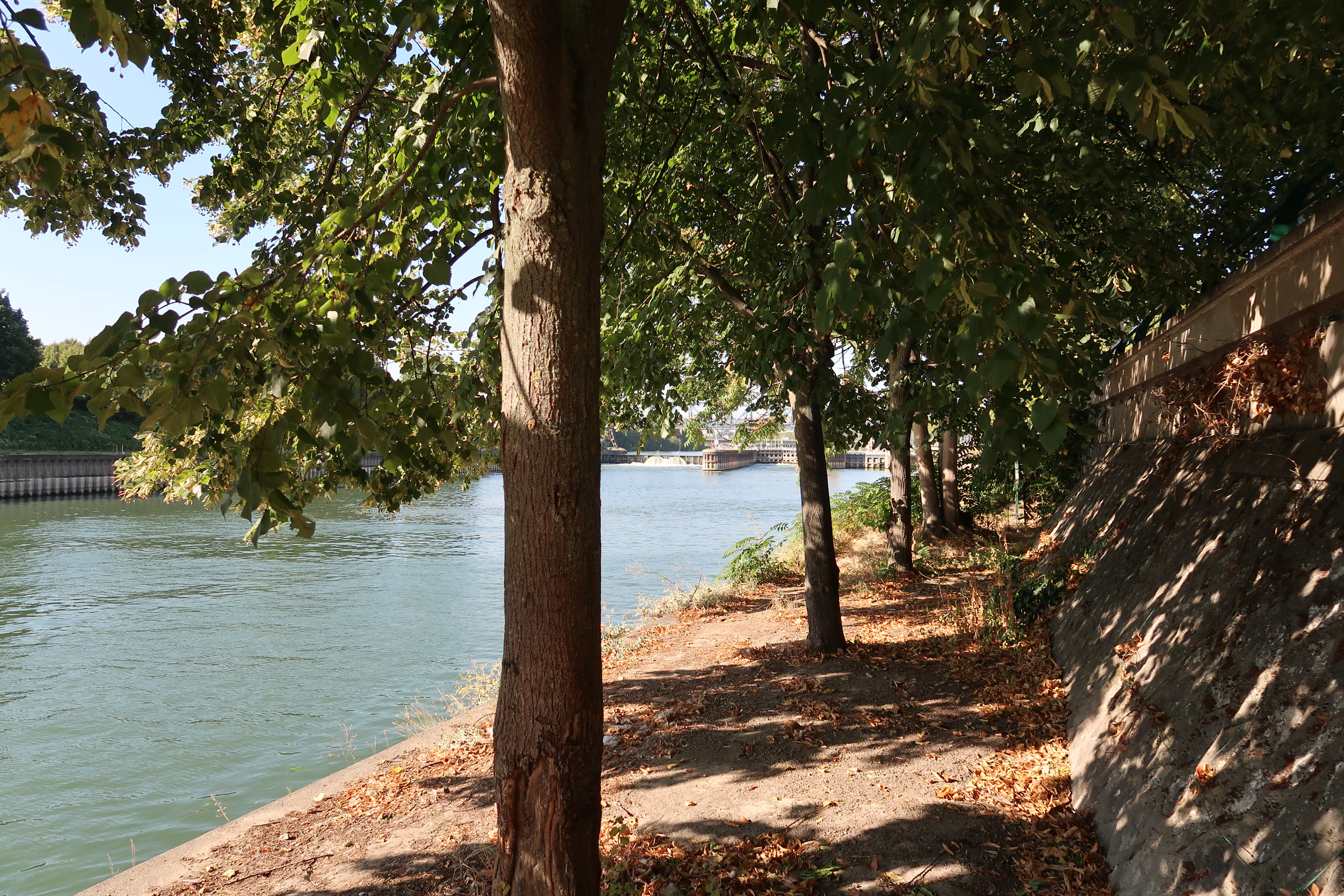
Quai bas de Suresnes, avec le barrage en arrière-plan.

En amont de l'écluse, le « bassin de Saint-Cloud - Suresnes », délimité par les deux ponts du même nom, a été classé « bassin de vitesse » à l'instigation de la Société des lignes Latécoère (fondée par Pierre-Georges Latécoère en 1917), afin de faire tester des hydravions sur les deux longues sections du fleuve situées de part et d'autre de la passerelle de l'Avre. Aujourd'hui on y pratique des sports nautiques, tels que le motonautisme, le ski nautique et le wakeboard.
En 1937, Suresnes accueille sur son bras de Seine une compétition de rameurs britanniques d'Oxford et Cambridge. Depuis 1987, la ville organise tous les étés La mer à Suresnes, qui permet à 2 000 enfants des centres de loisirs ou au public d'être initiés aux sports nautiques (catamaran, canoë et kayak).
Le Syndicat des transports d'Île-de-France (STIF), devenu Île-de-France Mobilités, décide en 2011 de lancer le réseau de transport fluvial Voguéo. Les navettes doivent étendre leur desserte au moyen de trois lignes sur la Seine, de Suresnes à Maisons-Alfort en passant par Paris.
La ligne 3 ouest aurait permis de se rendre du pont de Suresnes au musée d'Orsay. Le projet, qui devait être lancé en 2013, a été abandonné en février 2013 par décision du STIF, en raison du coût trois fois supérieur aux estimations et au faible trafic attendu.

#### Pistes cyclables et vélos en libre-service

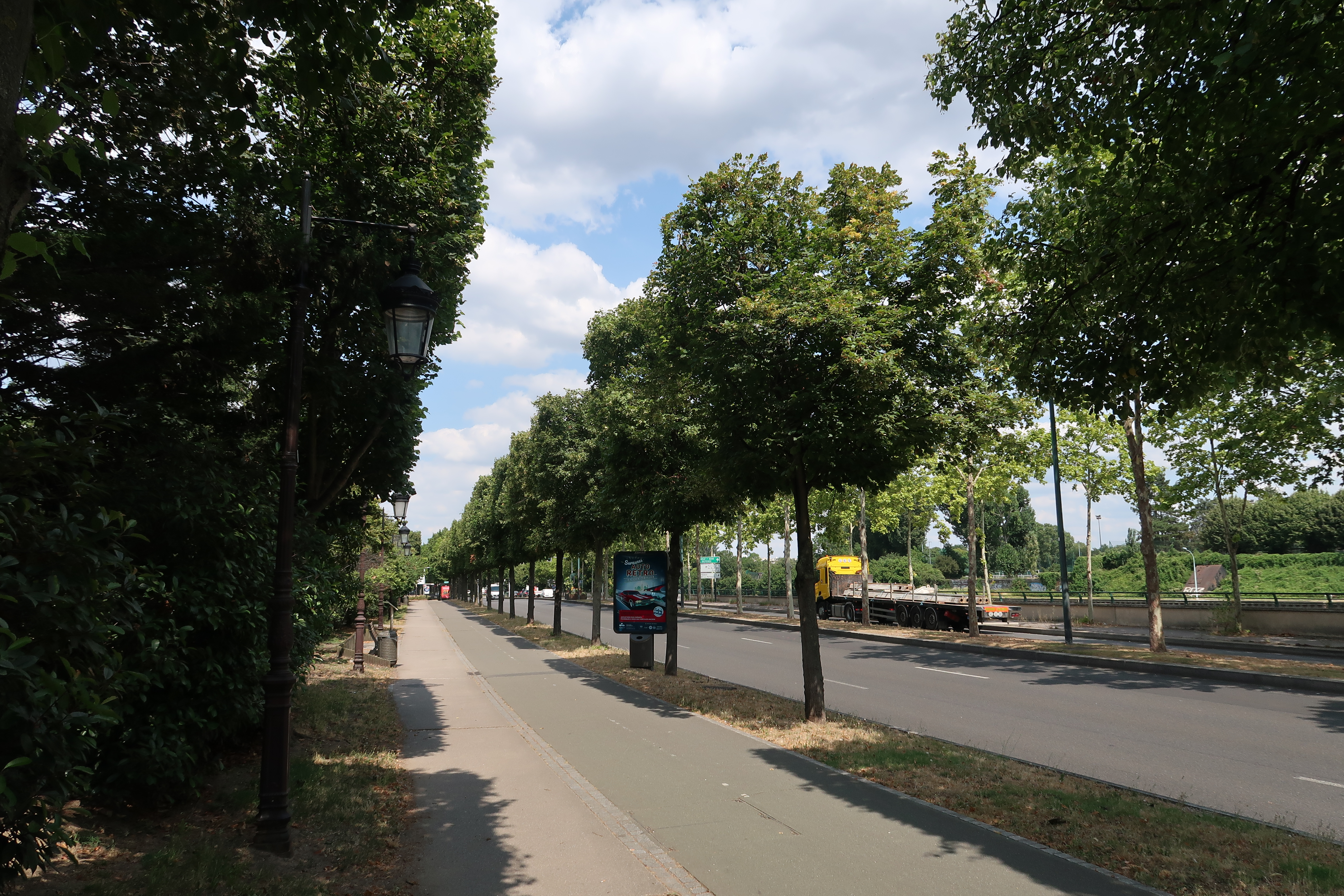
Trottoir et piste cyclable le long de la voie routière du quai Gallieni.

Le quai Gallieni, qui longe Suresnes, est doté de pistes cyclables. Sur les coteaux, le boulevard Maréchal-de-Lattre-de-Tassigny en est également doté. À terme, l'axe vert majeur doit traverser la commune pour relier Puteaux et Saint-Cloud via le mont Valérien et parachever ainsi une piste qui reliera l'ensemble des communes du département.
Depuis 2009, trois stations de rangement pour le système de vélos en libre-service Vélib' sont installées en bordure de la Seine, sur la partie plane de la ville. Leur capacité totale maximale d'accueil est de cent vélos.
Deux sont situées en centre-ville (station no 21503 au 13/15, rue Ledru-Rollin et no 21502 au 18 bis, rue de Verdun / Cour Madeleine). La plus importante est installée à proximité du centre-ville (station no 21501, de part et d'autre du boulevard Henri-Sellier, au croisement de la rue de Saint-Cloud et de la rue des Bourets).
Des stations de rangement non sécurisées existent à proximité des gares, dont la  gare de Suresnes-Mont-Valérien.

#### Transports en commun

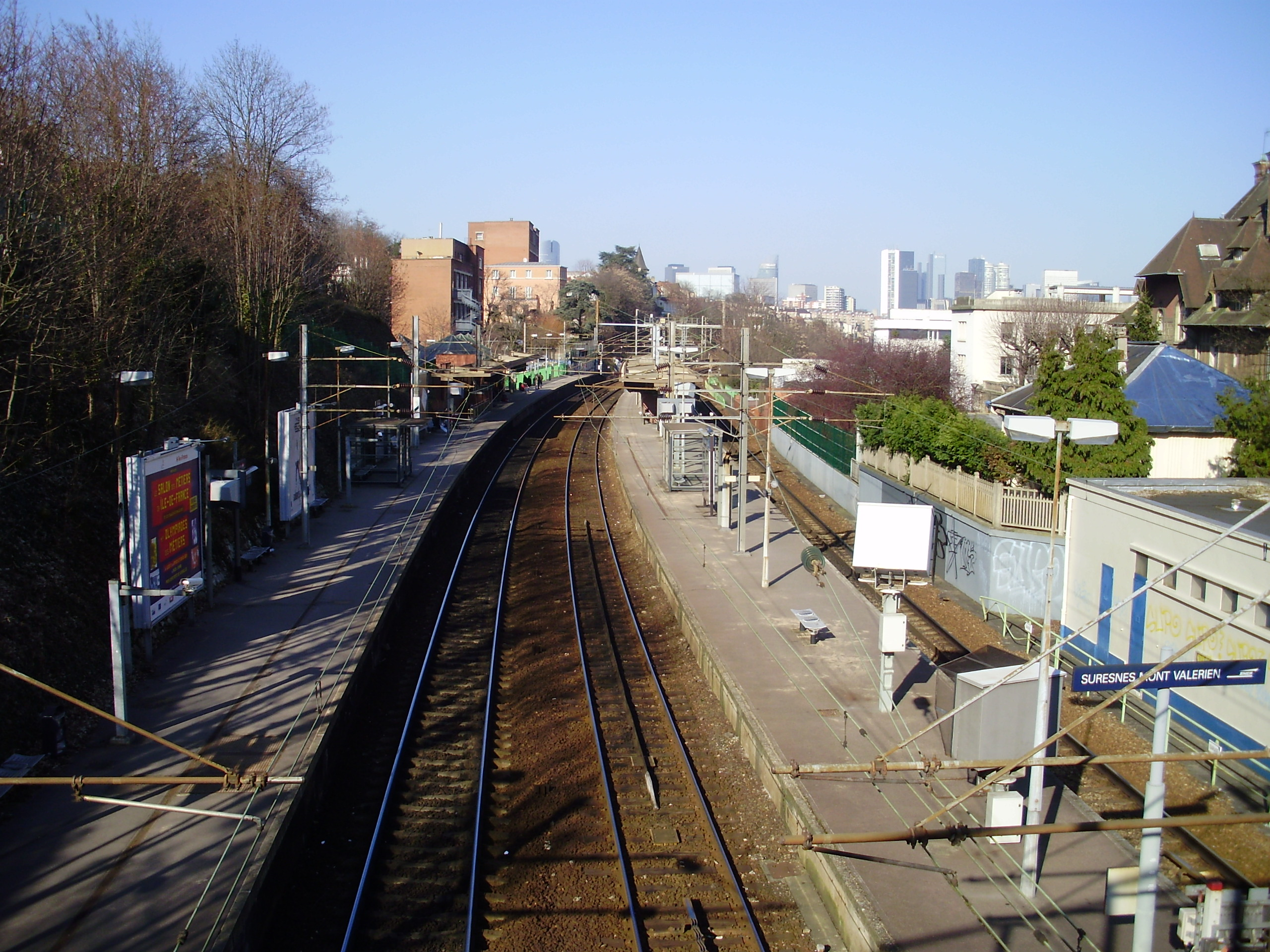
Gare de Suresnes-Mont-Valérien.

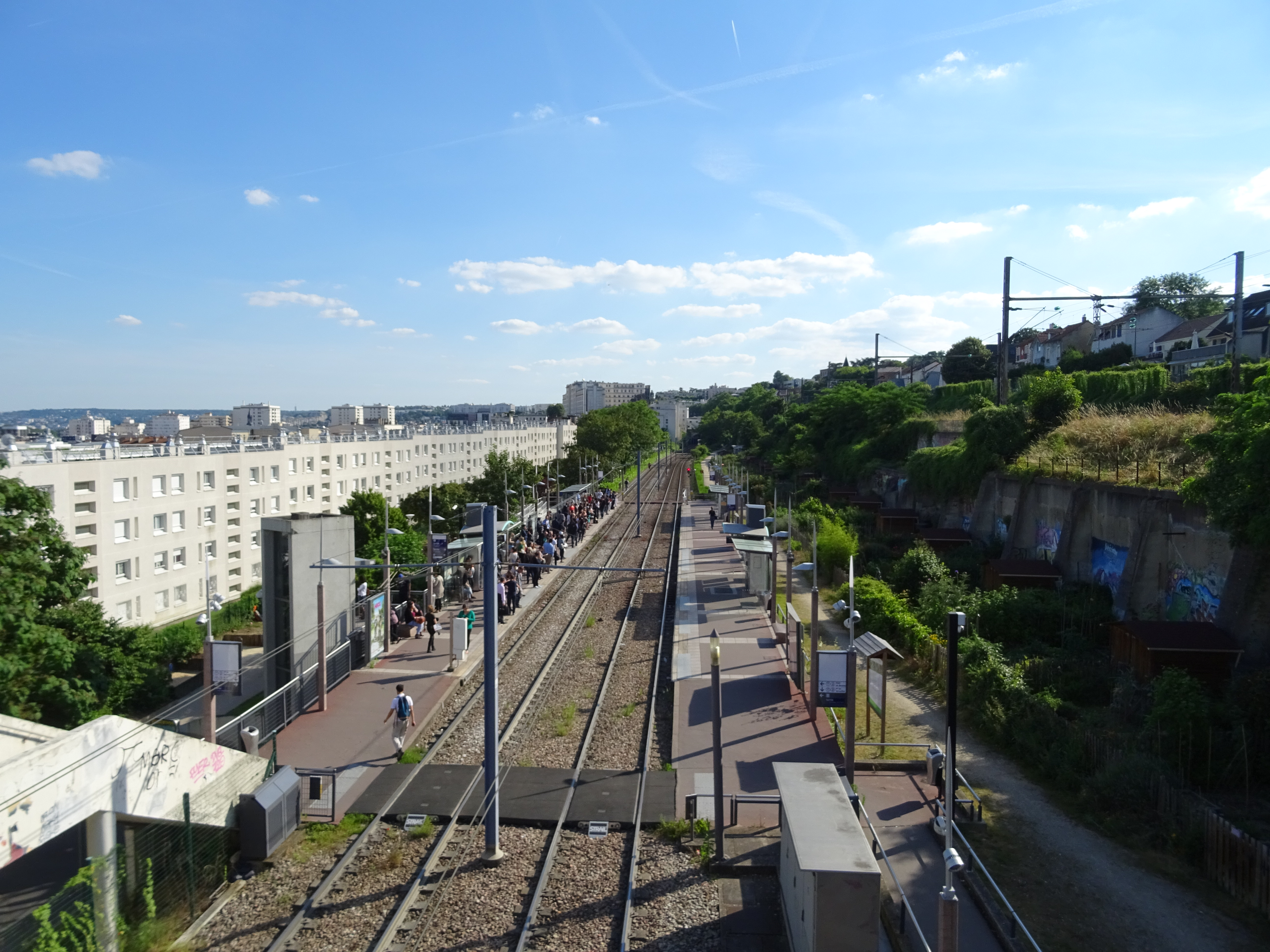
Gare de Belvédère.

##### Réseau ferroviaire
Depuis 1901, la ligne de Paris-Saint-Lazare à Versailles-Rive-Droite traverse la commune. Suresnes est ainsi desservie par la gare de Suresnes-Mont-Valérien, qui est empruntée par les lignes L et U. Ces lignes desservent notamment Versailles, Saint-Nom-la-Bretèche, La Défense, La Verrière et Paris-Saint-Lazare.

##### Tramway d'Île-de-France
Depuis 1889, la commune est desservie par la ligne des Moulineaux. Celle-ci a été transformée et rénovée en 1997 avec l'ouverture de la ligne 2 du tramway d'Île-de-France (T2). La commune est desservie par deux stations de cette ligne de tramway : Suresnes - Longchamp et Belvédère.
Elle permet de se rendre vers le sud à Issy-les-Moulineaux et à la Porte de Versailles, et vers le nord, à La Défense et, depuis 2012, jusqu'au pont de Bezons.

##### Bus
La ville est desservie par de nombreux lignes du réseau de bus RATP. Ce réseau dessert Issy avec les lignes 70 vers Charles-Michels, Odéon et Hôtel de ville, 93 vers Levallois-Perret, Champs-Élysées et Invalides, 141 et 144 (ces deux lignes reliant Rueil-Malmaison à La Défense), 157 (qui relie Nanterre au Pont de Neuilly), 160 (qui relie Nanterre au Pont de Saint-Cloud), 175 (qui relie la Porte de Saint-Cloud à Clichy), 241 (qui relie Rueil-Malmaison à la Porte d'Auteuil), 244 (ligne express qui relie Rueil-Malmaison à la Porte Maillot via le Bois de Boulogne), 263 (qui relie Suresnes à Nanterre) et 360 (qui relie Garches à La Défense).
La nuit, le Noctilien dessert Suresnes avec la ligne N53 vers Paris Saint-Lazare et Trocadéro.
Enfin, le Service urbain de Suresnes, (Autobus Suresnois) effectue des parcours circulaires dans la commune.

##### Projets de transport
Contrairement aux villes voisines, Saint-Cloud et Puteaux, Suresnes n'est pas relié au réseau de métro de Paris. En 2011, la ville demande le prolongement de la ligne 2 depuis Porte Dauphine jusqu'à son centre-ville, lors du débat public sur le réseau de transport public du Grand Paris. La proposition de réaliser des études à ce sujet fait partie du projet transports de Valérie Pécresse lors de sa campagne pour les élections régionales de 2015 mais est suspendue depuis.
Par ailleurs, le projet du Grand Paris Express, prévoit une mise en service de la partie Ouest de la ligne 15 du métro de Paris, avec la station Rueil – Suresnes Mont-Valérien.

## Toponymie

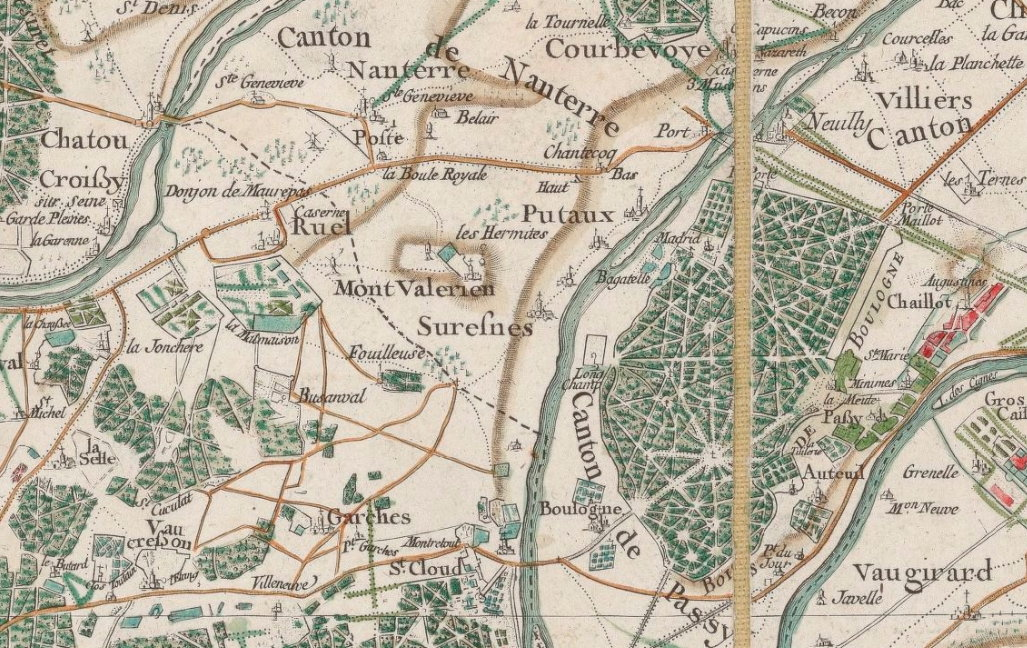
Suresnes et ses alentours sur la carte de Cassini (1756).

Les mentions anciennes de la localité sont : Surisnas 918, Surisnis dicitur 1070, Girardus de Serenes v.1169, ecclesiam de Surinis 1177, 1207, villa de Serenes 1299, Sorenae, Serenae XIIIe siècle, Socraine XIVe siècle, Suranus XIVe – XVe siècles, Soresne et Sureynes 1544, Surasne, Surayne, Suraine, Sureine, Souresne, Suresnes v.1757, Surènes v. 1850.
En 1804, on proposait de façon fantaisiste d'être issu de « sur Seine ». En 1965, l'historien local René Sordes proposa sur des bases approximatives l'hypothèse que Surisnas, pourrait être l'accusatif du pluriel Surisnae, qui serait un nom d’origine celtique, sa terminaison en na indiquant qu’il s'agirait d'un hydronyme. Il affirma que Camille Jullian, sans citer sa source, voyait dans Surisnae un nom de source « chante-souris » ; c'est peu probable. Ce mot ou cette déesse des sources n'ont jamais été documentés dans les dictionnaires de la langue gauloise. Enfin, Ernest Nègre, et Marianne Mulon ont proposé une hypothétique racine hydronymique *sor- préceltique.

## Histoire

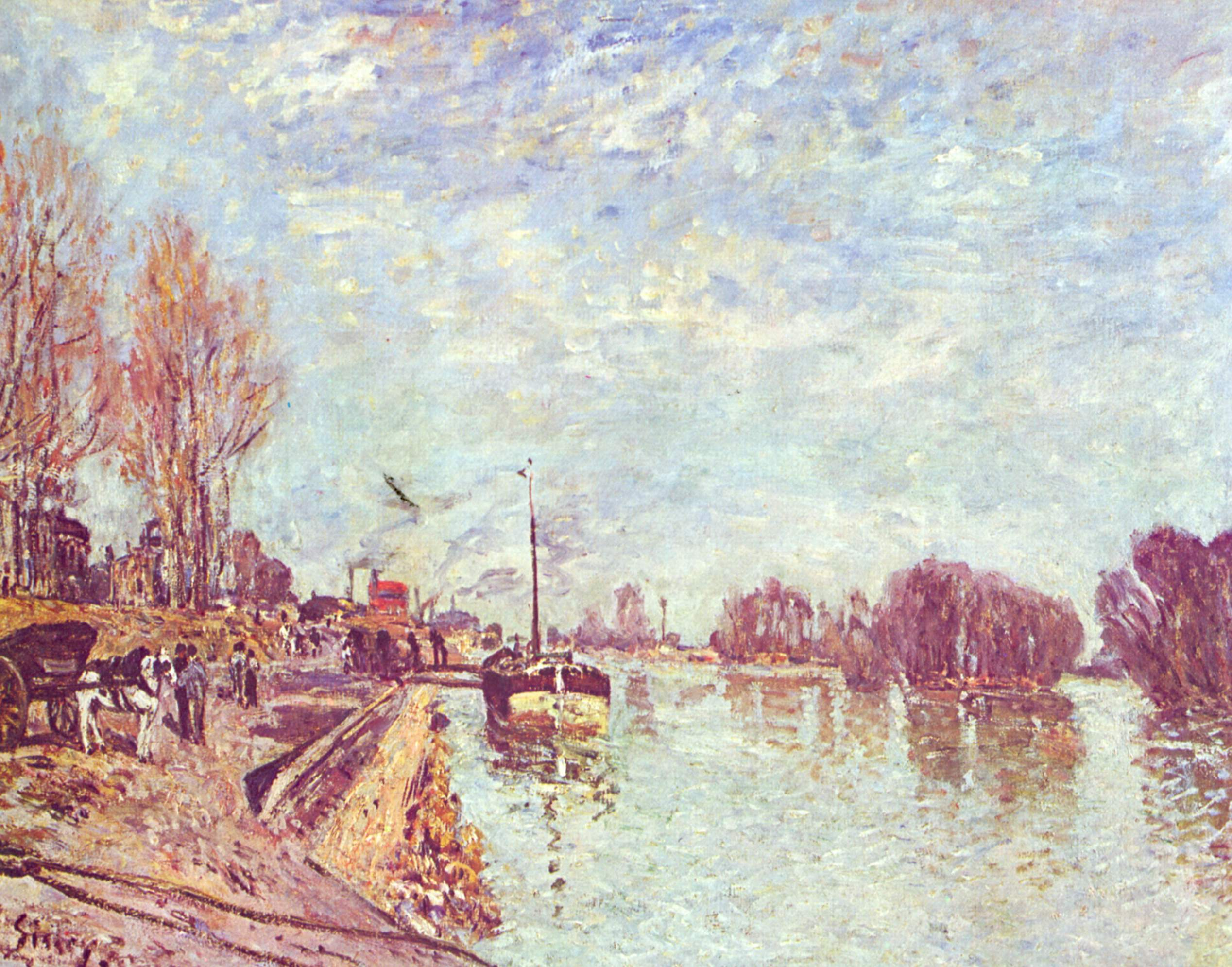
La Seine près de Suresnes du peintre Alfred Sisley (1879).

Le site aurait été occupé par les Gaulois. La première mention historique de Suresnes date de 884, quand le roi des Francs Carloman II fait don à l'abbaye de la Croix-Saint-Leufroy (Normandie) d'un domaine qui comprend « Surisna ». Les raids vikings conduisent les moines de l'abbaye à se réfugier en région parisienne, leur communauté fusionnant avec celle de l'abbaye de Saint-Germain-des-Prés.
Le roi Charles le Simple reprend alors la donation de Carloman et transmet, via Robert, comte de Paris, le domaine à l'abbaye en 918,,. Cette dernière institution religieuse exerce alors un contrôle sur ce territoire, qui durera jusqu'à la Révolution.
En 1070, Suresnes devient une paroisse, dont l'église Saint-Leufroy a pour origine une chapelle du début du Xe siècle. Du Moyen Âge jusqu'au XIXe siècle, il s'agit d'un hameau puis d'un village, non relié aux axes de communication vers la capitale, qui vit essentiellement de sa production viticole – des vignobles couvrant ses coteaux, comme dans toute l'Île-de-France depuis des siècles – ainsi que de la pêche sur la Seine.
Entre le Xe et le XVe siècle, la population de Suresnes passe de 300 à 600 habitants. En 1250, le servage y est aboli. Plusieurs évènements dramatiques marquent Suresnes et les villages alentour : inondations (1080), famine (1088), ergotisme (1150), guerre de Cent Ans (1358) ou encore guerre civile entre Armagnacs et Bourguignons (1411).
En conséquence, en 1569-1570, des fortifications sont construites ; elles n'empêchent pas les affrontements liés aux guerres de religion, l'église Saint-Leufroy étant incendiée en 1590,.
En 1593 y ont lieu des conférences de négociation entre catholiques et protestants, qui participent à mettre fin au conflit qui oppose les deux camps,. Contrairement à une légende locale qui insiste notamment sur l'idylle qu'il y aurait vécu avec Gabrielle d'Estrées, Henri IV ne serait jamais venu à Suresnes.
À partir du XVe siècle, des ermites prennent l'habitude de se retirer au sommet du mont Valérien, formant une communauté à l'écart, qui prie et cultive la vigne.
En 1633, un calvaire religieux y est également installé, donnant naissance à un important pèlerinage jusqu'à sa fermeture en 1830. Dans le bas de Suresnes, des guinguettes et des hôtels se développent, pour accueillir les dévots, avant et après leur passage,. Autour du quartier historique, des aristocrates et bourgeois parisiens se font également construire de vastes demeures garnies de jardins, comme le château de Suresnes (situé au niveau de l'actuel parc du Château), le château de la Source mitoyen et le château des Landes (à l'emplacement de l'actuel parc des Landes), propriété de Philippe Panon Desbassayns.

### XIXesiècle

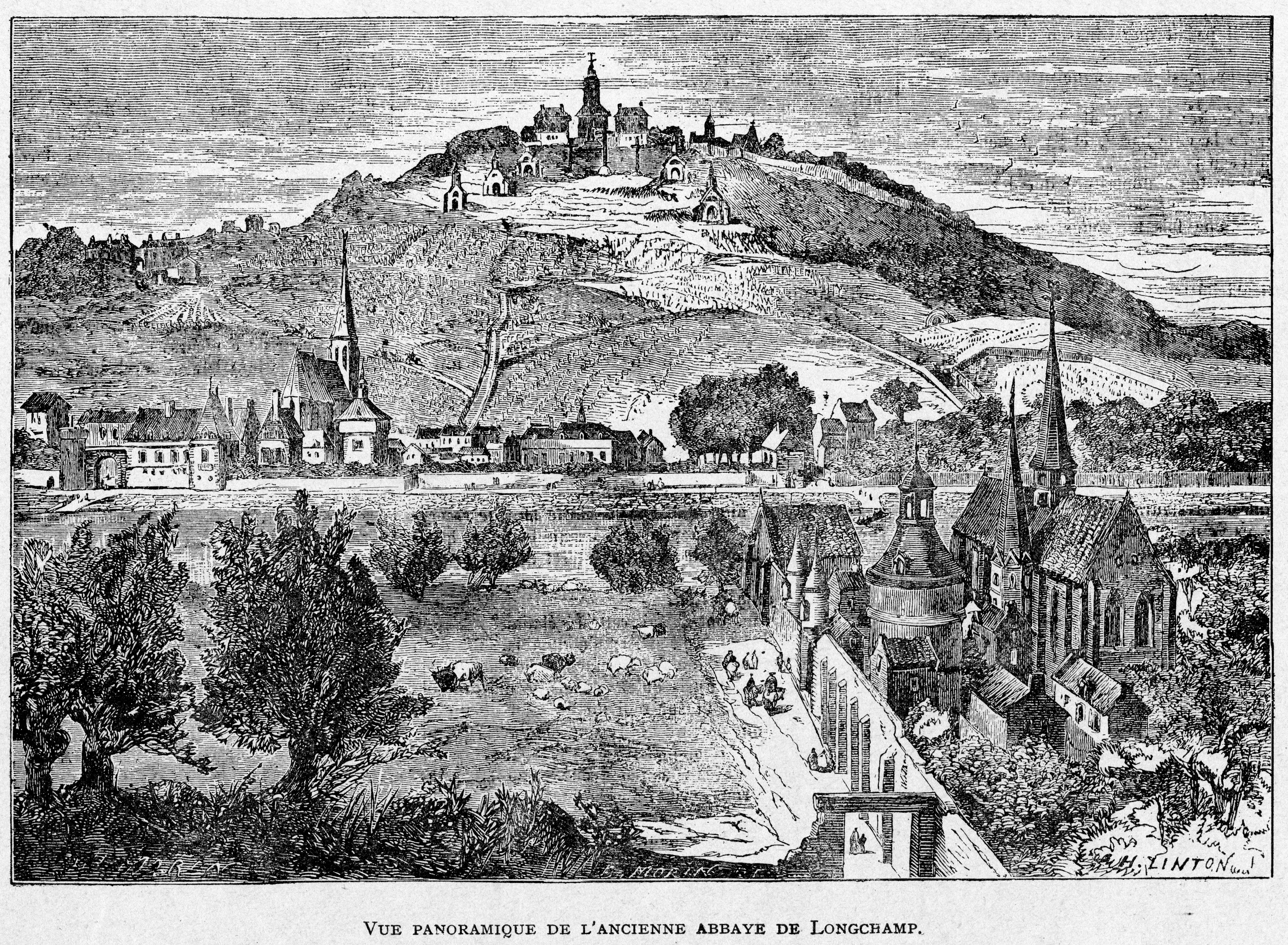
Gravure d'Edmond Morin présentant les ruines de l'abbaye de Longchamp (bois de Boulogne) dans la première moitié du XIXe siècle, avec Suresnes et le calvaire du mont Valérien en arrière-plan, avant sa conversion en fort.

Le XIXe siècle donne à Suresnes les grands traits de son actuel urbanisme. En cent ans, le petit village isolé devient une ville industrielle bien reliée aux axes de communication, dont la vocation agricole disparaît.
En 1842 est inauguré le premier pont de Suresnes. Il est détruit pendant la guerre franco-prussienne de 1870, un nouvel édifice lui succédant en 1874, lui-même remplacé en 1950 par le pont actuel,. Durant le conflit cité, Suresnes, qui compte alors 5000 habitants, est une ville de garnison, en raison du mont Valérien voisin.
Après la défaite de la France, le roi de Prusse Guillaume Ier traverse la Seine à Suresnes, passant un pont fait de bateaux après l'incendie de l'édifice durant la guerre.
Au début des années 1840, sur les ruines de l'ancien calvaire, démarrent les travaux de construction du fort du Mont-Valérien, faisant ainsi d'un lieu jusque-là à vocation religieuse une forteresse militaire. Elle est intégrée dans le réseau de fortifications ceinturant Paris.
Lors de la révolution de 1848, le château de Salomon de Rothschild, situé près de la Seine, est détruit par des émeutiers,.
Au début du XIXe siècle, une teinturerie s'était installée à Suresnes, préfigurant sa mutation urbaine. Avec les blanchisseries, cette activité proto-industrielle domine pendant plusieurs années, jusqu'à la construction d'usines automobiles et le transfert vers le nord du pays de la filière textile.
À partir de la fin du siècle, la ville connaît une industrialisation progressive mais rapide, qui se matérialise par l'installation de plusieurs usines le long de la Seine. Des maisons et des villas bourgeoises sont également élevées sur ses coteaux. Peu à peu, la vigne disparaît, ainsi que la plupart des grandes demeures de l'Ancien régime. Par ailleurs, grâce au développement des transports (train, tramway, bateau), les Parisiens viennent nombreux se divertir dans les guinguettes de Suresnes (« À la Belle Gabrielle », « Le Moulin Rose », etc.), parfois au retour des courses de l'hippodrome Paris Longchamp, situé juste de l'autre côté du fleuve, dans le bois de Boulogne.
Entre 1865 et 1869, le couturier Charles Frederick Worth se fait construire une demeure à Suresnes, sur un terrain de 15 000 m2. Le bâtiment de style historiciste, mêlant des éléments médiévaux et florentins, est l'œuvre de Denis Darcy. Le jardin comportait bosquets, pavillons et cascades, ainsi que des vestiges du palais des Tuileries, alors que l'esthétique des ruines est en vogue. De l'édifice original, seule subsiste une porte monumentale située 15 avenue Franklin-Roosevelt, ainsi que le pavillon construit plus tard par son fils, dit pavillon Balsan.
Le reste des bâtiments a été rasé et le jardin loti dans les années 1930 afin d'accueillir l'hôpital Foch,,,,.
À partir de 1887, l'administration classe désormais Suresnes comme « ville » et non plus comme « village ». L'actuelle mairie de Suresnes est inaugurée en 1889, après avoir occupé de nombreux emplacements depuis 1787, dont la maison où le physicien Hippolyte Fizeau réalisa en 1849 une célèbre expérience de mesure de la vitesse de la lumière. De style néoclassique, le nouvel hôtel de ville est l'œuvre de Jean Bréasson,,.

### XXesiècle

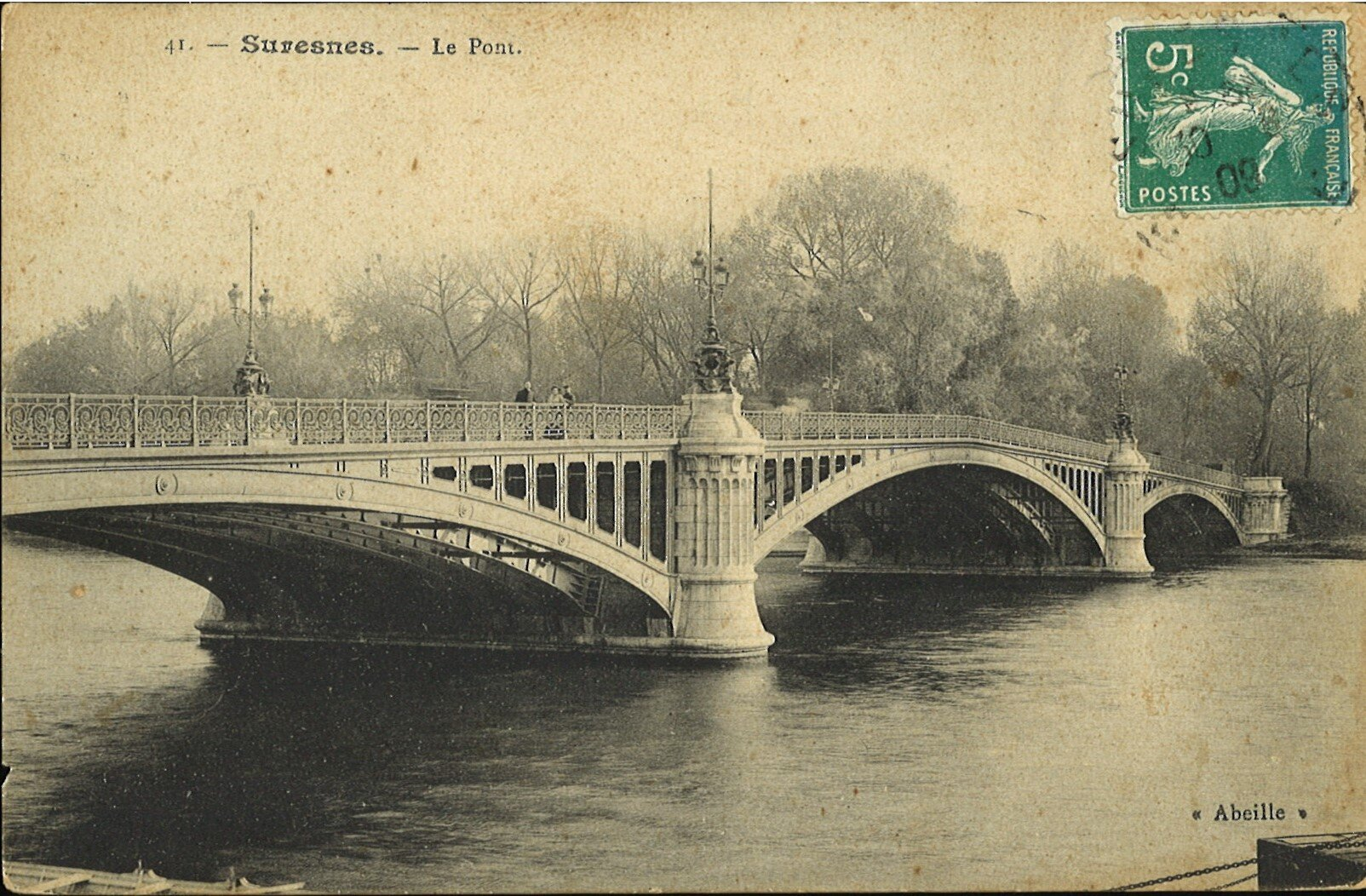
Le troisième pont de Suresnes. Il servait notamment à permettre le passage du chemin de fer du bois de Boulogne.
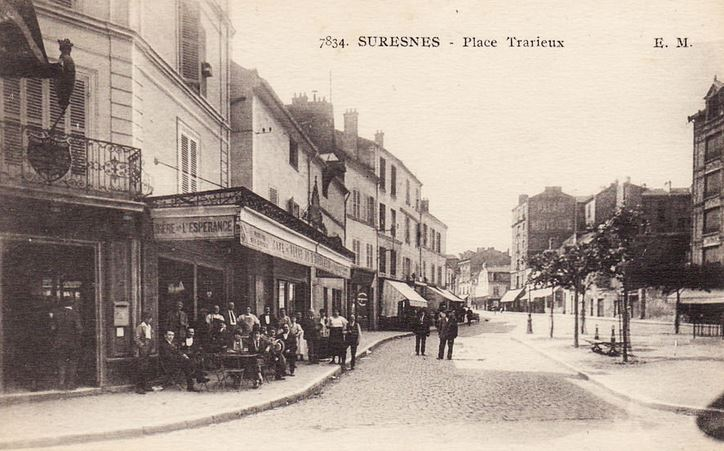
La place Trarieux, actuelle place du Général-Leclerc.
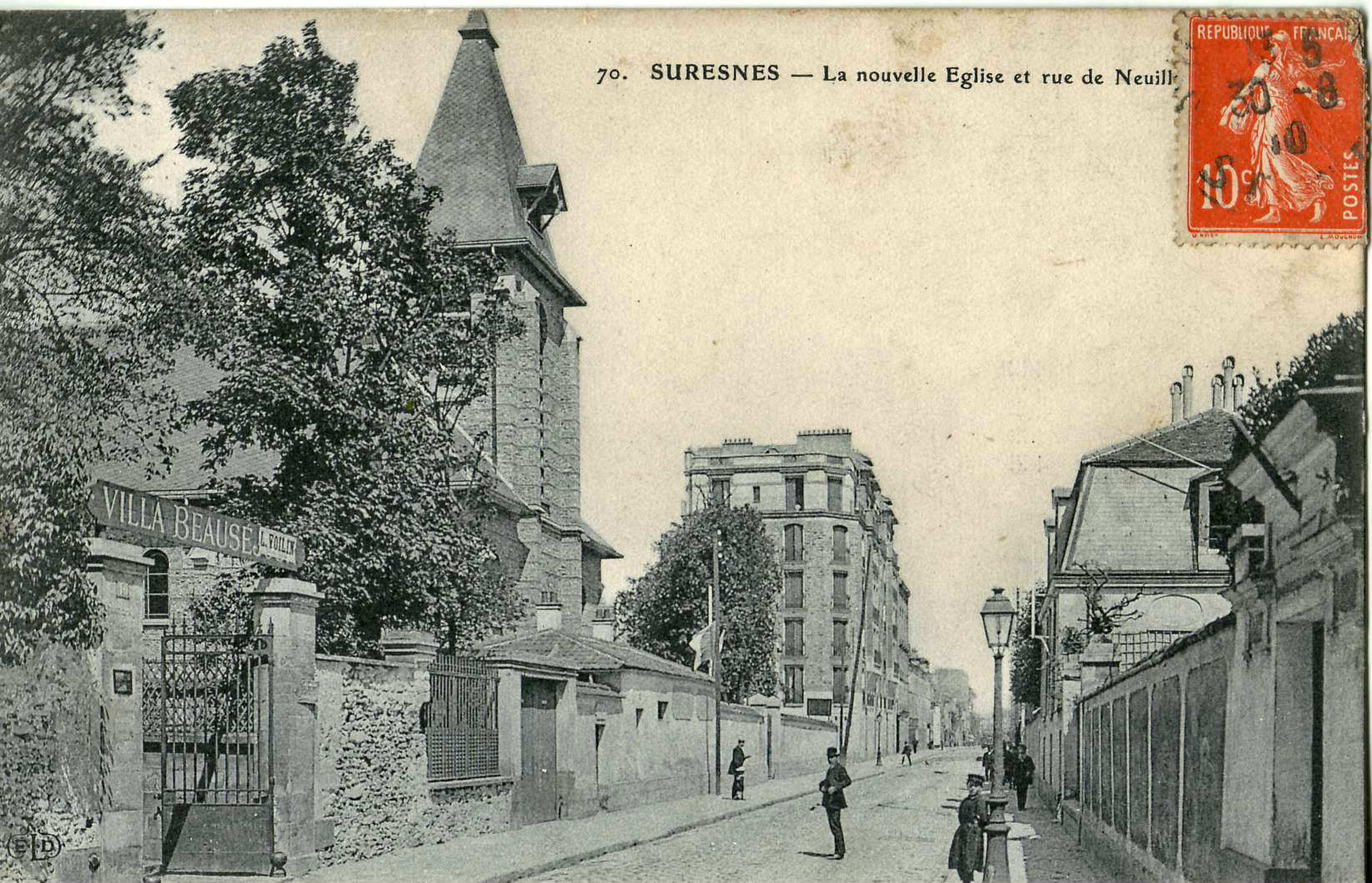
L'église du Cœur-Immaculé-de-Marie, vers 1910.
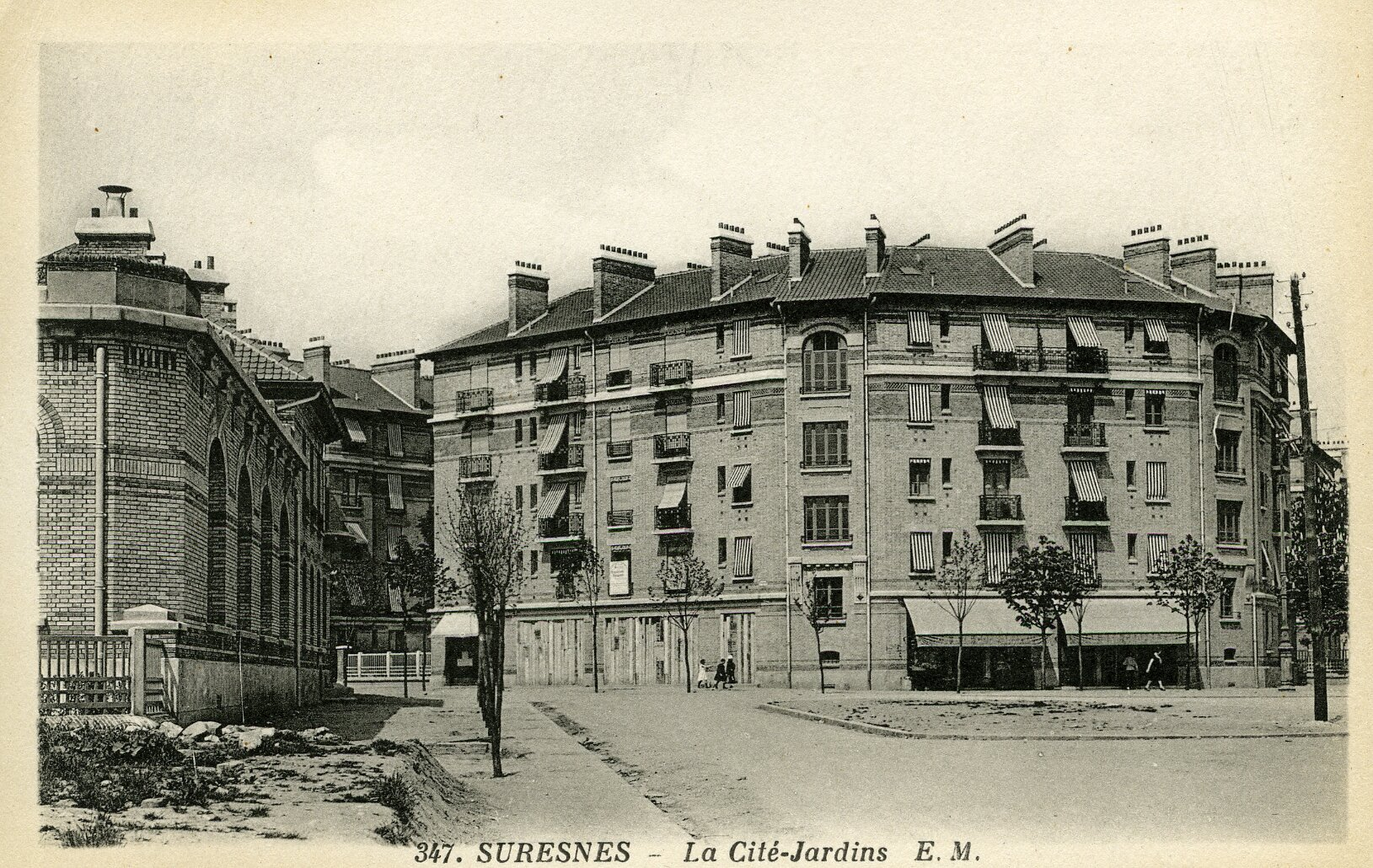
Immeubles de la cité-jardin de Suresnes, dans les années 1930.

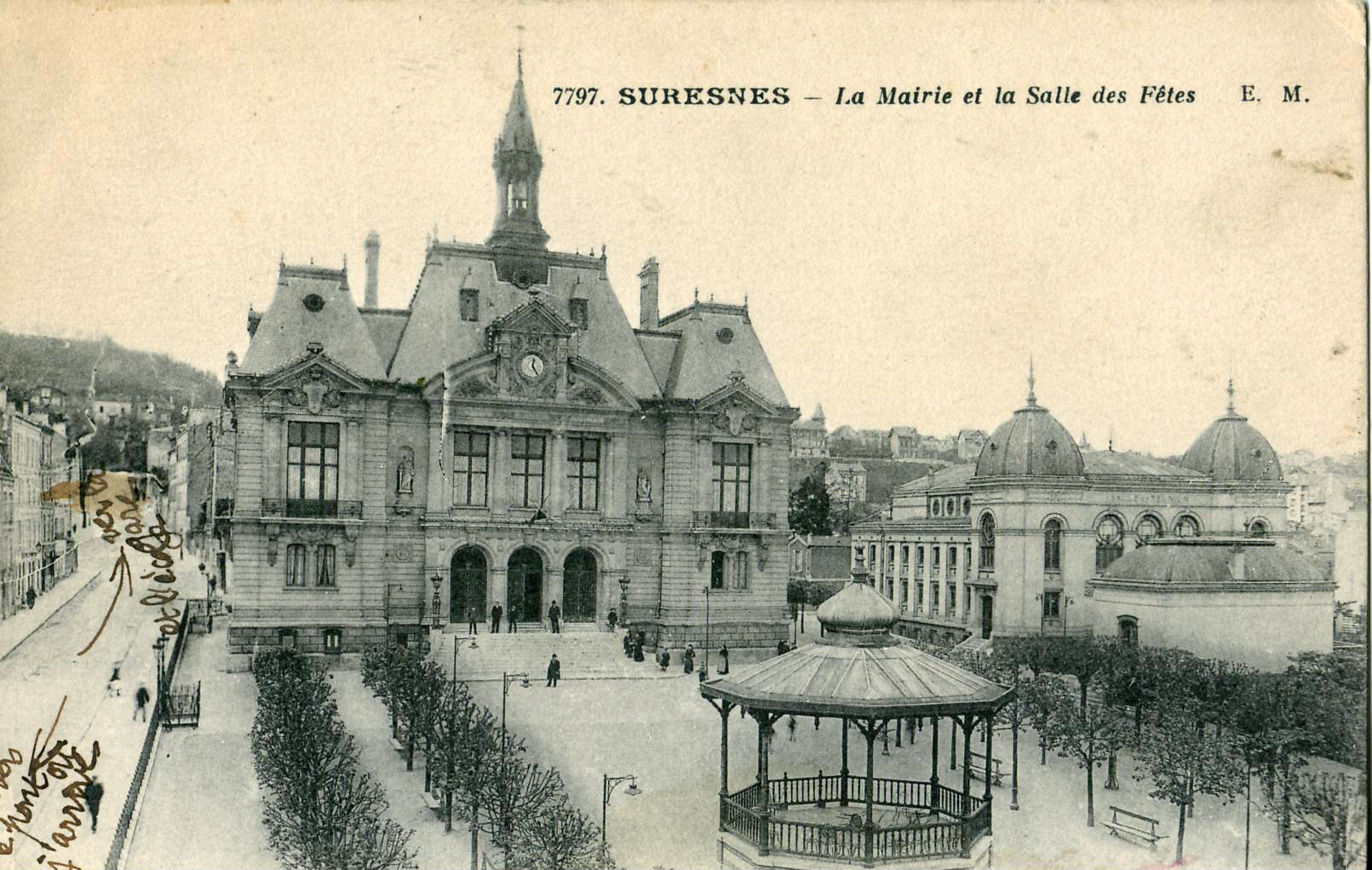
La mairie et la salle des fêtes, dans les années 1930.
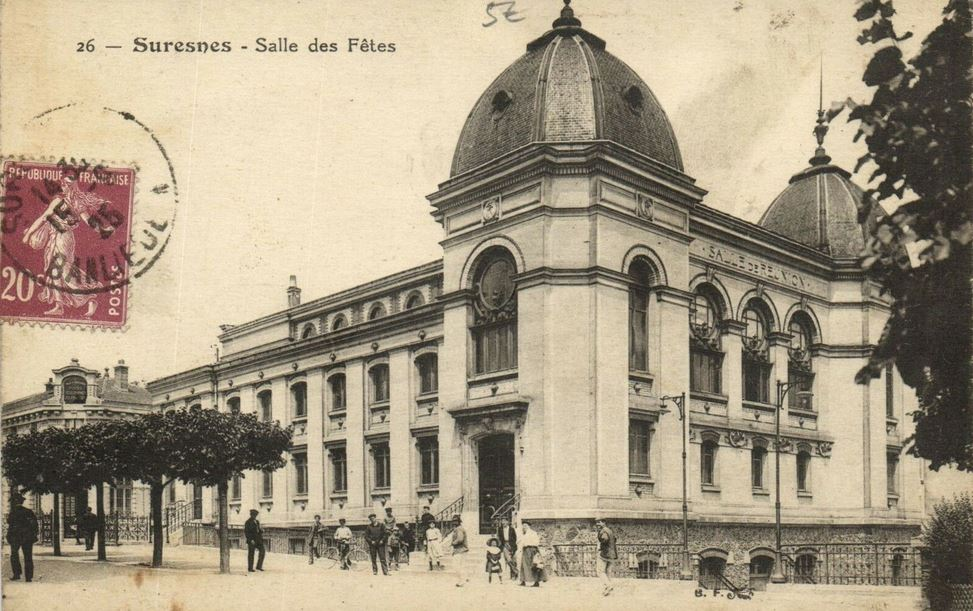
La salle des fêtes.
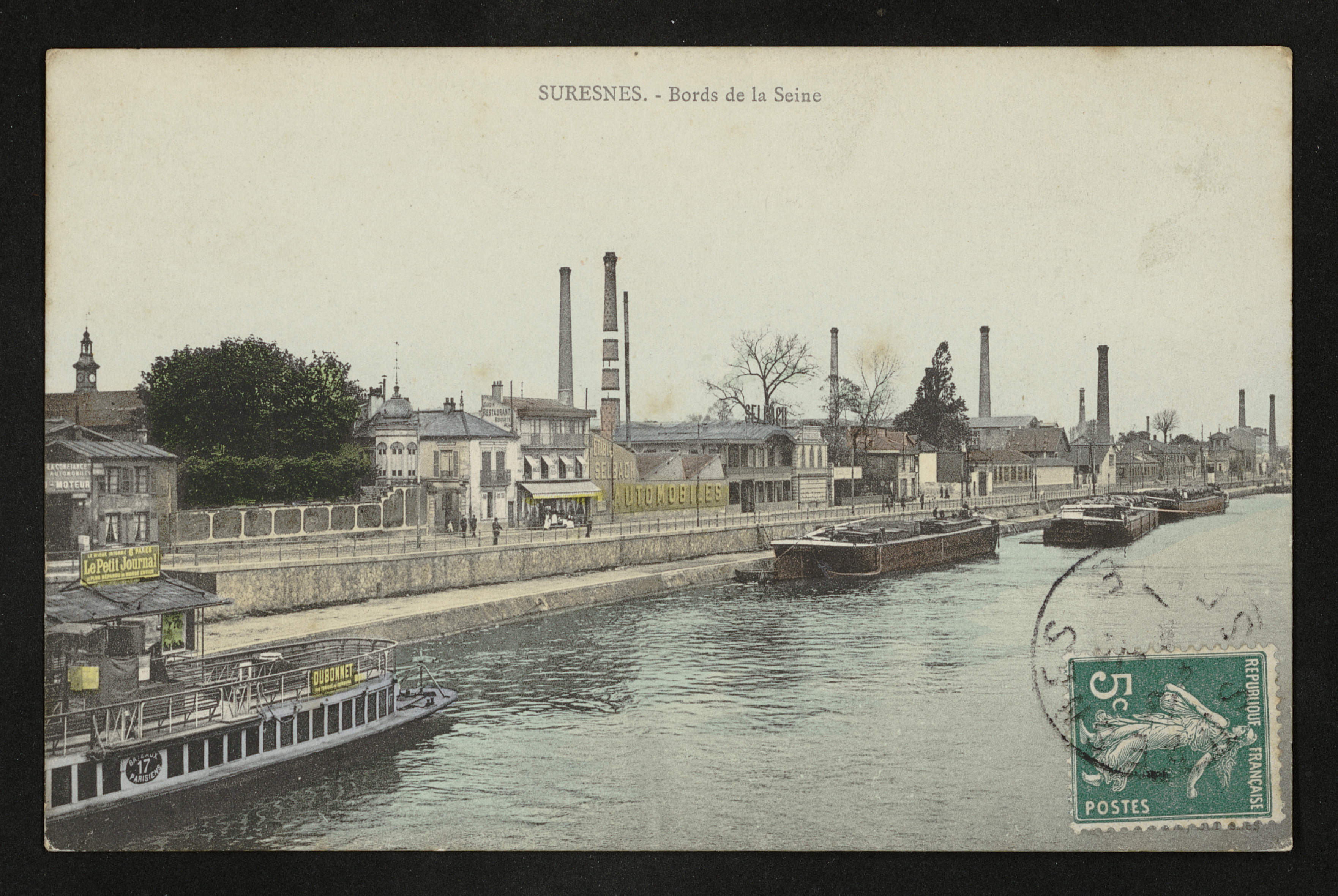
Usines le long du quai de Suresnes.

Les mosaïques de l'ancienne usine de Blériot Aéronautique à Suresnes sont exposées à leur emplacement d'origine, même si le bâtiment originel a été détruit en 2004. L'actuel édifice est occupé par le groupe Airbus, puis par SKEMA Business School.

Au tournant des XIXe – XXe siècles, dans un contexte d'industrialisation qui conduit de nombreuses entreprises à s'installer le long des berges de la Seine de la banlieue ouest-parisienne, jouant de la proximité avec la capitale et d'aménités géographiques particulières (transport par voie fluviale), Suresnes devient une ville industrielle dont la population ouvrière s'accroît. Elle compte de nombreuses usines, dont les constructeurs automobiles Unic et Saurer (qui emploie plus d'un millier de Suresnois), d'avions Levavasseur, Nieuport, Farman et Blériot Aéronautique, de parfums (Coty), ainsi que la biscuiterie Olibet (fondée en 1880 et qui emploie 400 ouvriers et ouvrières fabriquant 30 tonnes de gâteaux par jour jusqu'en 1940, année où elle est démolie),. Modifiant considérablement la vie de Suresnes, de jour comme de nuit, l'activité de ces entreprises provoque les plaintes de nombreux riverains.
L'imprimerie des Cahiers de la Quinzaine (1900-1914), fondée par l'écrivain Charles Péguy, a son siège à Suresnes. Il arrivait à ce-dernier, avec l'homme politique Jean Jaurès, de marcher de Paris jusqu'à ce bâtiment en évoquant les paysages de l'Île-de-France, la « beauté industrielle » de Puteaux ou encore la littérature.
Comme les villes voisines situées le long de la Seine, Suresnes est touchée par la crue de 1910 ; le 29 janvier, Le Journal écrit : « À Suresnes, l’eau a monté dans la nuit de 40 cm, envahissant les maisons du quai jusqu'au premier étage et causant dans l'intérieur de la commune de nouveaux ravages ».

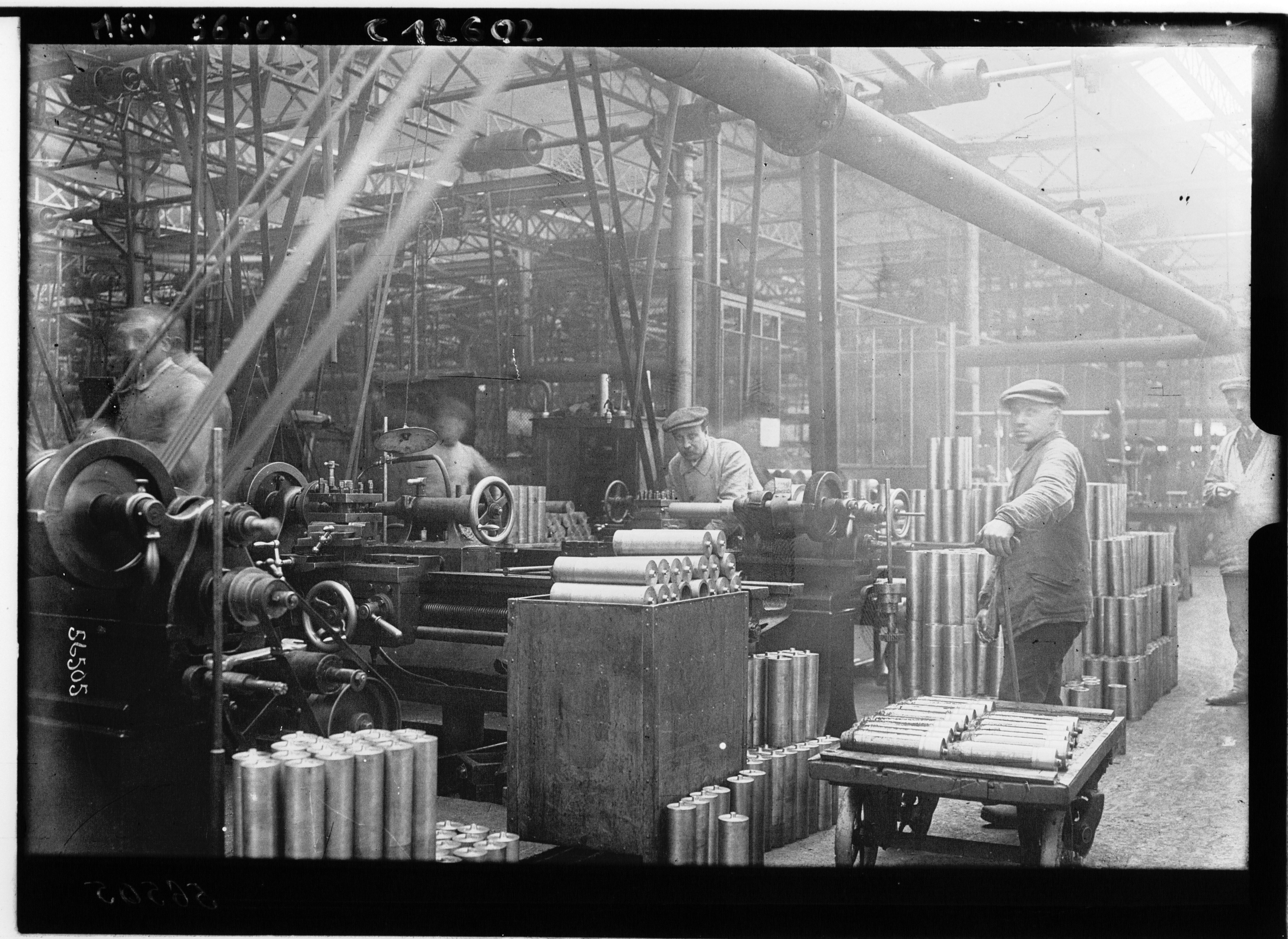
Fabrication d'obus dans l'usine Darracq.

En 1914, lorsque la Première Guerre mondiale éclate, Suresnes devient l'un des principaux centres de fabrication d'obus. Via la SPAD, qu'elle a acquis, l'usine d'avions Blériot, construite en 1915-1917 au croisement d'un quai de Seine et de la rue du Val-d'Or, voit travailler 2500 ouvriers dans 28 000 m2 d'ateliers, qui produisent 23 unités par jour,.
Aménagé sur le versant est du mont Valérien, le cimetière américain de Suresnes, inauguré en 1919 par le président Woodrow Wilson, accueille les sépultures de plus de 1 500 soldats américains morts durant le conflit.
Maire de Suresnes de 1919 à 1941, porté sur la question sociale, Henri Sellier fait construire la cité-jardin de Suresnes, les premières habitations à loyer bon marché, le lycée Paul-Langevin (1927) ou encore l'École de plein air de Suresnes (1935). Il développe les services sociaux, les parcs, les équipements scolaires, sportifs et sanitaires, tout cela dans une perspective hygiéniste,.

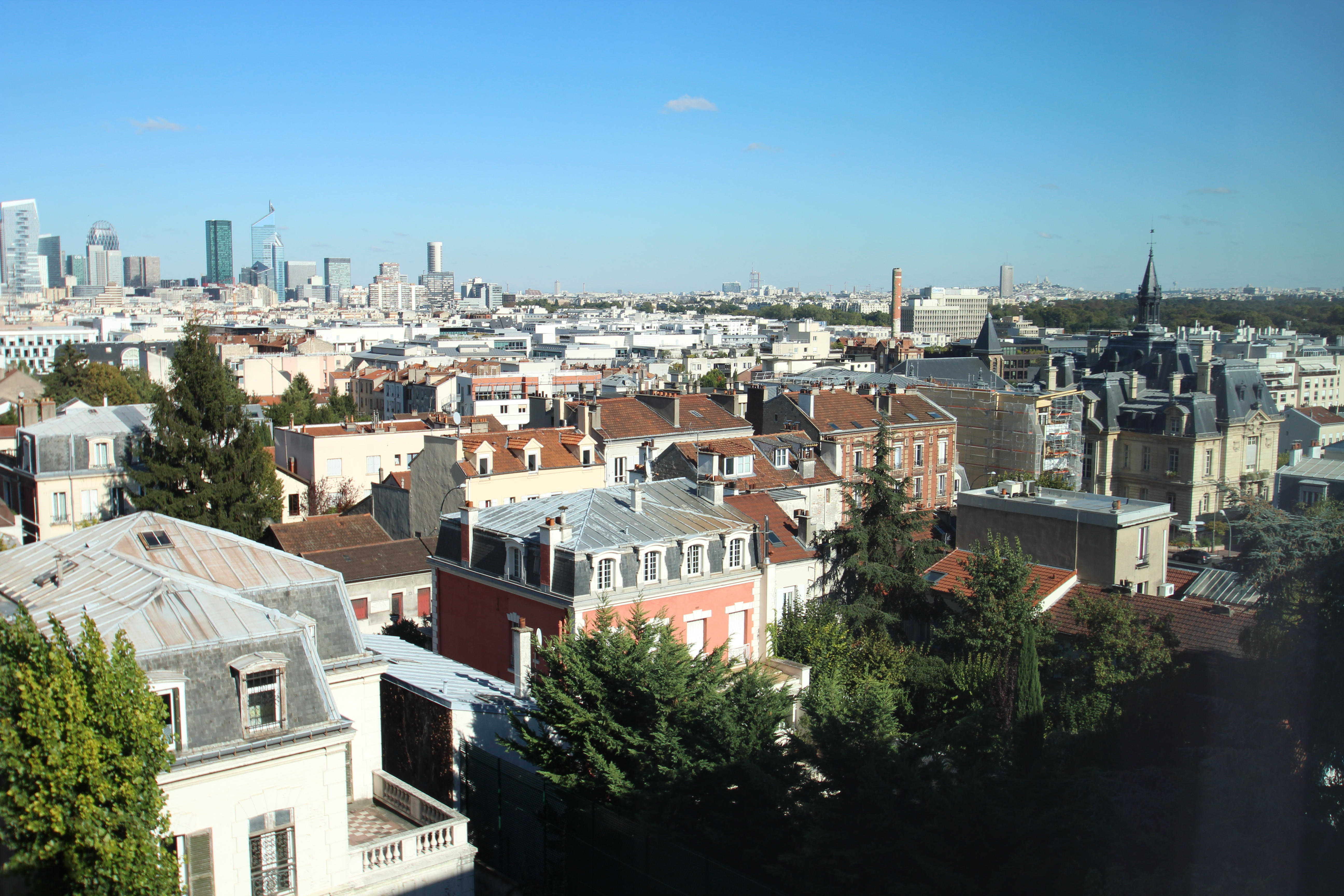
Le centre-ville de nos jours.

Lors de la Seconde Guerre mondiale, la forteresse du Mont-Valérien est occupé par les Allemands et est le théâtre de l'exécution de plus de 1 000 résistants et otages, dont Honoré d'Estienne d'Orves le 29 août 1941, et Michel Manouchian le 21 février 1944.
De 1941 à 1944, le prêtre catholique Franz Stock accompagne les condamnés à mort sur le plan religieux et civil. C'est aussi ici que, le 30 mai 1942, l'écrivain et résistant français Jacques Decour (Daniel Decourdemanche) meurt pour la France, fusillé par les nazis. La résistante Noor Inayat Khan, qui a grandi à Suresnes et s'est engagée dans le Special Operations Executive, meurt à Dachau en 1944.
Le Mémorial de la France combattante du mont Valérien est aujourd'hui un lieu de pèlerinage national. Chaque année, le 18 juin, le président de la République française en fonction y vient pour une commémoration,.
Dans la seconde moitié du siècle, les usines périclitent et deviennent des friches industrielles. Couvrant 10 % de la surface de la ville, elles sont peu à peu remplacées par des bureaux à partir des années 1980, notamment des sièges de grandes entreprises (en lien avec le quartier d'affaires de La Défense, situé dans la commune voisine de Puteaux), et des lotissements immobiliers.
À l'origine ville industrielle, Suresnes devient une cité du secteur tertiaire aux bâtiments modernes ; il faut monter vers les coteaux pour trouver une densité moindre, des maisons plus traditionnelles et davantage de nature, alors que le quartier historique du bas Suresnes ne conserve que quelques maisons anciennes autour de la place du Général-Leclerc.
Le long du boulevard Henri-Sellier, la partie occidentale de ce quartier avait en effet été rasée dans les années 1970 afin d'accueillir des tours, une dalle et une passerelle, provoquant le mécontentement de la population. Des travaux ultérieurs ont néanmoins été menés afin d'intégrer de façon plus harmonieuse ces édifices contemporains au reste de la ville, notamment avec l'aménagement de l'esplanade des Courtieux ou la construction d'un conservatoire de musique et d'une fontaine. Quant à la cité-jardin, elle est entièrement rénovée dans les années 1980-1990,.

## Politique et administration

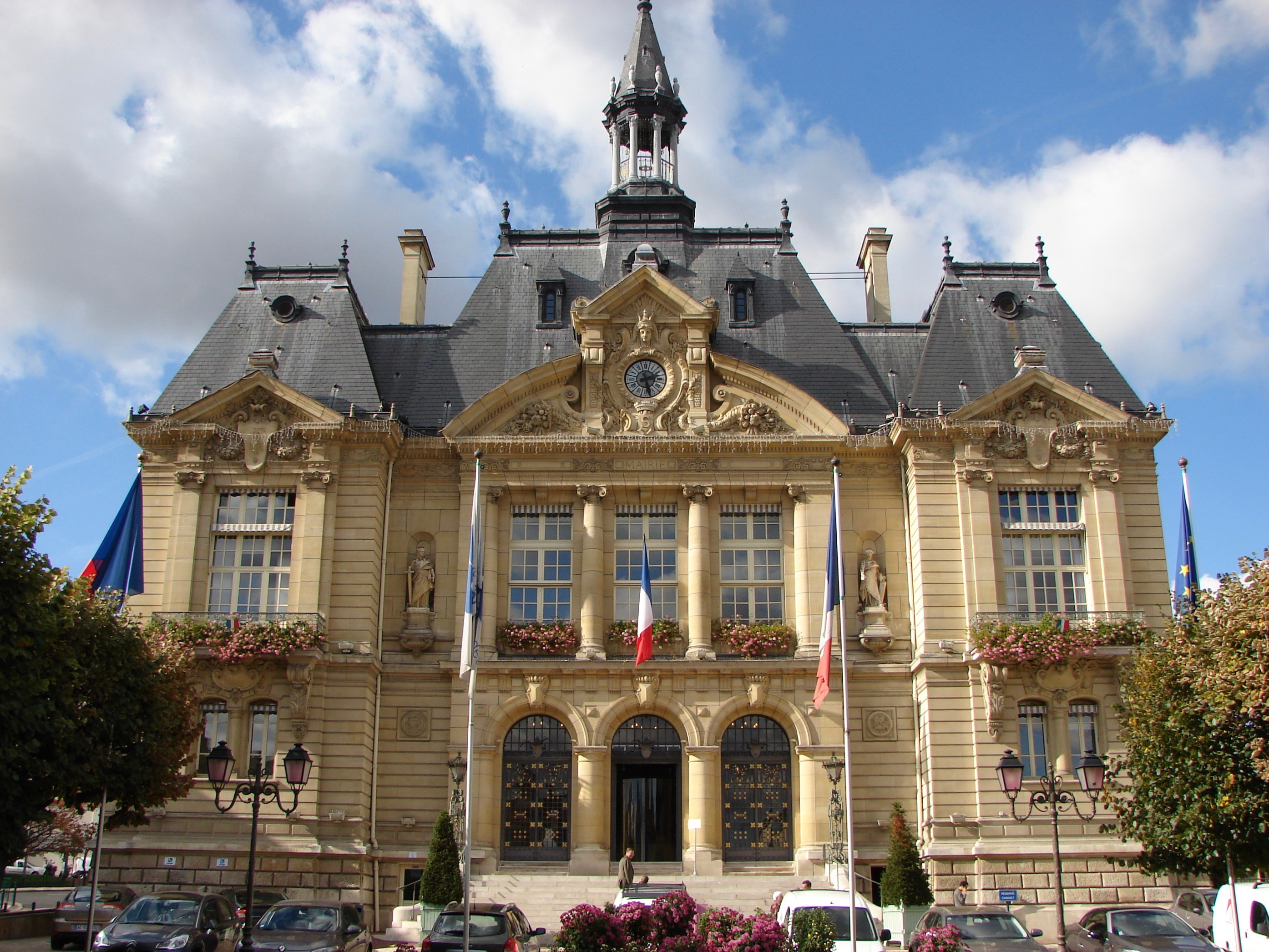
La mairie de Suresnes.

### Rattachements administratifs et électoraux
Jusqu’à la loi du 10 juillet 1964, la commune fait partie du département de la Seine. Le redécoupage des anciens départements de la Seine et de Seine-et-Oise conduit la commune à intégrer les Hauts-de-Seine, à la suite de son transfert administratif, qui prend effet le 1er janvier 1968.
Depuis 1967, Suresnes fait partie de l'arrondissement de Nanterre. Pour les élections législatives, elle est rattachée à la quatrième circonscription des Hauts-de-Seine, dont la députée est Sabrina Sebaihi (Les Écologistes / Nouveau Front populaire) depuis 2022, réélue en 2024 lors des élections législatives anticipées.
La commune appartenait de 1793 à 1893 au canton de Nanterre, dont le chef-lieu est transféré en 1829 à Courbevoie. Ce canton est scindé et la commune intègre en 1893 le canton de Puteaux avant de devenir, lors de la mise en place des Hauts-de-Seine, le chef-lieu du canton de Suresnes. Dans le cadre du redécoupage cantonal de 2014 en France, la commune fait désormais partie pour sa représentation au conseil départemental des Hauts-de-Seine du canton de Nanterre-2.
Les tribunaux compétents sur Suresnes sont situés à Puteaux pour le tribunal d’instance, à Nanterre pour le tribunal de grande instance et à Versailles pour la cour d’appel.

### Intercommunalité

Paris Ouest La Défense.

La commune était membre depuis le 1er janvier 2009 de la communauté d'agglomération du Mont-Valérien, intercommunalité associant les communes de Rueil-Malmaison et de Suresnes. Celle-ci a ensuite décidé de s'unir aux intercommunalités voisines, la communauté d'agglomération Seine-Défense et la communauté d'agglomération Cœur de Seine, afin de former, le 1er janvier 2016, la communauté d'agglomération Paris Ouest La Défense.
Dans le cadre de la mise en œuvre de la volonté gouvernementale de favoriser le développement du centre de l'agglomération parisienne comme pôle mondial est créée, le 1er janvier 2016, la métropole du Grand Paris (MGP), dont la commune est membre.
La loi portant nouvelle organisation territoriale de la République du 7 août 2015 prévoit également la création de nouvelles structures administratives regroupant les communes membres de la métropole, constituées d'ensembles de plus de 300 000 habitants, et dotées de nombreuses compétences, les établissements publics territoriaux (EPT).
La commune a donc été intégrée le 1er janvier 2016 à l'Établissement public territorial Paris Ouest La Défense, qui succède à la communauté d'agglomération du Mont-Valérien.
L'EPT P.O.L.D. regroupe 11 communes pour un total de  563 228 habitants (données 2021) et une superficie de 59,4 km2. Les communes sont Courbevoie, Garches, La Garenne-Colombes, Levallois-Perret, Neuilly-sur-Seine, Nanterre, Puteaux, Rueil-Malmaison, Saint-Cloud, Suresnes et Vaucresson.
Le siège de l'intercommunalité est situé à Puteaux, rue Jean-Jaurès. Elle est présidée depuis 2022 par Joëlle Ceccaldi-Raynaud, également maire de Puteaux.

### Tendances politiques et résultats
Socialiste pendant l'entre-deux-guerres avec Henri Sellier (important théoricien et réalisateur du logement social en France), ainsi que sous la IVe République, communiste à la Libération, la ville est depuis 1983 ancrée au centre-droit.

#### Élections présidentielles
Résultats des deuxièmes tours :
- Élection présidentielle de 2012[93] : 52,78 % pour Nicolas Sarkozy (UMP), 47,22 % pour François Hollande (PS). Le taux de participation était de 80,69 %.
- Élection présidentielle de 2017[94] : 85,59 % pour Emmanuel Macron (REM), 14,41 % pour Marine Le Pen (FN). Le taux de participation était de 79,21 %.
- Élection présidentielle de 2022[95] : 80,06 % pour Emmanuel Macron (LREM), 19,94 % pour Marine Le Pen (RN). Le taux de participation était de 76,07 %.

#### Élections législatives
Résultats des deuxièmes tours :
- Élections législatives de 2012[96] : 57,93 % pour Christian Dupuy (UMP), 42,07 % pour Jacqueline Fraysse (FdG). Le taux de participation était de 57,80 %.
- Élections législatives de 2017[97] : 67,84 % pour Isabelle Florennes (LREM), 32,16 % pour Camille Bedin (LR). Le taux de participation était de 46,81 %.
- Élections législatives de 2022[98] : 64,92 % pour Isabelle Florennes (MoDEM/Ensemble), 35,08 % pour Sabrina Sebaihi (EELV/NUPES). Le taux de participation était de 53,65 %.
- Élections législatives de 2024 : 60,91 % pour Isabelle de Crecy (Horizons/Ensemble), 39,09 % pour Sabrina Sebaihi (Les Écologistes/NFP). Le taux de participation était de 63,91 %[99].

#### Élections européennes
Résultats des deux meilleurs scores :
- Élections européennes de 2014[100] : 25,76 % pour Alain Lamassoure (UMP), 15,64 % pour Marielle de Sarnez (MoDem). Le taux de participation était de 47,33 %.
- Élections européennes de 2019[101] : 35,94 % pour Nathalie Loiseau (LREM), 15,21 % pour Yannick Jadot (EÉLV). Le taux de participation était de 56,59 %.
- Élections européennes de 2024[102] : 21,41 % pour Valérie Hayer (Renaissance), 16,01 % pour Raphaël Glucksmann (Place publique). Le taux de participation était de 58,94 %.

#### Élections régionales
Résultats des deux meilleurs scores :
- Élections régionales de 2015[103] : 55,76 % pour Valérie Pécresse (UMP), 35,74 % pour Claude Bartolone (PS). Le taux de participation était de 59,27 %.
- Élections régionales de 2021[104] : 55,53 % pour Valérie Pécresse (DVD), 23,92 % pour Julien Bayou (EÉLV). Le taux de participation était de 37,17 %.

#### Élections départementales
Résultats des deux meilleurs scores :
- Élections départementales de 2015[105] : 67,45 % pour Camille Bedin et Christian Dupuy (DVD), 32,85 % pour Habiba Bigdade et Antoine Seguin (PS). Le taux de participation était de 42,50 %.
- Élections départementales de 2021[106] : 68,69 % pour Camille Bedin et Guillaume Boudy (DVD), 31,31 % pour Mélanie Blanchetot et Pascal Gentil (DVC). Le taux de participation était de 37,06 %.

#### Élections municipales
Résultats des deuxièmes tours ou du premier tour si dépassement de 50 % :
- Élections municipales de 2014[107] : 56,02 % pour Christian Dupuy (LR), 29,79 % pour Xavier Iacovelli (PS). Le taux de participation était de 57,38 %.
- Élections municipales de 2020[108] : 48,76 % pour Guillaume Boudy (LR), 32,44 % pour Xavier Iacovelli (LREM). Le taux de participation était de 38,77 %.

### Administration municipale
Suresnes fut parmi les premières villes à utiliser des machines à voter électroniques à partir des élections européennes de 2004. Pour les échéances électorales de 2007, Suresnes fait partie des 82 communes, de plus de 3 500 habitants ayant utilisé les machines à voter.
Le conseil municipal est composé de quarante-trois élus, compte tenu du nombre de ses habitants. 

### Liste des maires
Sept maires se sont succédé depuis la Libération de la France :
| Période      | Période                      | Identité                   | Étiquette                     | Qualité |
| ------------ | ---------------------------- | -------------------------- | ----------------------------- | --- |
| 1944         | 1945                         | Jules Courtin (1889-1963)  | SFIO                          | Ouvrier métallurgiste, président du Comité local de Libération |
| 1945         | 1947                         | Paul Pagès                 | PCF                           | Ouvrier métallurgiste puis visiteur médical |
| 1947         | 1953                         | Louis Bert (1892-1968)     | SFIO                          | Employé des chemins de fer puis des travaux publics ; militant syndicaliste |
| 1953         | 1956                         | Raymond Cosson (1902-1956) | SFIO                          | Sous-chef de bureau à GDF |
| 1956         | 1965                         | Marcel Legras (1904-1989)  | SFIO                          | Directeur de la Caisse nationale de Sécurité Sociale Conseiller général de la Seine (mars 1945 → septembre 1945) Maire de sa commune natale, Autry-le-Châtel (1971 → 1983) Conseiller général de Châtillon-sur-Loire (1967 → 1979) |
| 1965         | 1983                         | Robert Pontillon           | SFIO puis PS                  | Journaliste Sénateur des Hauts-de-Seine (1977 → 1992) Conseiller général de Suresnes (1967 → 1988) |
| 1983         | 2020                         | Christian Dupuy            | RPR puis UMP puis LR puis DVD | Avocat Député des Hauts-de-Seine (4e circ.) (1993 → 1997), Conseiller régional (1986 → 1988) Conseiller général de Suresnes (1988 → 1993 et 1998 → 2015) Conseiller départemental de Nanterre-2 (2015 → ) Vice-président du conseil général puis départemental (1988 → ) Président de la CA du Mont-Valérien (2009 → 2013) Vice-président de l'EPT Paris Ouest La Défense (2016 → ) Président de l'OPH Hauts-de-Seine Habitat, |
| juillet 2020 | En cours (au 3 juillet 2020) | Guillaume Boudy            | LR puis Horizons              | Haut fonctionnaire |

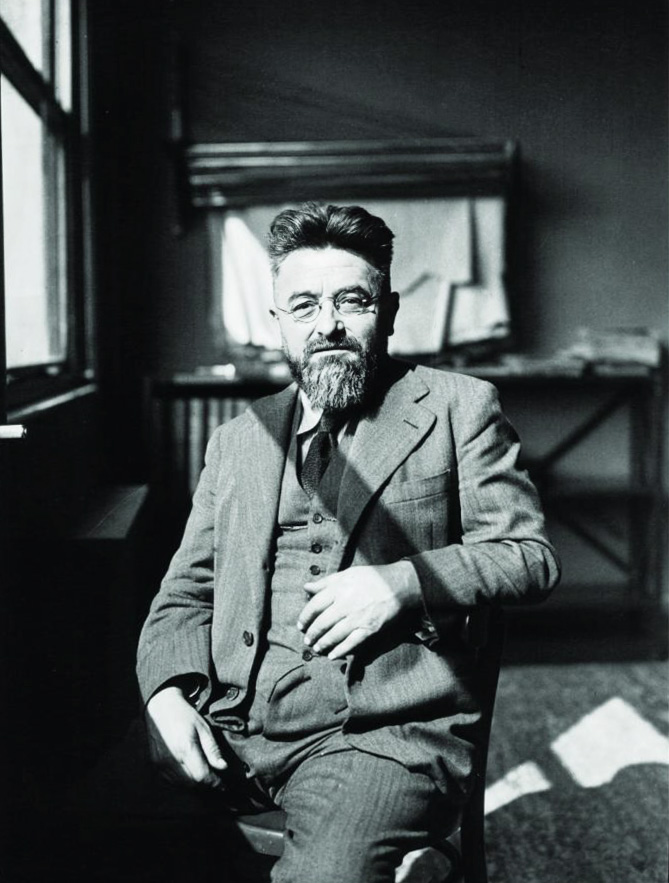
Henri Sellier, maire (SFIO) de 1919 à 1941.
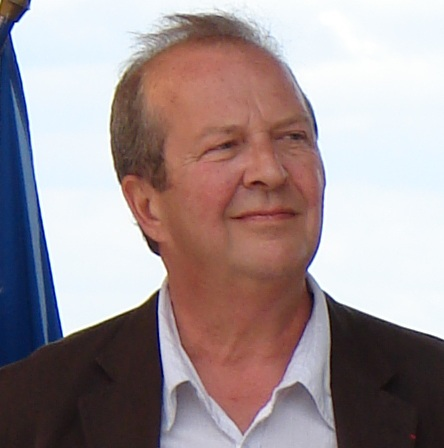
Christian Dupuy, maire (LR) de 1983 à 2020.
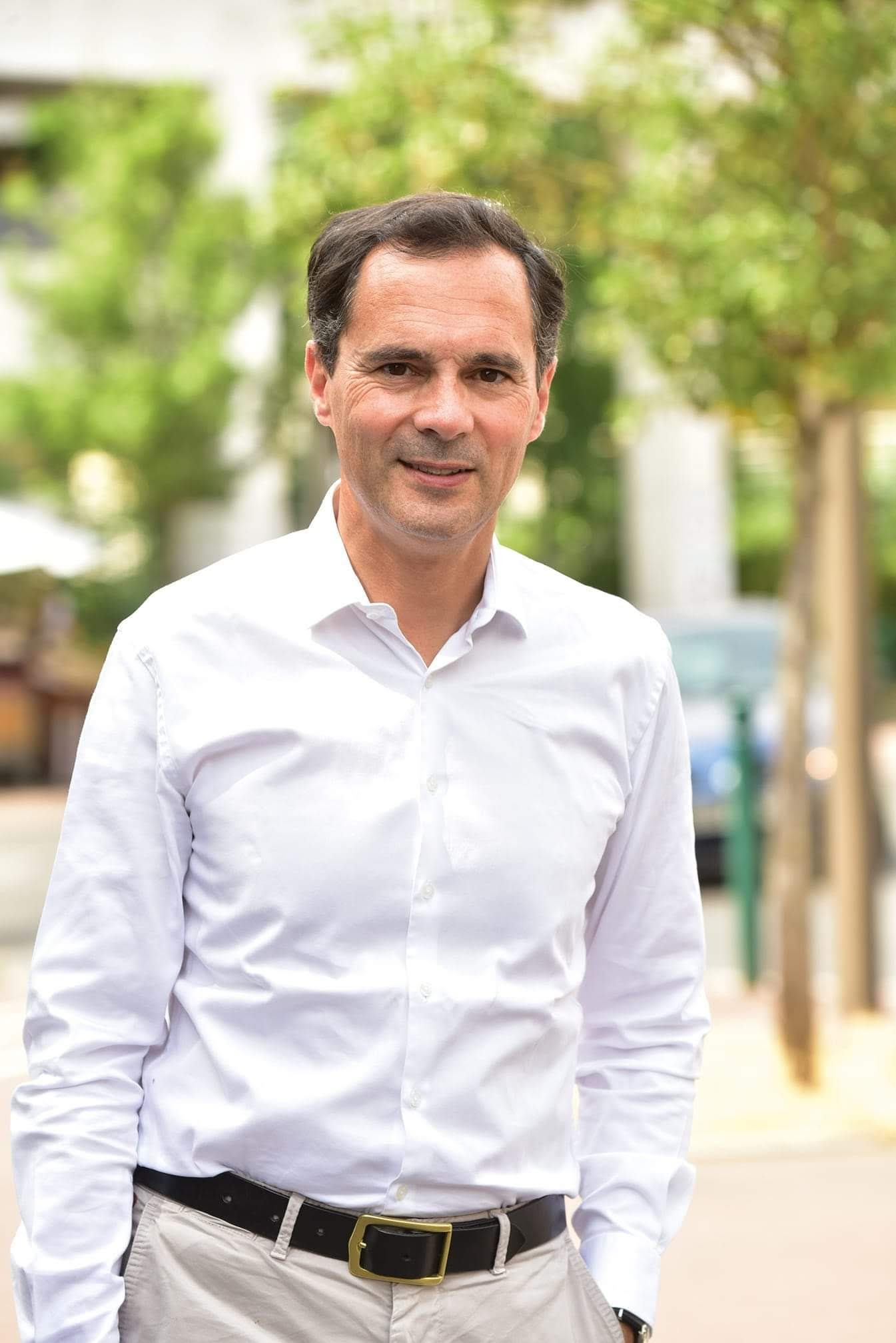
Guillaume Boudy, maire (LR) depuis 2020.

### Sécurité

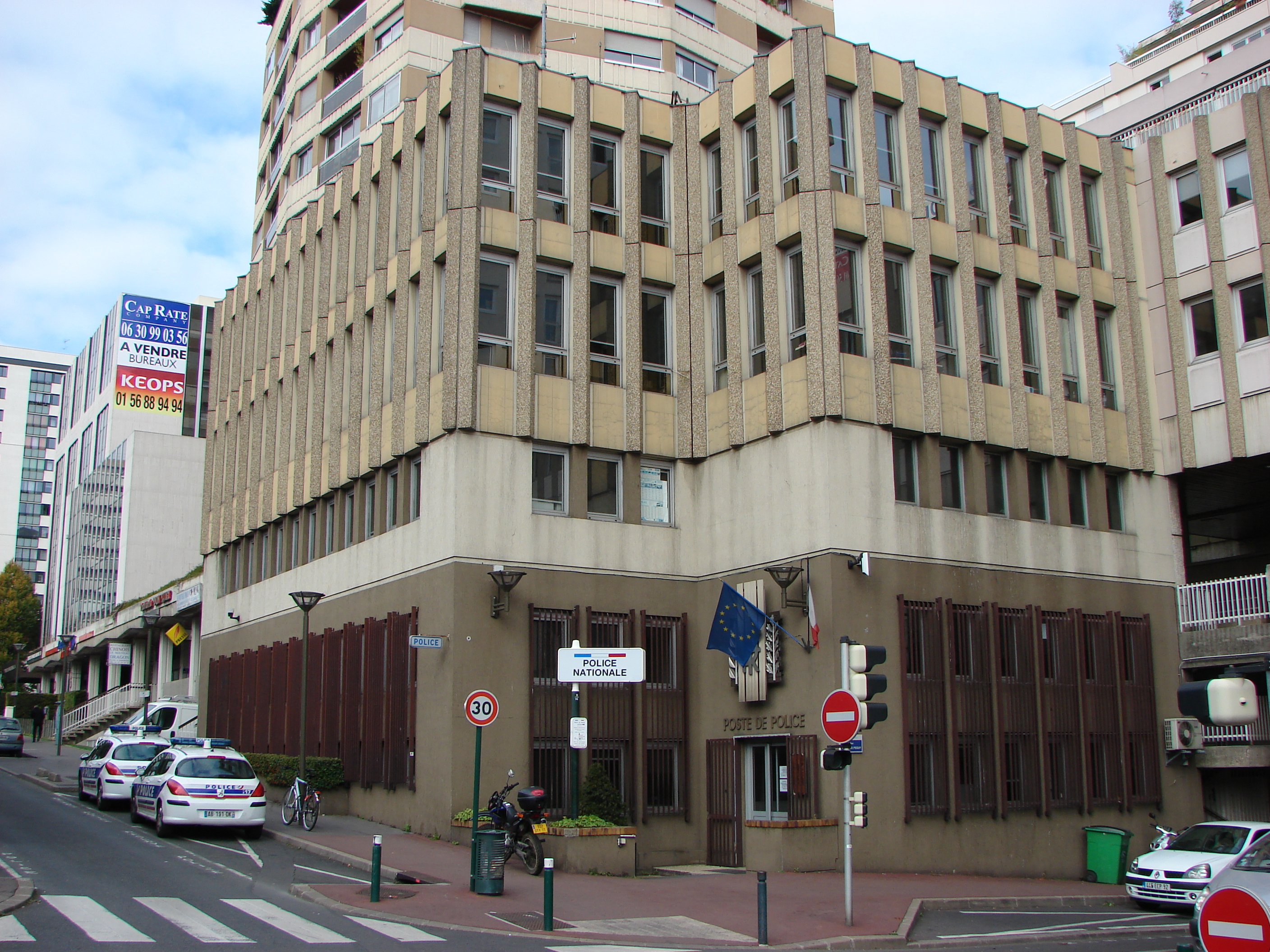
Commissariat de la police nationale.

Suresnes dispose d'un commissariat de la police nationale, situé 1 bis place du Moutier et 32 boulevard Henri-Sellier. Le siège de la police municipale est, lui, situé 3 bis rue Carnot.
En 2021, la ville possède, selon les sources, entre 89 et 300 caméras de surveillance, afin de lutter contre « les dépôts sauvages, infractions routières graves, rassemblement de personnes, stationnements irréguliers, tentatives d’intrusion » et de permettre l'intervention rapide des services de police, tout en écartant le « recours à la reconnaissance faciale ». 13 agents sont affectés à la vidéosurveillance au sein du centre de surveillance urbain. La ville prévoit d'expérimenter l'intelligence artificielle avec une entreprise privée pour détecter « les comportements suspects »,.

### Politique environnementale
Suresnes met en œuvre une politique environnementale diversifiée, invitant ses habitants et touristes à utiliser les moyens de transport alternatifs à la voiture personnelle.
La ville compte de nombreux parcs et squares dans ses différents quartiers, sur une surface totale de 42 hectares. Par ailleurs, près de 7000 arbres de 68 genres et de nombreux massifs floraux couvrent la commune. Depuis de nombreuses années, Suresnes est récompensée par le comité concours des villes et villages fleuris de 3 fleurs sur 4,.
Ceinturant le mont Valérien, le parc départemental homonyme ouvre en 1979.
Inauguré en 1988, le parc du Château est l'ancien parc d'une propriété bourgeoise et aristocratique de l'Ancien régime. On parle à l'origine du « château de Suresnes » ou du « château de Bel-Air ». Il fut la propriété des hommes politiques Étienne Clavière puis Paul Barras, lequel y reçut notamment Napoléon Bonaparte et son épouse Joséphine. En 1803, il est acquis par la princesse de Vaudémont, qui agrandit le domaine et fait aménager un parc à l'anglaise, à l'origine de l'actuel parc du Château. En 1904, l'entreprise Coty installe une usine de parfums sur la partie nord de ses dépendances, au château de la Source mitoyen. En 1875, le médecin Valentin Magnan crée dans le château de Suresnes une fondation pour névrosés, qui eu notamment pour patiente Adèle Hugo après la mort de son père. La fondation Magnan subsiste jusqu'en 1975, lorsque le château est vendu à un groupe immobilier. Au milieu des années 1980, le château est détruit et remplacé par un lotissement immobilier, tandis que le parc, réaménagé, ouvre en 1988 au public sous le nom de « parc du Château ». Longeant le quai Léon-Blum, il est pourtant seulement accessible depuis la place Eugène-Sue, rue de Saint-Cloud,,,.
Sur les coteaux de Suresnes, le parc des Landes est pour sa part l'ancien jardin du château des Landes, construit par l'aristocrate Lechat-Deslandes en 1781, la déformation de son nom conduisant à parler du château Deslandes puis du château des Landes. Propriété du comte Philippe Panon Desbassyns de Richemont et de son épouse Eglé Mourgue au siècle suivant, il est détruit durant la guerre franco-prussienne de 1870. L'ancienne orangerie du château subsiste néanmoins un temps, où habita Alice Hoffmann, de la famille du président américain Franklin Delano Roosevelt. Une partie du domaine accueille ensuite une ferme, qui fournit les Suresnois en lait jusqu'au début de la Seconde Guerre mondiale,; elle est par la suite transformée en parc public. Par ailleurs, l'école de plein air de Suresnes se situe au sommet de l'ancienne propriété des Landes.
En 2009 sont créés des jardins familiaux sur les anciennes friches SNCF de la station de tramway Belvédère, en contrefort de la ligne du Transilien. 40 parcelles sont mises à la disposition des habitants (avec cabanes, récupérateur d'eau et point d'eau). La cité-jardin compte aussi 40 jardins familiaux sur des terrains de l'office public HLM, administrés par l'Association des jardiniers de Suresnes.

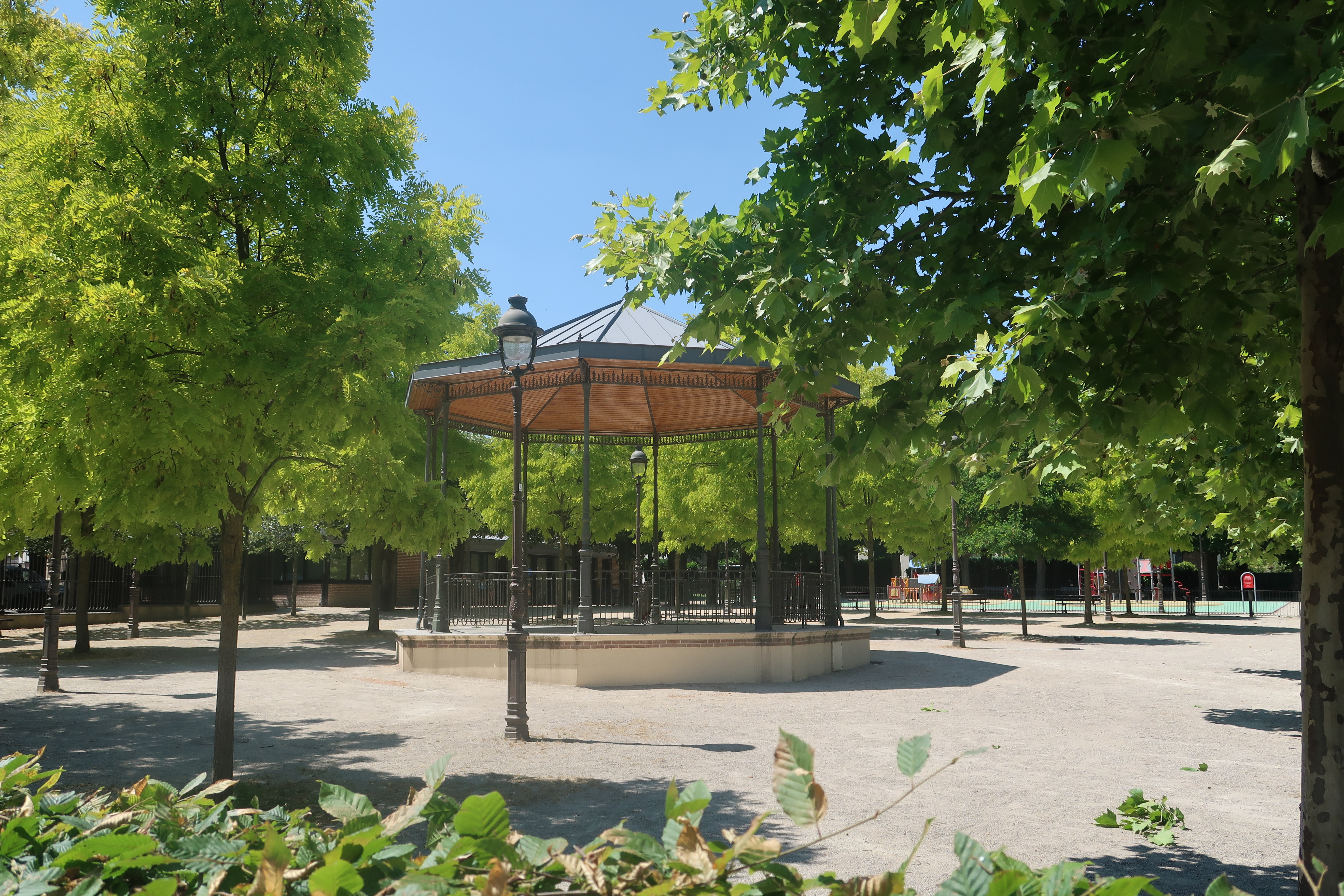
Square des Bels-Ébats et son kiosque à musique[Note 4].
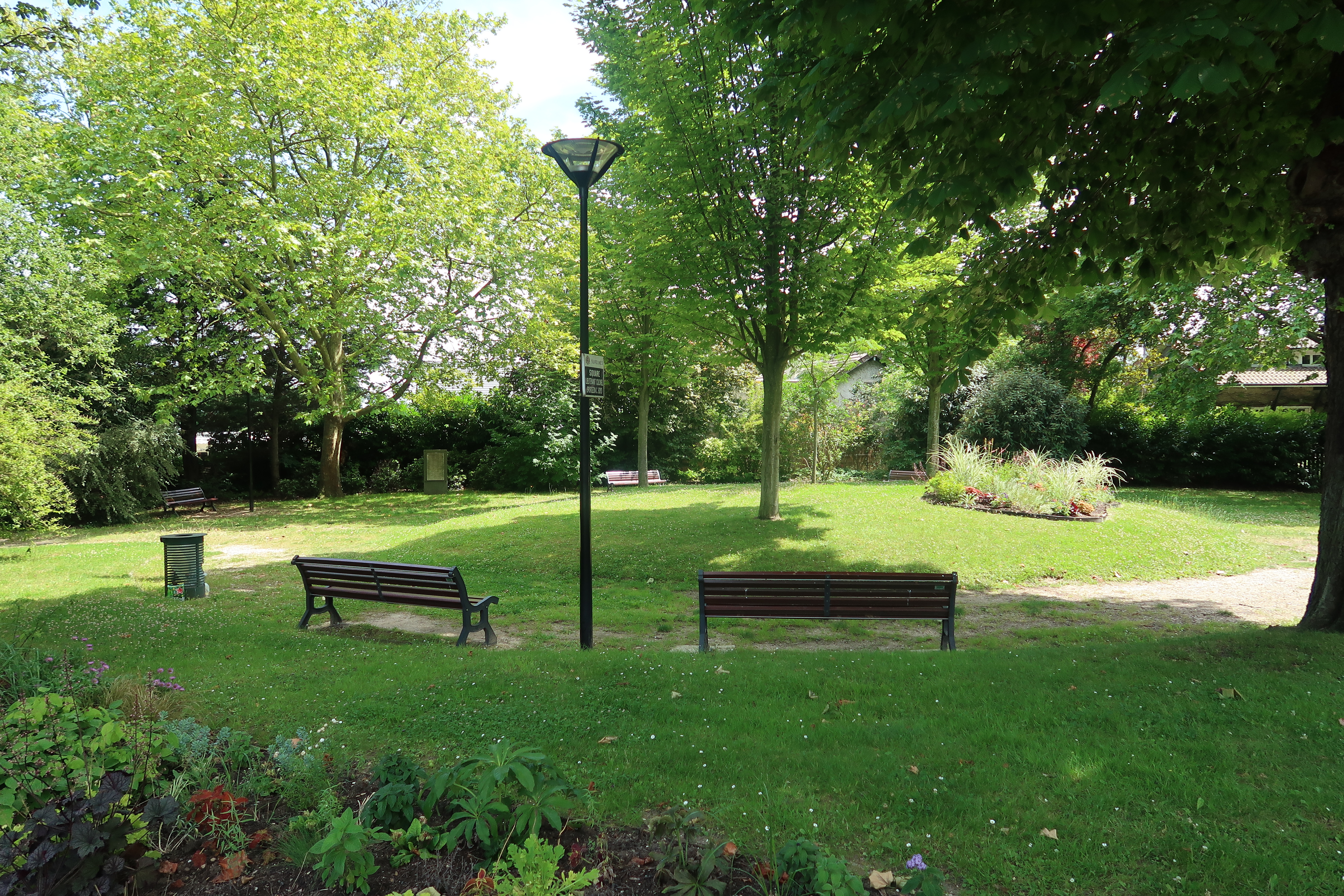
Square du lieutenant-colonel Spurgeon C. Boyd.
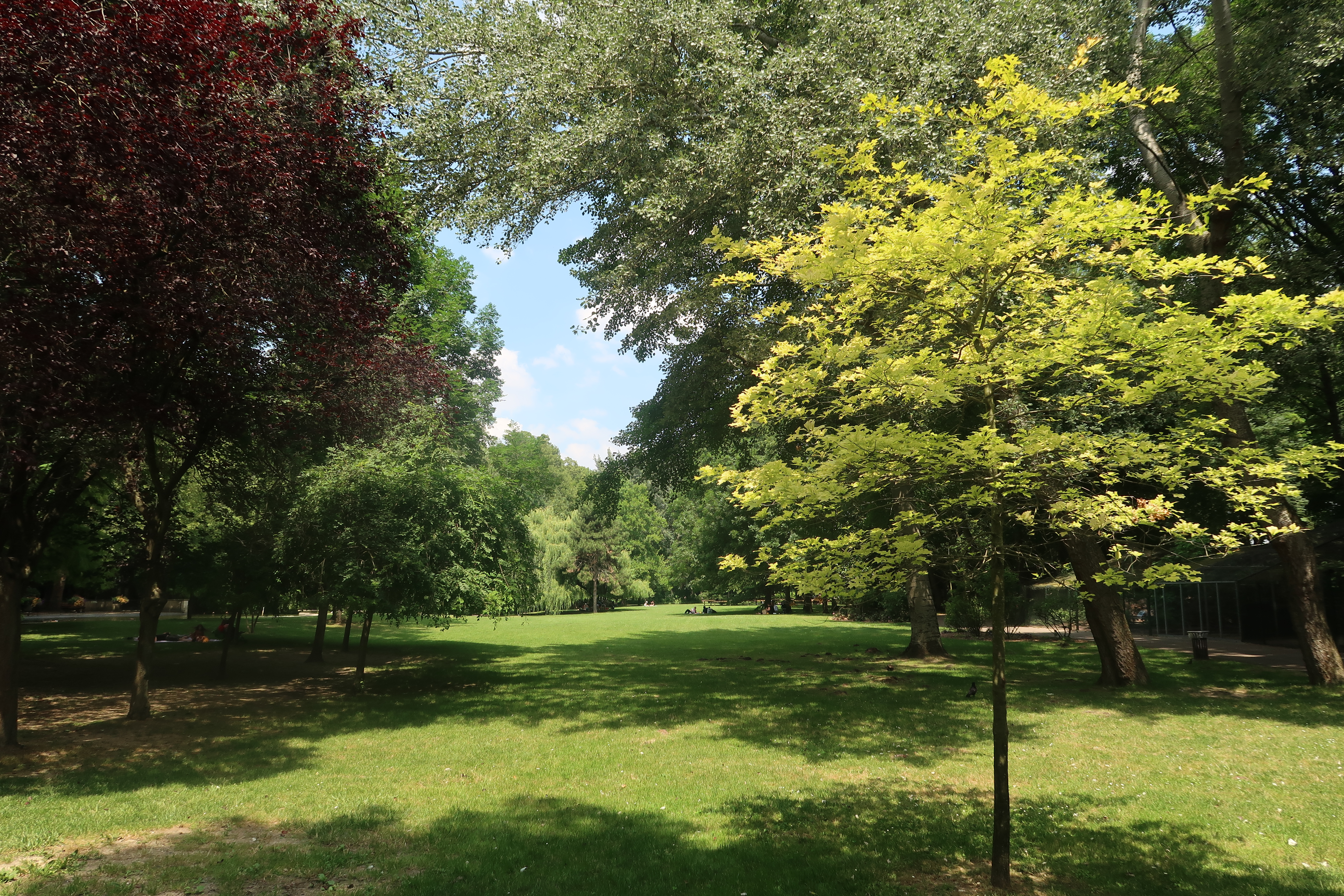
Parc du Château, inauguré en 1988.
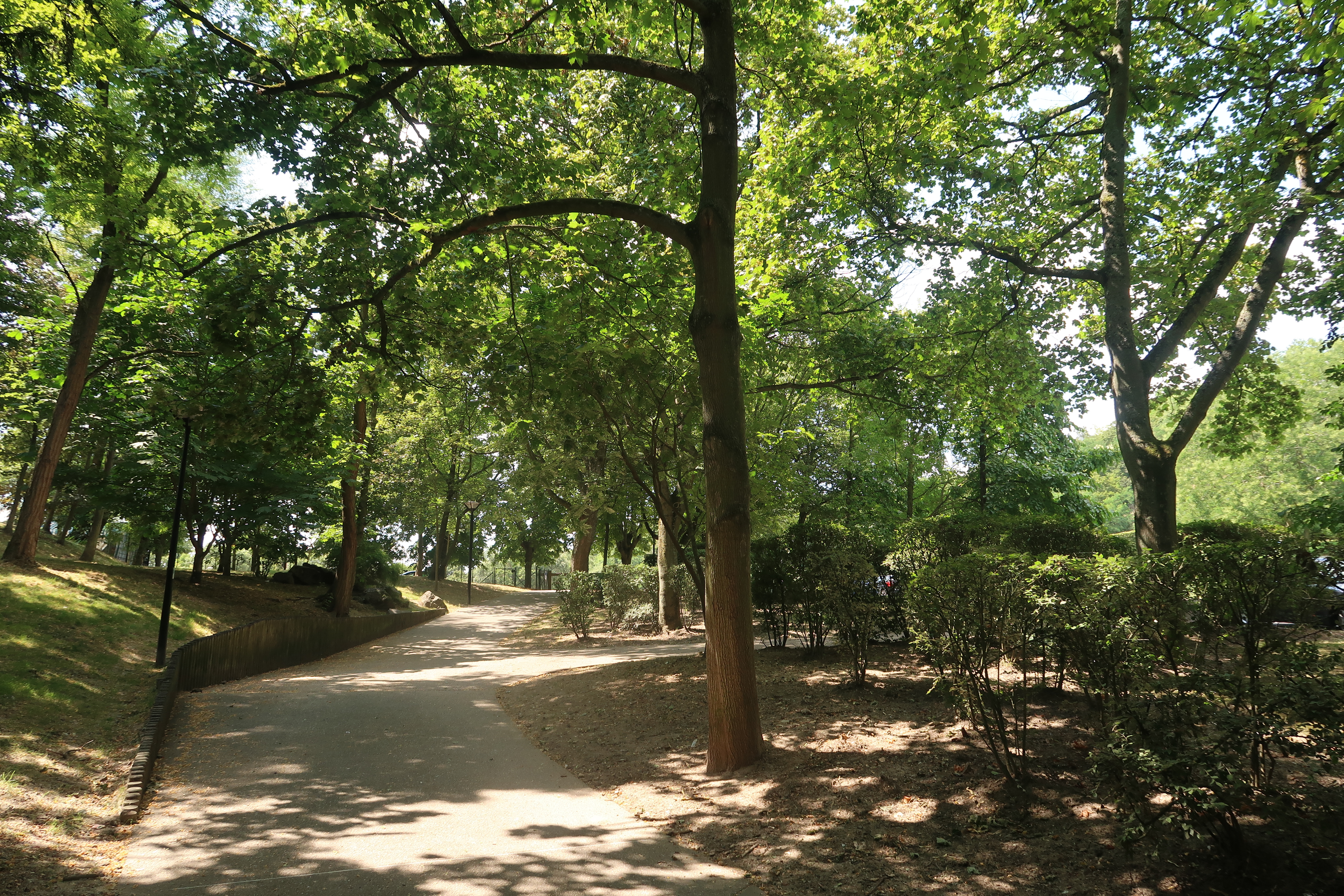
Parc des Landes.
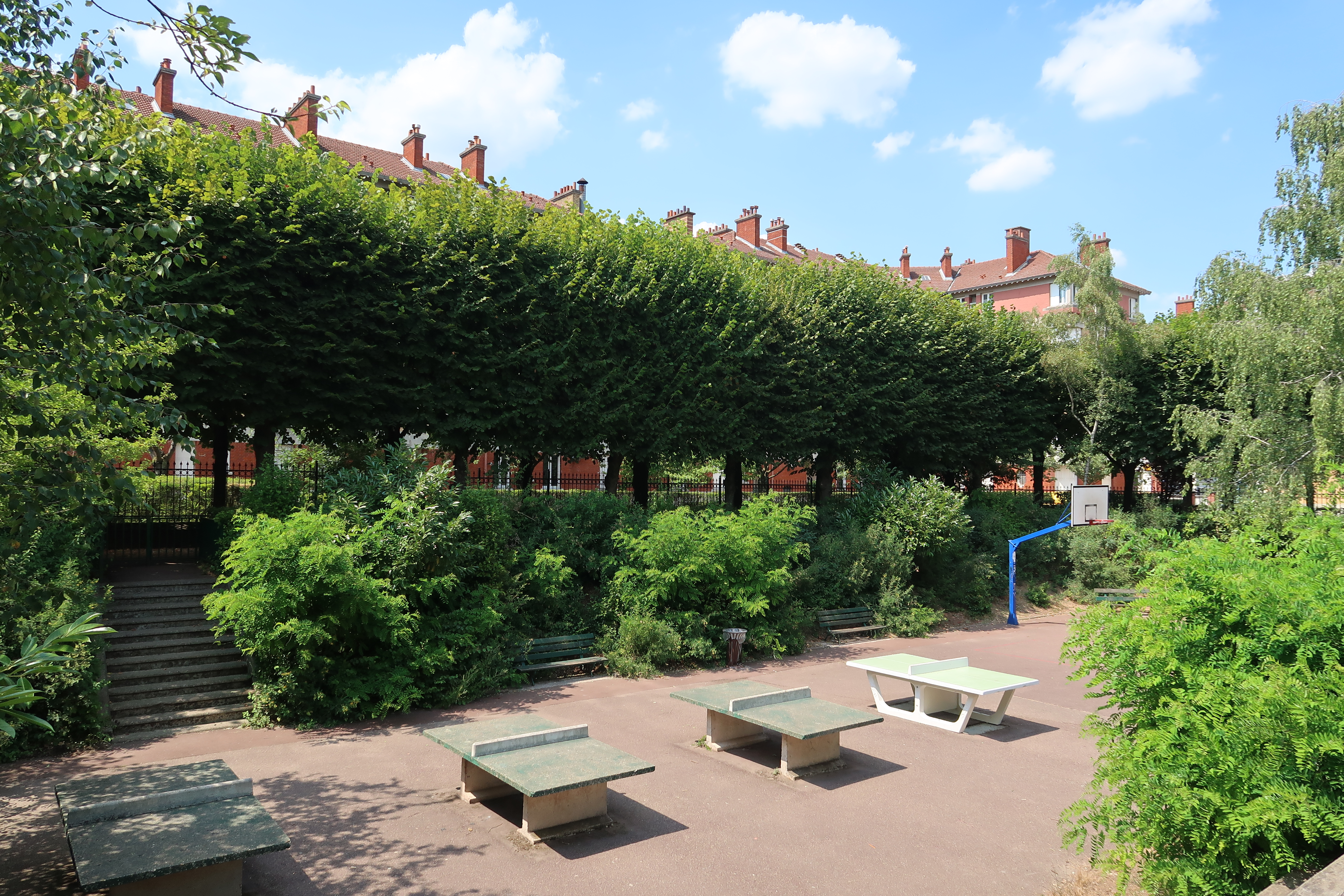
Square Léon-Bourgeois, dans la cité-jardin.

### Distinctions et labels
En 2007 et 2011, Suresnes a sollicité et reçu le label Ville Internet @@@ « libre ».
En 2019, Suresnes reçoit du Conseil de l'Europe le Label européen d’excellence en matière de gouvernance (ELoGE), qui distingue les collectivités les plus exemplaires en matière de gouvernance.

### Jumelages
| Ville | Ville                        | Pays | Pays        |
| ----- | ---------------------------- | ---- | ----------- |
|       | borough londonien de Hackney |      | Royaume-Uni |
|       | Colmenar Viejo               |      | Espagne     |
|       | Göttingen                    |      | Allemagne   |
|       | Hann. Münden                 |      | Allemagne   |
|       | Holon                        |      | Israël      |
|       | Kragujevac                   |      | Serbie      |
|       | Targovichté                  |      | Bulgarie    |
|       | Villach                      |      | Autriche    |

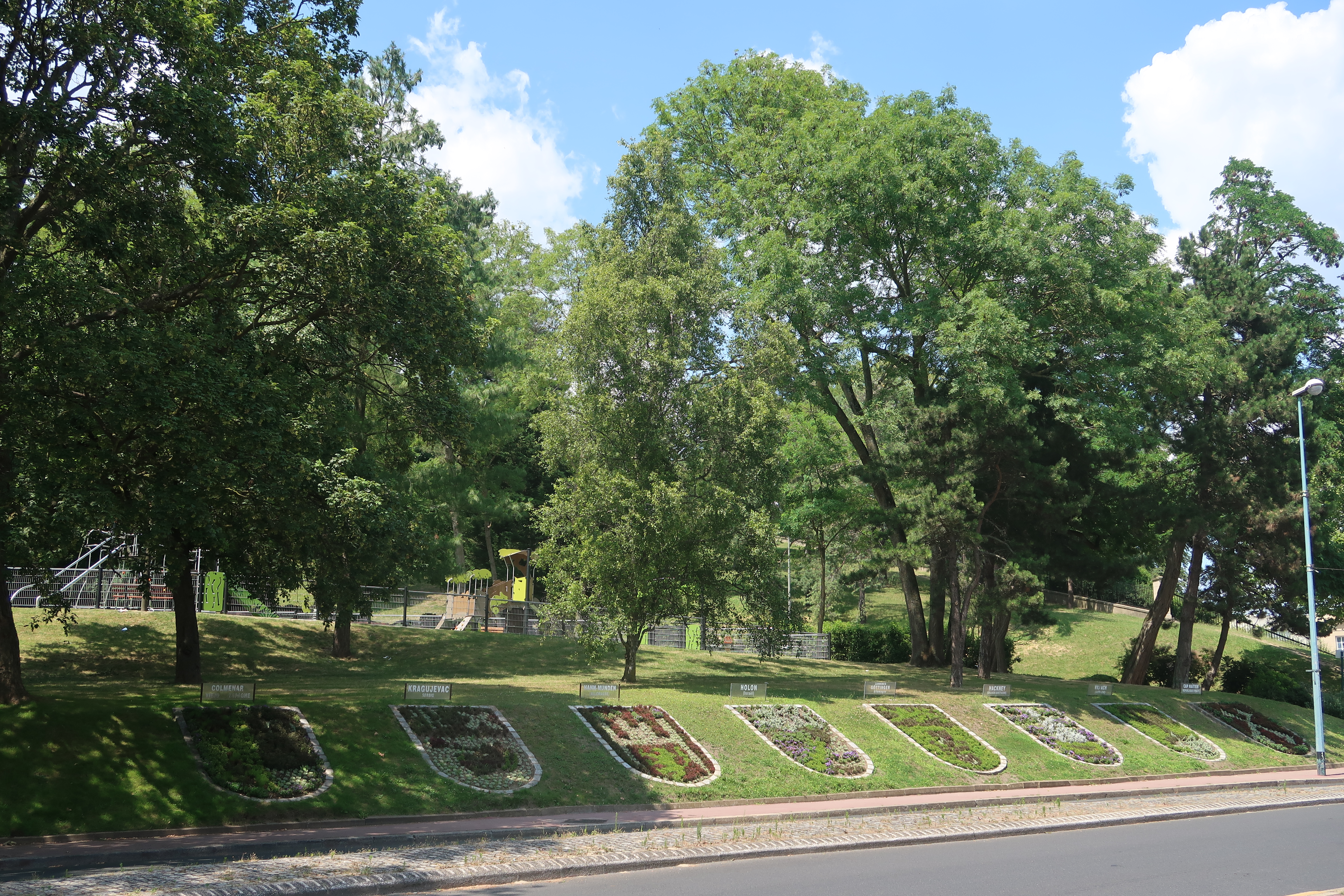
Massifs floraux dans le parc des Landes, chaque parterre de fleurs étant dédié à une ville avec laquelle Suresnes est jumelée.

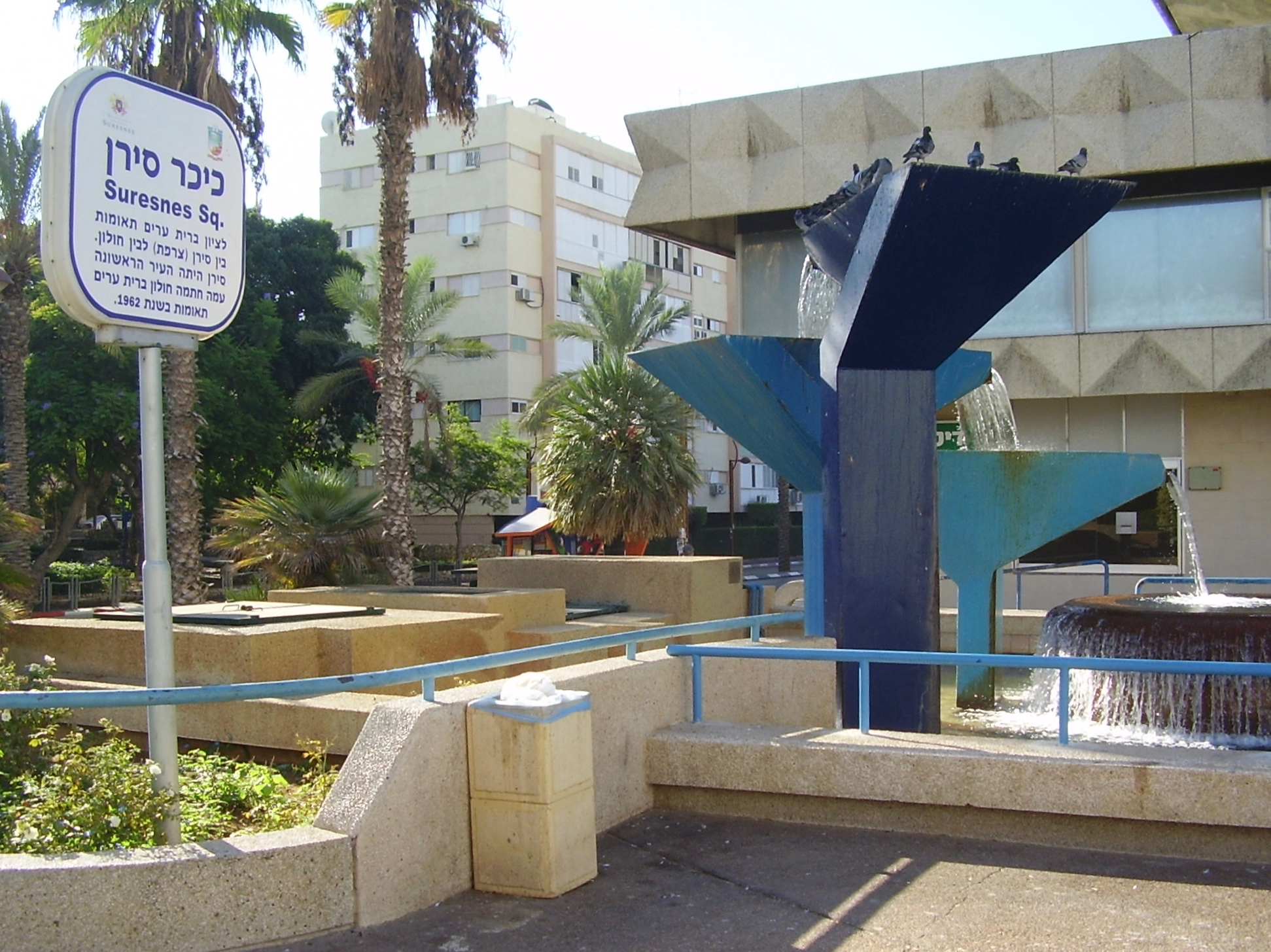
Suresnes Square à Holon (Israël).

Entre 1905 et 1914, un premier jumelage réunissant Suresnes et Puteaux avait été initié avec la ville anglaise de Keighley, grâce à l'épouse du maire Alphonse Huillard, d'origine anglaise. Outre des visites réciproques et des cadeaux échangés, l'amitié entre les trois villes s'illustra lors de la crue de la Seine de 1910, après laquelle Keighley récolta de l'argent pour remettre en état les bâtiments dévastés et aider les chômeurs,.
Au début du XXIe siècle, Suresnes est jumelée avec :
- Hann. Münden (Allemagne) depuis 1959[135],[136].
- Holon (Israël) depuis 1961[135],[137]
- Hackney (Royaume-Uni) depuis 1962[135]
- Kragujevac (Serbie) depuis 1967[135]
- Villach (Autriche) depuis 1992[135].

Par ailleurs, la commune de Suresnes a signé des contrats de coopération :
- en 1998, avec Cap-Haïtien en Haïti
- en 1999, avec Colmenar Viejo en Espagne.

Ces jumelages ont pour objectif de favoriser les échanges scolaires, culturels, sportifs ou économiques entre citoyens et, selon la municipalité, de « faire progresser l'esprit européen et à développer le sentiment de citoyenneté européenne ». Des séjours dans les villes jumelles, en réciprocité avec celles-ci, sont ainsi organisés le printemps et l'été pour les adolescents de 14-16 ans.

## Population et société

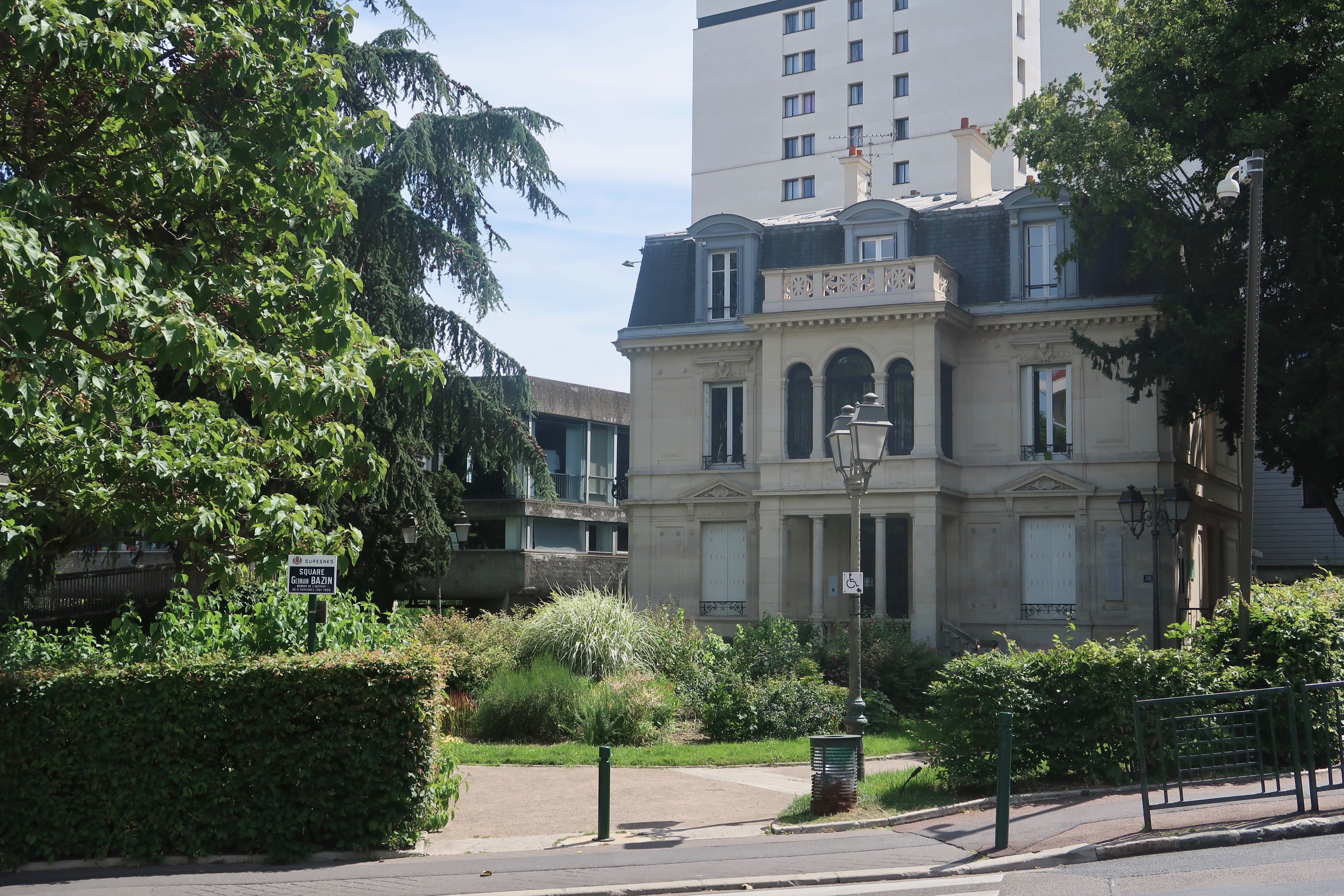
Foyer Merlin-de-Thionville ou « château de la Grève », dans le square Germain-Bazin. Ce petit hôtel particulier de style Napoléon III doit son nom à une grève survenue peu de temps avant sa construction, en raison de l'exposition universelle de 1867, qui avait causé une hausse des prix. De nos jours, il abrite des services municipaux ; depuis 2025, la Maison du Tourisme et des Projets.

### Démographie

#### Évolution démographique
L'évolution du nombre d'habitants est connue à travers les recensements de la population effectués dans la commune depuis 1793. Pour les communes de plus de 10 000 habitants les recensements ont lieu chaque année à la suite d'une enquête par sondage auprès d'un échantillon d'adresses représentant 8 % de leurs logements, contrairement aux autres communes qui ont un recensement réel tous les cinq ans,.

En 2022, la commune comptait 48 932 habitants, en évolution de +0,64 % par rapport à 2016 (Hauts-de-Seine : +2,75 %, France hors Mayotte : +2,11 %).
| 1793  | 1800  | 1806  | 1821  | 1831  | 1836  | 1841  | 1846  | 1851  |
| ----- | ----- | ----- | ----- | ----- | ----- | ----- | ----- | ----- |
| 1 470 | 1 385 | 1 427 | 1 322 | 1 441 | 1 765 | 1 953 | 2 159 | 2 032 |

| 1856  | 1861  | 1866  | 1872  | 1876  | 1881  | 1886  | 1891  | 1896  |
| ----- | ----- | ----- | ----- | ----- | ----- | ----- | ----- | ----- |
| 3 216 | 4 546 | 4 515 | 6 477 | 6 149 | 7 011 | 7 683 | 8 404 | 9 057 |

| 1901   | 1906   | 1911   | 1921   | 1926   | 1931   | 1936   | 1946   | 1954   |
| ------ | ------ | ------ | ------ | ------ | ------ | ------ | ------ | ------ |
| 11 225 | 13 660 | 16 248 | 19 117 | 22 209 | 27 065 | 32 018 | 32 182 | 37 149 |

| 1962   | 1968   | 1975   | 1982   | 1990   | 1999   | 2006   | 2011   | 2016   |
| ------ | ------ | ------ | ------ | ------ | ------ | ------ | ------ | ------ |
| 39 100 | 40 616 | 37 537 | 35 187 | 35 998 | 39 706 | 44 197 | 46 876 | 48 620 |

| 2021   | 2022   | - | - | - | - | - | - | - |
| ------ | ------ | - | - | - | - | - | - | - |
| 49 104 | 48 932 | - | - | - | - | - | - | - |

#### Pyramide des âges
En 2018, le taux de personnes d'un âge inférieur à 30 ans s'élève à 39,2 %, soit au-dessus de la moyenne départementale (38,4 %). À l'inverse, le taux de personnes d'âge supérieur à 60 ans est de 16,4 % la même année, alors qu'il est de 20,0 % au niveau départemental.
En 2018, la commune comptait 23 458 hommes pour 25 305 femmes, soit un taux de 51,89 % de femmes, légèrement inférieur au taux départemental (52,41 %).
Les pyramides des âges de la commune et du département s'établissent comme suit.
| Hommes | Classe d’âge | Femmes |
| ------ | ------------ | ------ |
| 0,6    | 90 ou +      | 1,3    |
| 3,8    | 75-89 ans    | 6,2    |
| 10,0   | 60-74 ans    | 10,8   |
| 19,1   | 45-59 ans    | 19,5   |
| 25,0   | 30-44 ans    | 25,3   |
| 19,5   | 15-29 ans    | 18,2   |
| 22,1   | 0-14 ans     | 18,8   |

| Hommes | Classe d’âge | Femmes |
| ------ | ------------ | ------ |
| 0,6    | 90 ou +      | 1,6    |
| 5,2    | 75-89 ans    | 7,2    |
| 12,1   | 60-74 ans    | 13,5   |
| 19,3   | 45-59 ans    | 19,4   |
| 22,6   | 30-44 ans    | 21,9   |
| 20,2   | 15-29 ans    | 18,9   |
| 19,9   | 0-14 ans     | 17,4   |

### Enseignement
Suresnes est située dans l'académie de Versailles.
La commune dispose de 27 établissements d'accueil petite enfance, dont 15 crèches municipales.
Le plus ancien établissement scolaire de Suresnes encore en activité est l'école Jules-Ferry, dans le centre-ville, ouverte en 1875.

#### Établissements scolaires
En 2015, la ville administre 12 écoles maternelles et 10 écoles élémentaires. Créée en 1935, l'École de plein air de Suresnes ferme en 1996.
Le département des Hauts-de-Seine gère également trois collèges : le collège Hubert-Germain (ex Jean-Macé), le collège Émile-Zola et le collège Henri-Sellier.
La région Île-de-France gère deux lycées :
- le lycée Paul-Langevin[149],
- et le lycée professionnel Louis-Blériot[150].

Par ailleurs, Suresnes dispose depuis 2009 d'un établissement scolaire privé : l'école Saint-Leufroy (maternelle et primaire), créée en septembre 1988 par des familles de la ville.

#### Enseignement supérieur
Outre des filières en section de technicien supérieur au lycée Paul-Langevin, Suresnes accueille l’Institut national supérieur de formation et de recherche pour l'éducation inclusive (sur le site de l'ancienne école de plein-air), l'école d'ingénieurs ENSIATE (ENseignement Supérieur d'Ingénierie Appliquée à la Thermique, l'Énergie et l'Environnement) et l'Institut de formation en soins infirmiers de l'hôpital Foch. En 2021, l'école de commerce international SKEMA Business School installe son campus parisien à Suresnes, dans les anciens locaux d'Airbus, quai Marcel-Dassault, dont les 30 000 m2 sont réhabilités,. Une partie de l'ancien bâtiment du groupe aéronautique est par ailleurs reconvertie en résidence étudiante.

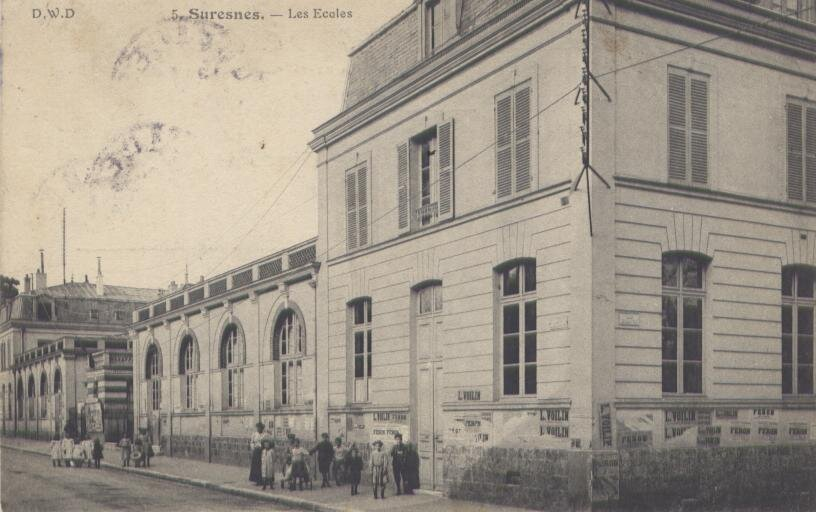
École Jules-Ferry en 1906.
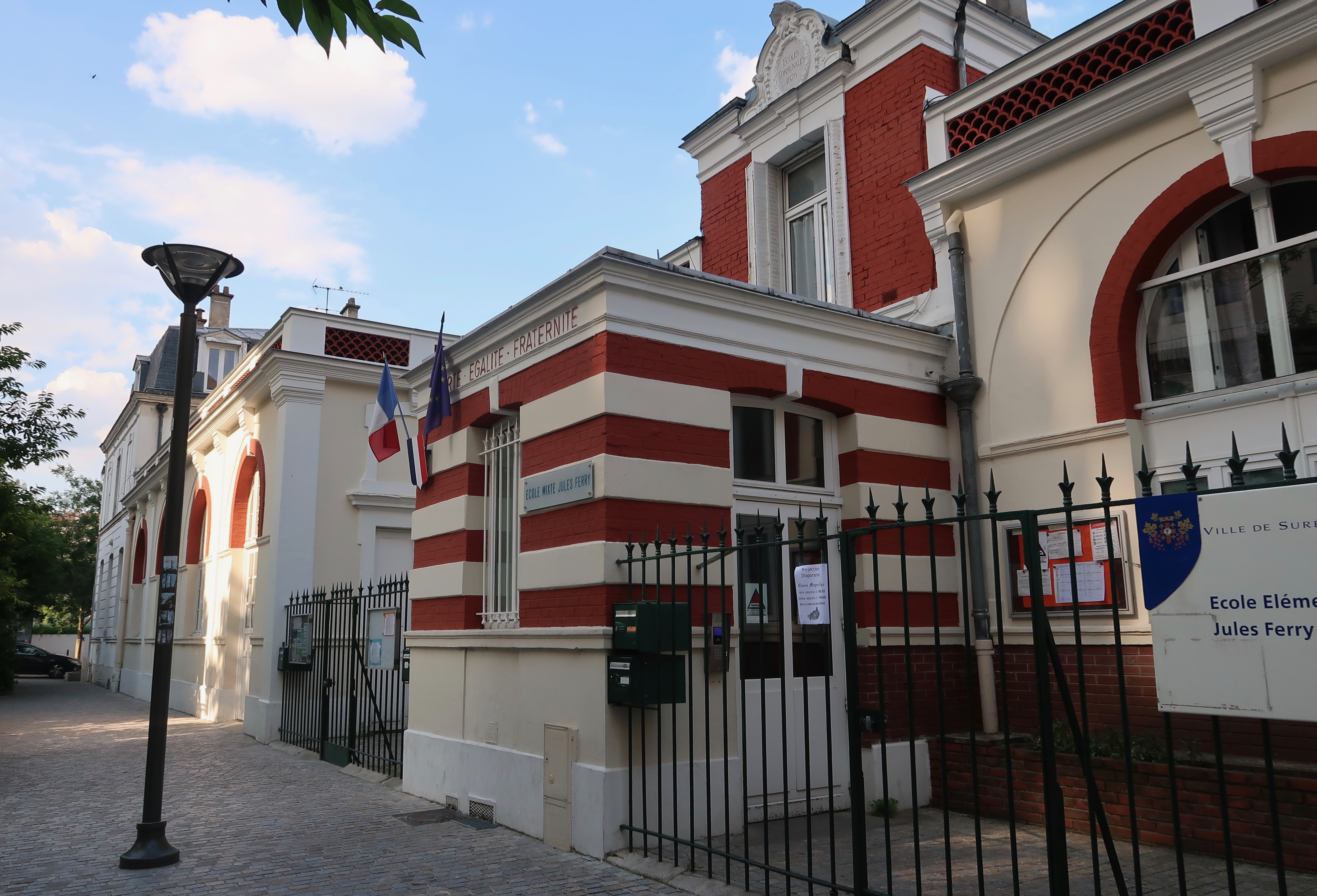
École Jules-Ferry de nos jours.
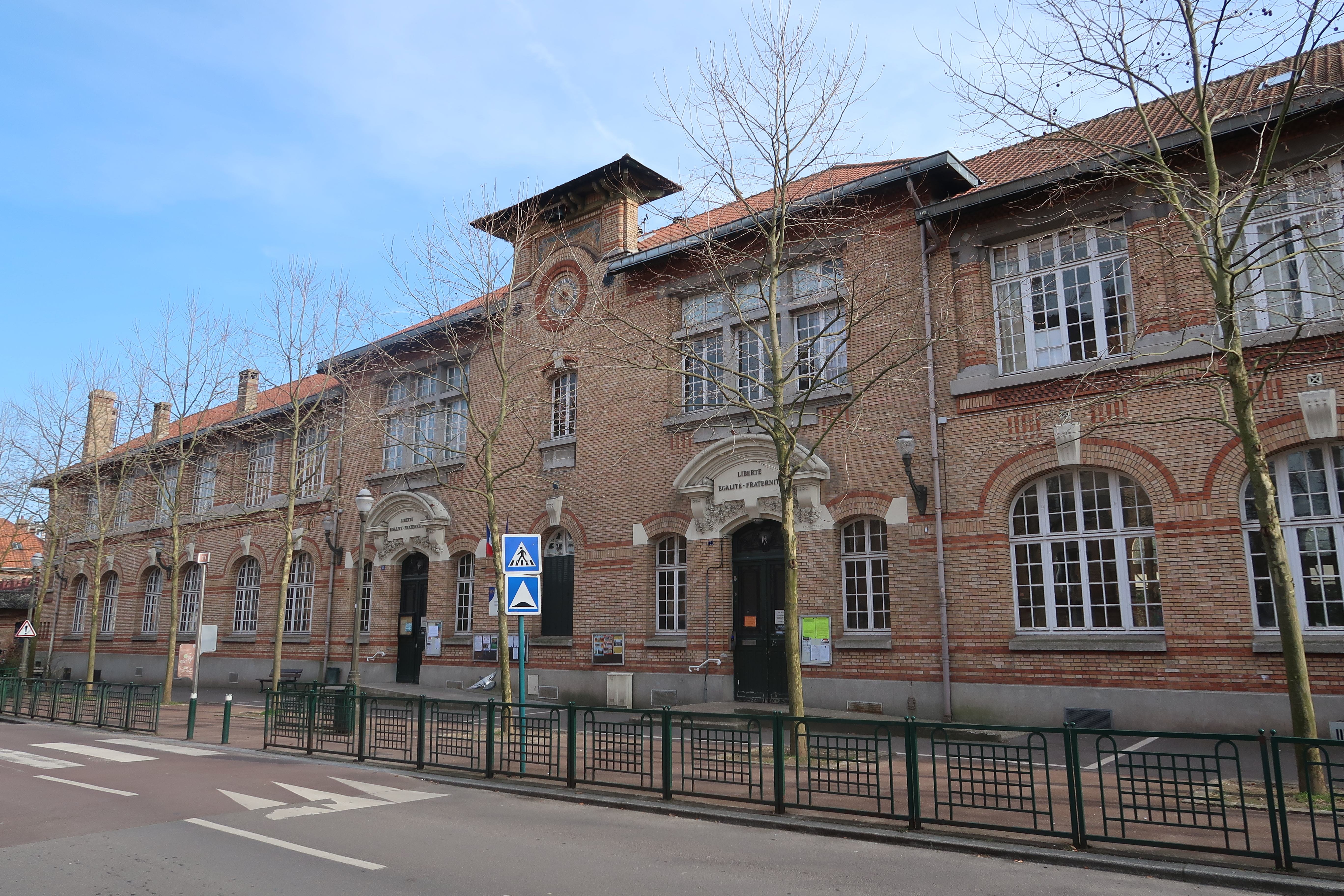
École Édouard-Vaillant.
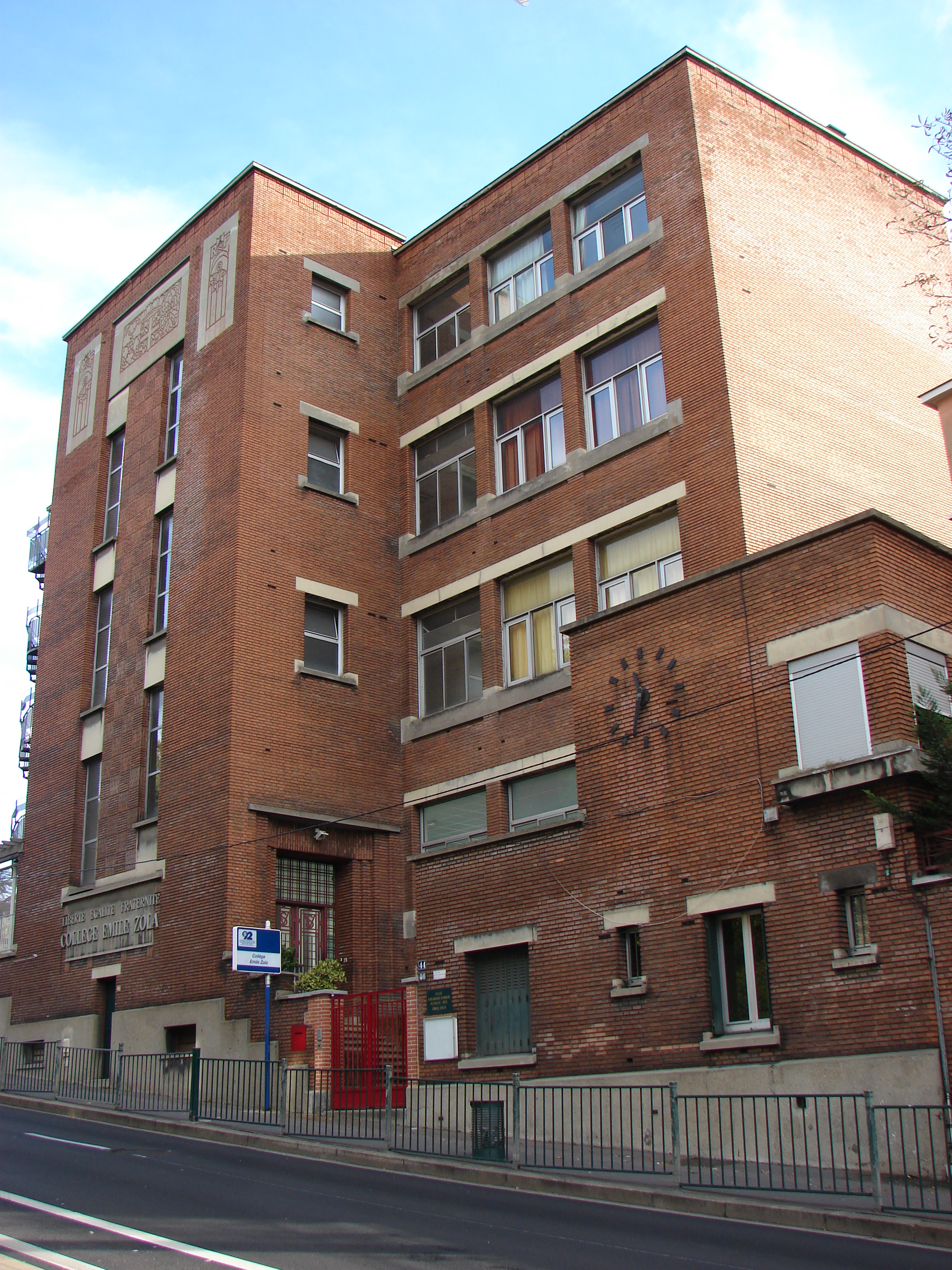
Collège Émile-Zola.
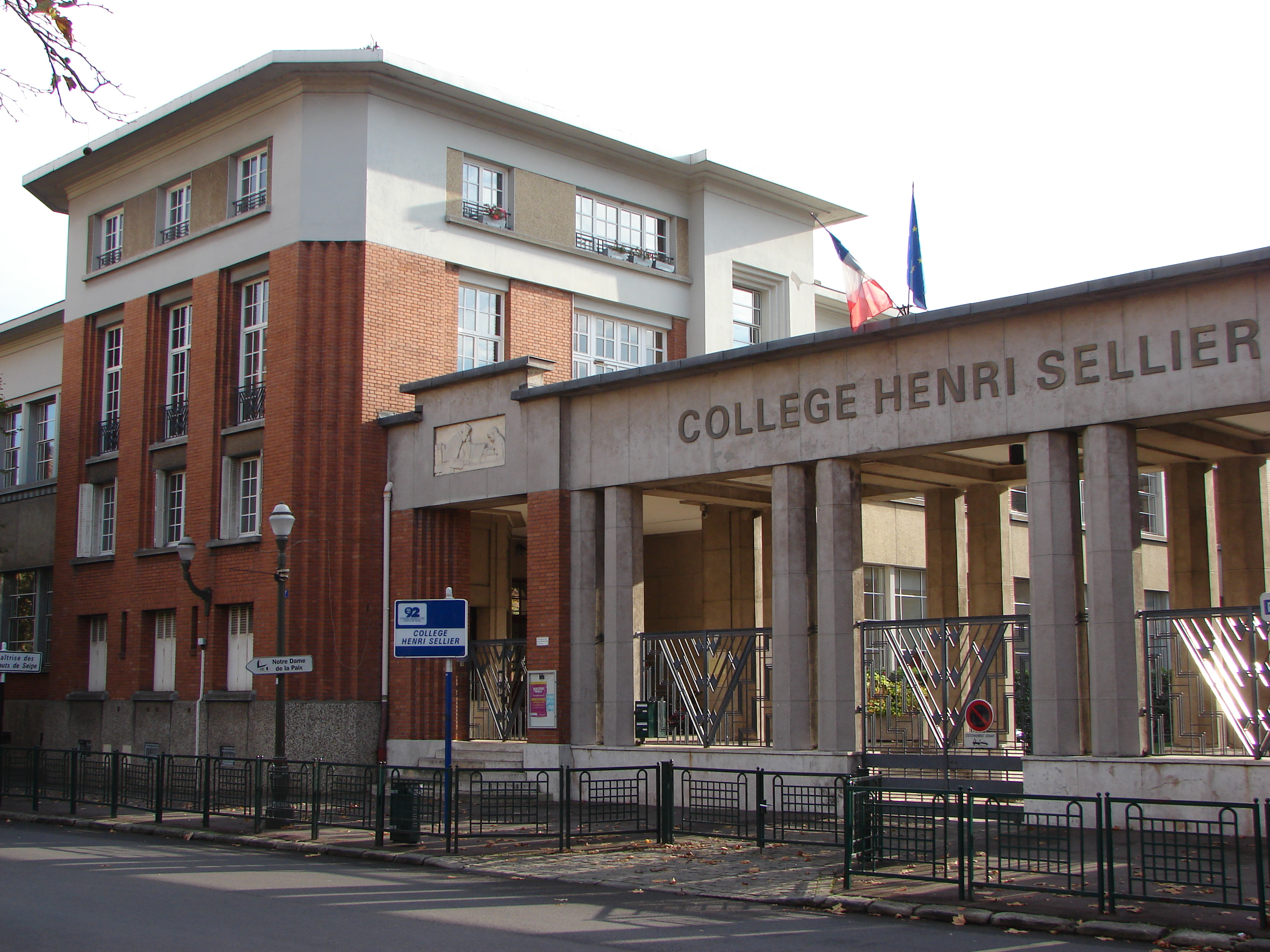
Collège Henri-Sellier.
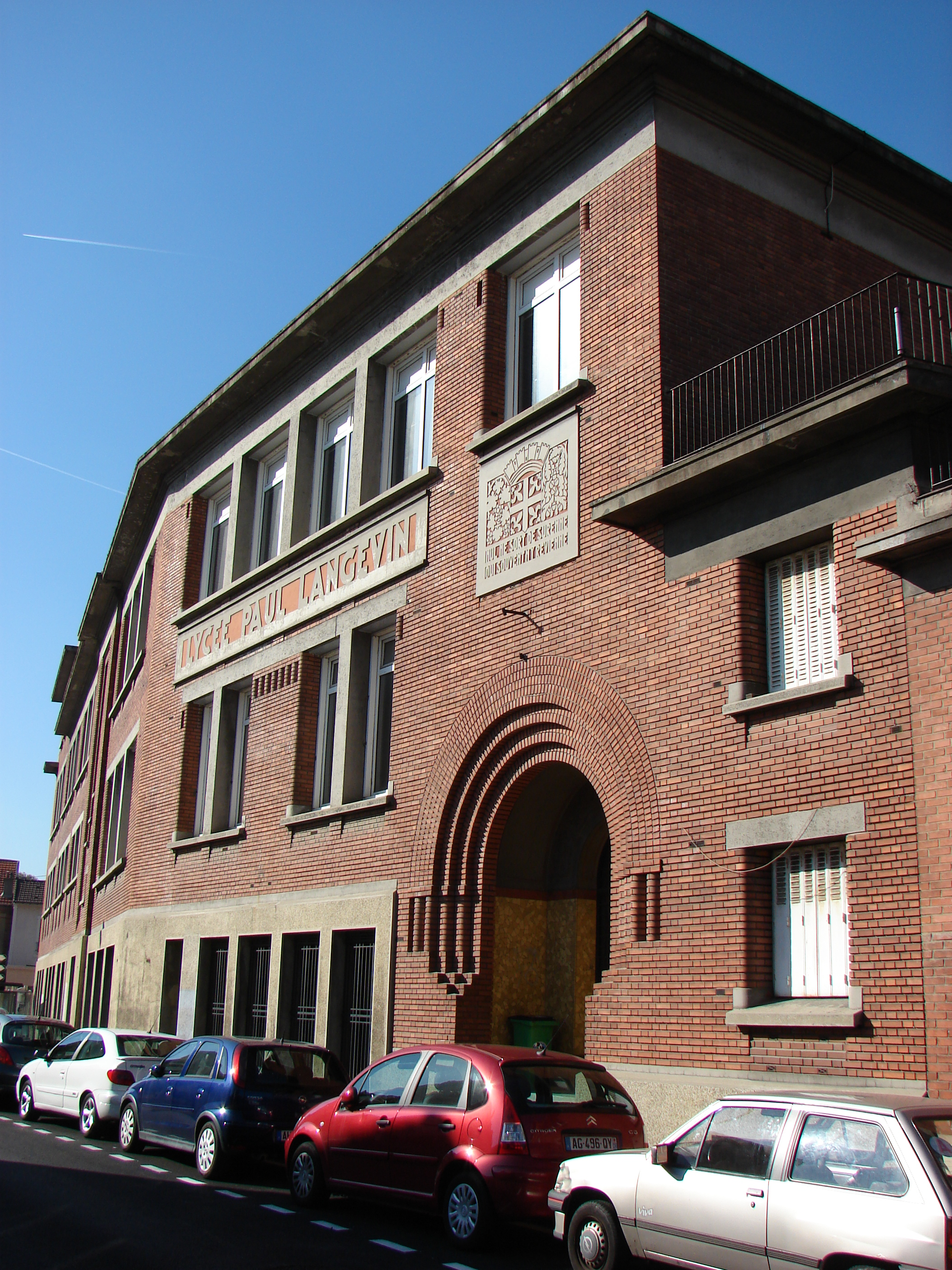
Lycée Paul-Langevin.
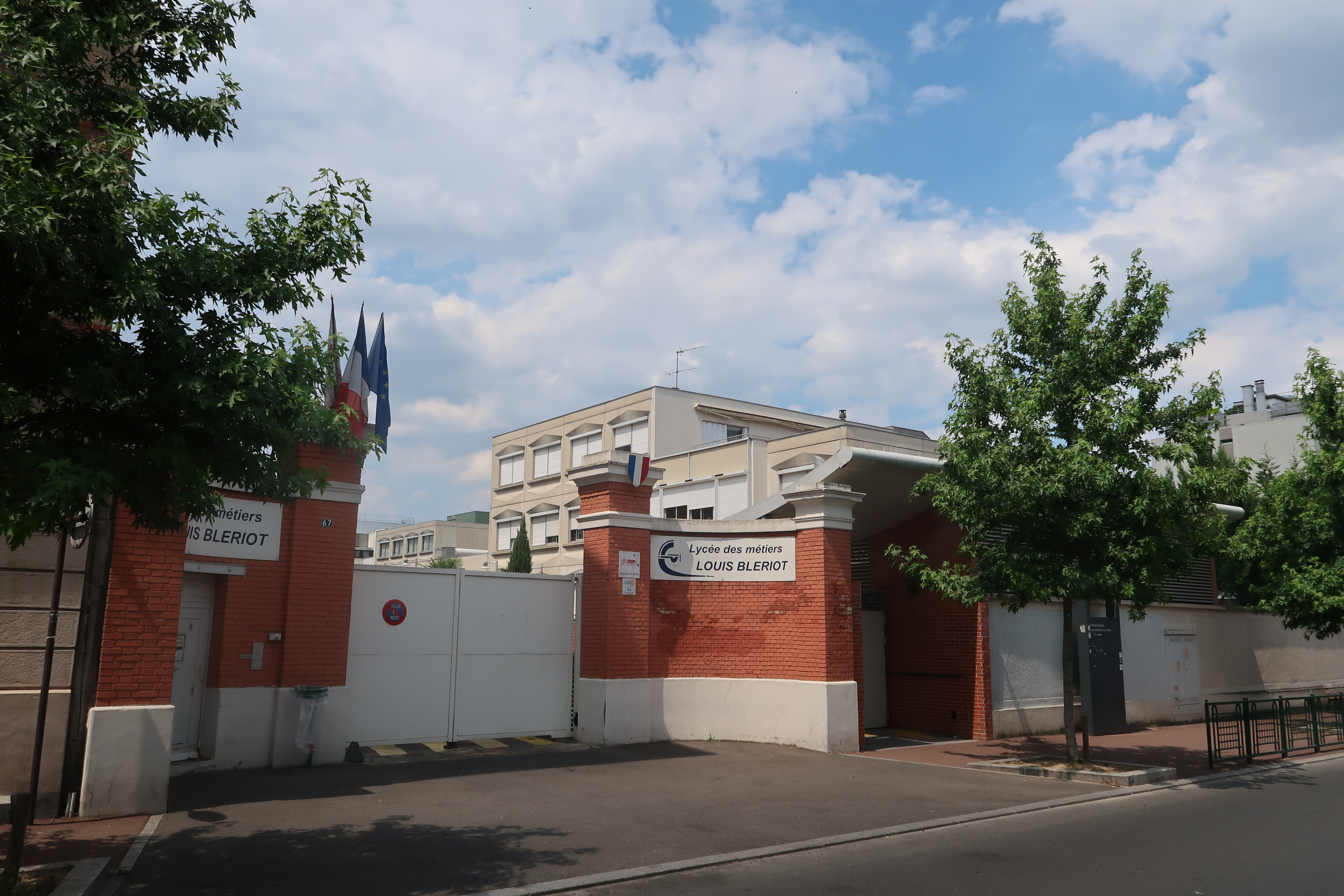
Lycée Louis-Blériot.
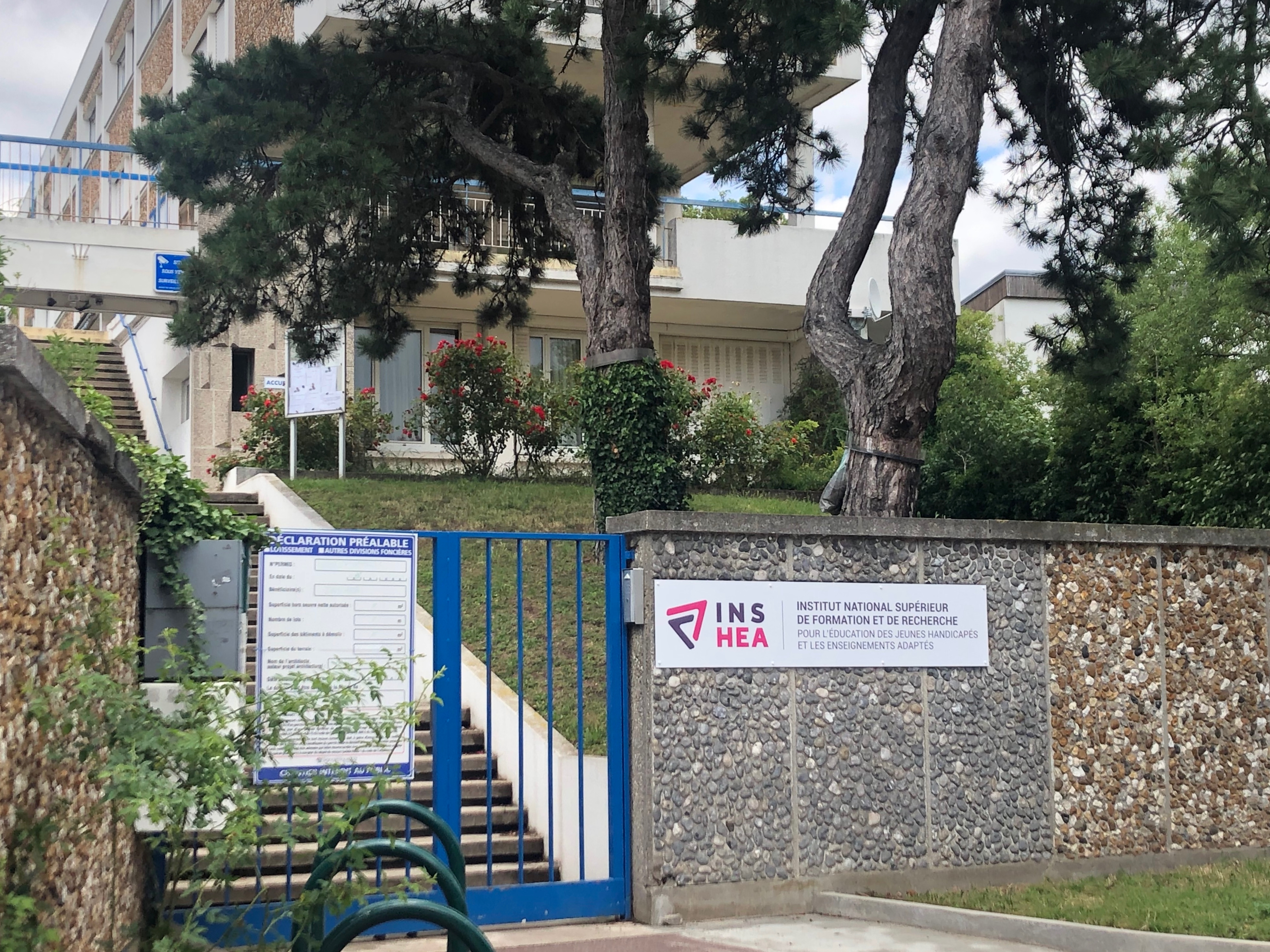
Institut national supérieur de formation et de recherche pour l'éducation inclusive.
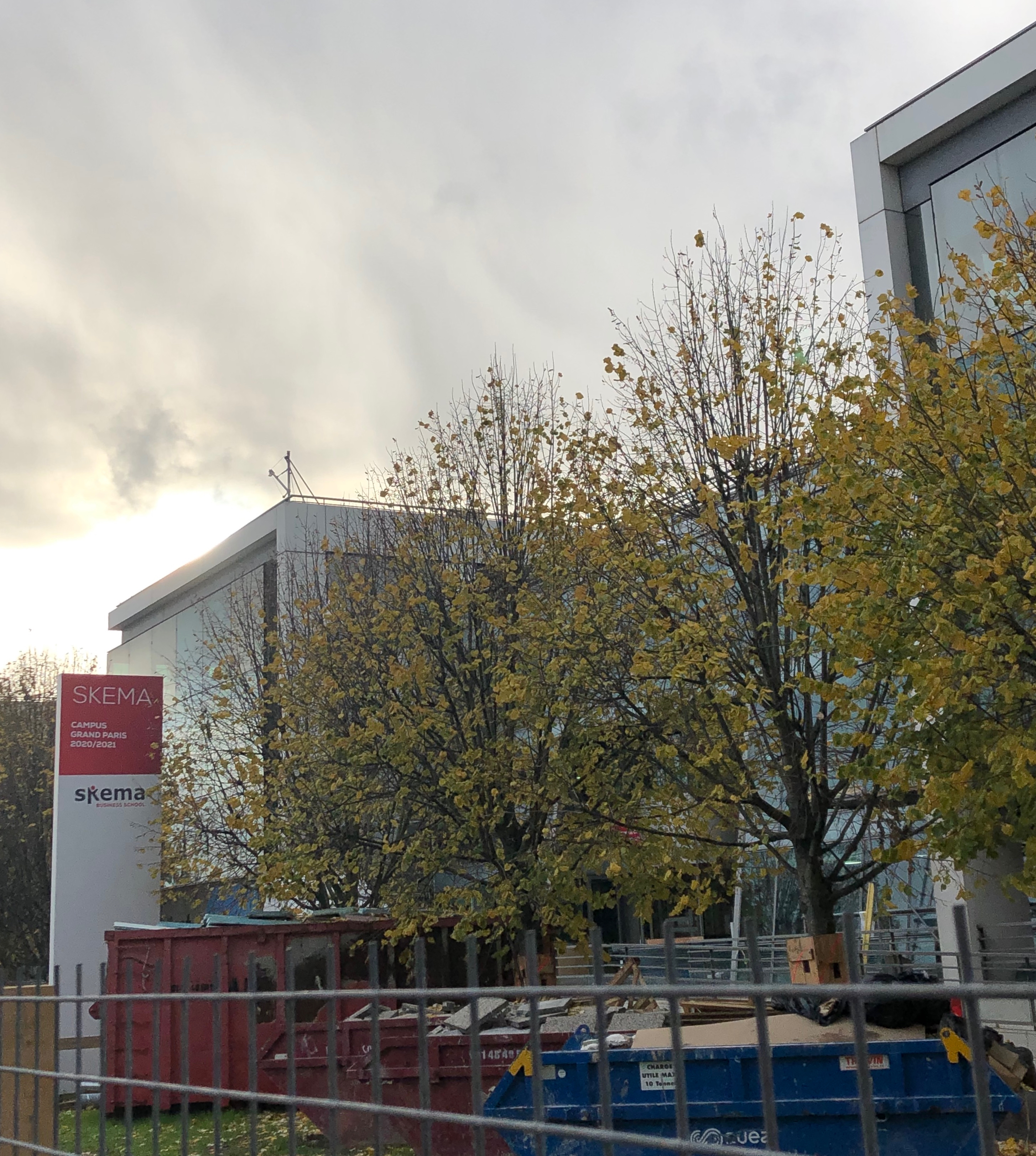
SKEMA Business School.

### Manifestations culturelles et festivités
En vis-à-vis de la mairie se trouve la salle des fêtes municipale, érigée par Édouard Bauhain et Raymond Barbaud en 1897,.
Fidèle à son histoire viticole, Suresnes est animée chaque année par le Festival des vendanges (le 1er week-end du mois d'octobre). La 34e édition a eu lieu les 30 septembre et 1er octobre 2017, sur le thème « Demain commence hier ». Ce festival honore la fin des récoltes des vignes de la ville avec sa confrérie créée en 1984, qui se réunit pour déguster le vin produit ; elle est célébrée par des défilés, des spectacles de rue, des concerts et une fête foraine. Cependant, la fête des vendanges sous cette forme n'est pas reconduite par la nouvelle municipalité à partir de 2020.
Organisé à l'hippodrome ParisLongchamp, le festival de musique Solidays se déroule chaque été à la frontière de Suresnes, dans le bois de Boulogne. La ville constitue donc un point d'accès important à l'évènement.

### Santé
L’hôpital Foch est un établissement de santé privé d’intérêt collectif dont l'activité repose, en 2010, sur un effectif de 2 000 collaborateurs, dont 300 médecins.
Le maire assure la gestion du Centre médical municipal Raymond-Burgos (CMM). Cet établissement de santé dispense des soins de ville et réalise une activité de prévention et d’éducation à la santé. Les spécialités présentes sont la médecine générale, la gynécologie médicale, la nutrition, les soins infirmiers, la pédicurie, la chirurgie-dentaire, la chirurgie-orale/stomatologie et l'orthodontie (pour les moins de 16 ans).
Pour les seniors, Suresnes possède deux résidences autonomies-personnes âgées, trois résidences service privées, quatre EHPAD et trois espaces de loisir dédiés.

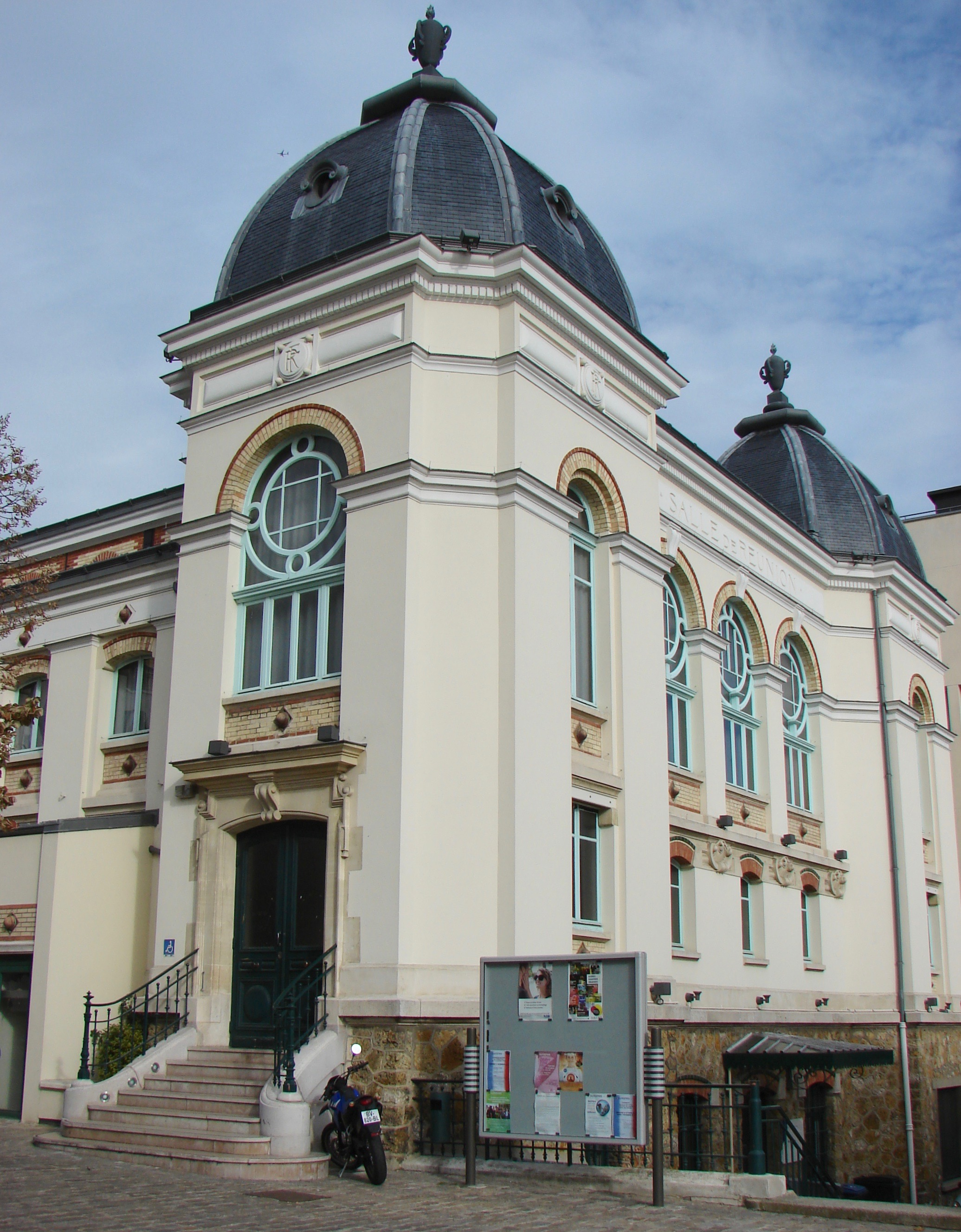
Salle des fêtes et de restauration municipale.
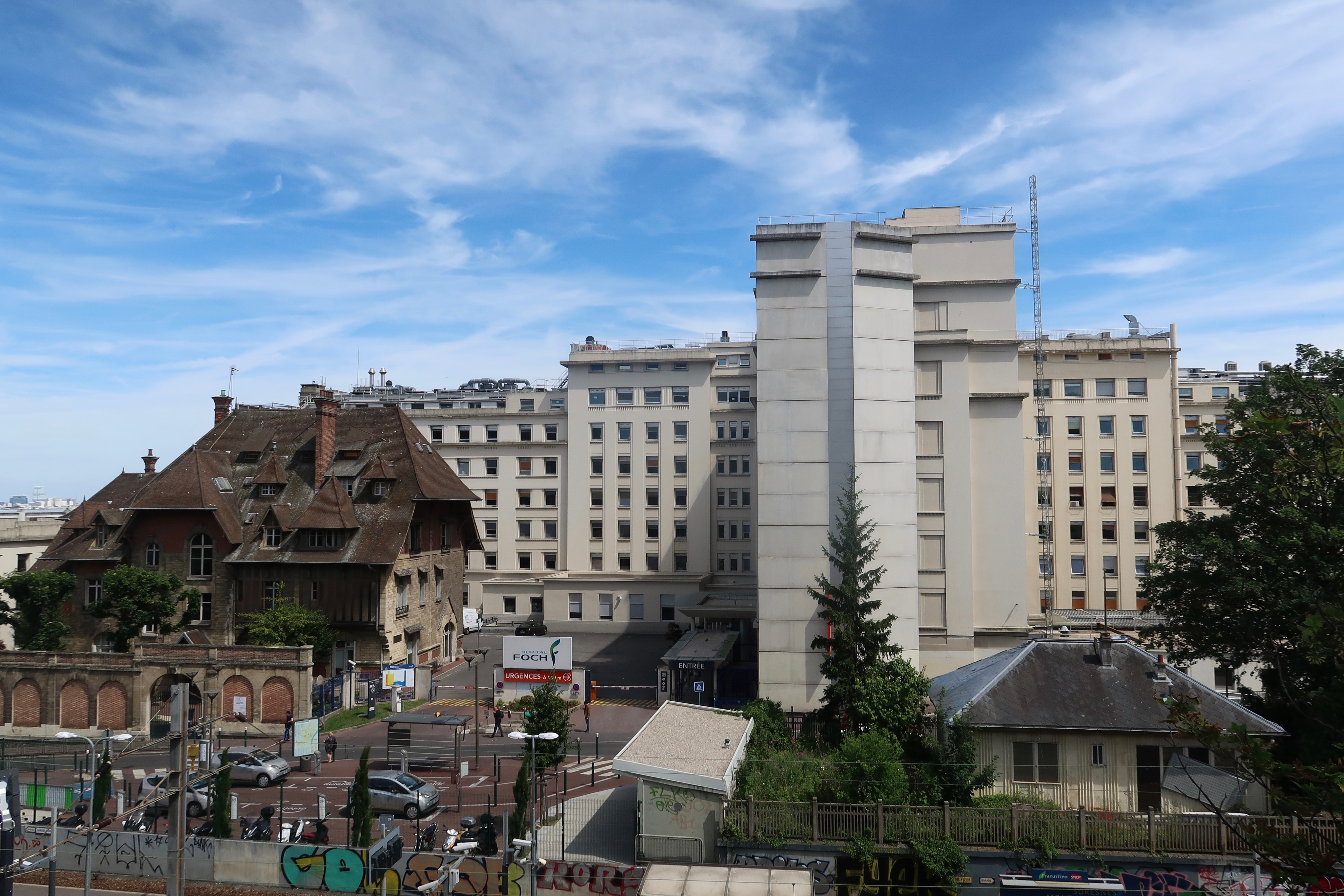
Hôpital Foch, créé dans l'entre-deux-guerres.
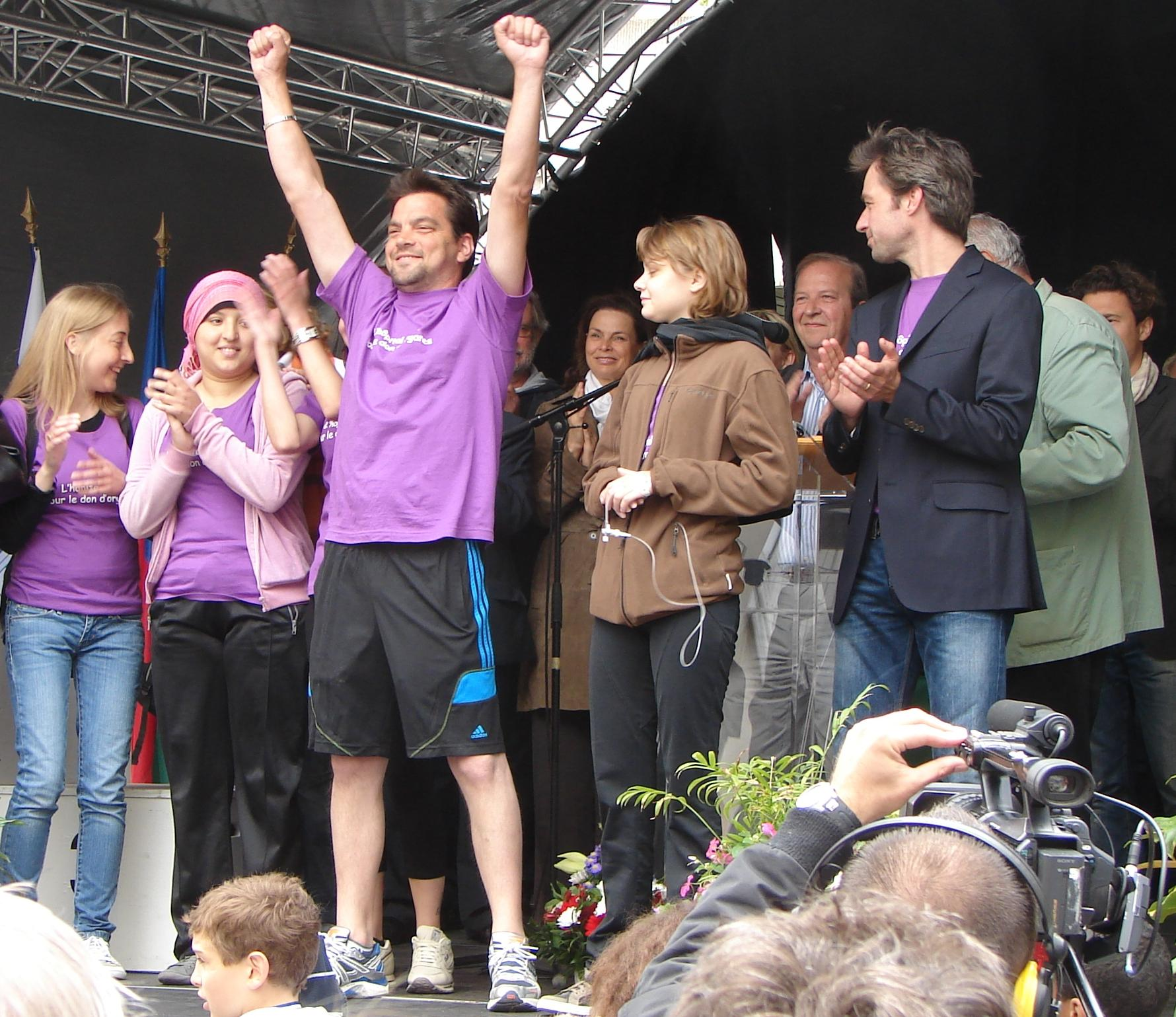
Remise d’un prix de la course caritative de la Foulée suresnoise 2011 à un bénéficiaire du don d'organes.
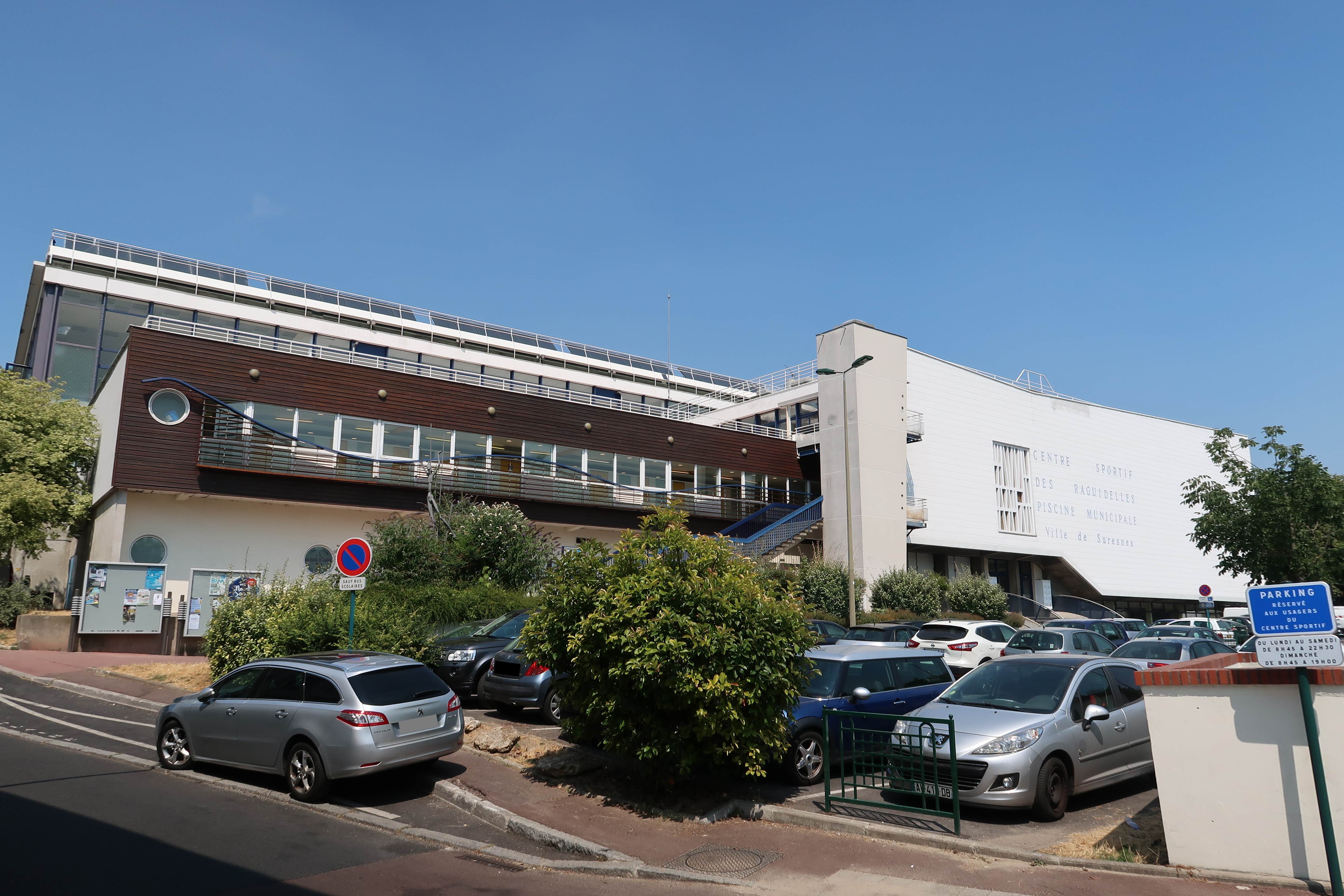
Piscine des Raguidelles.
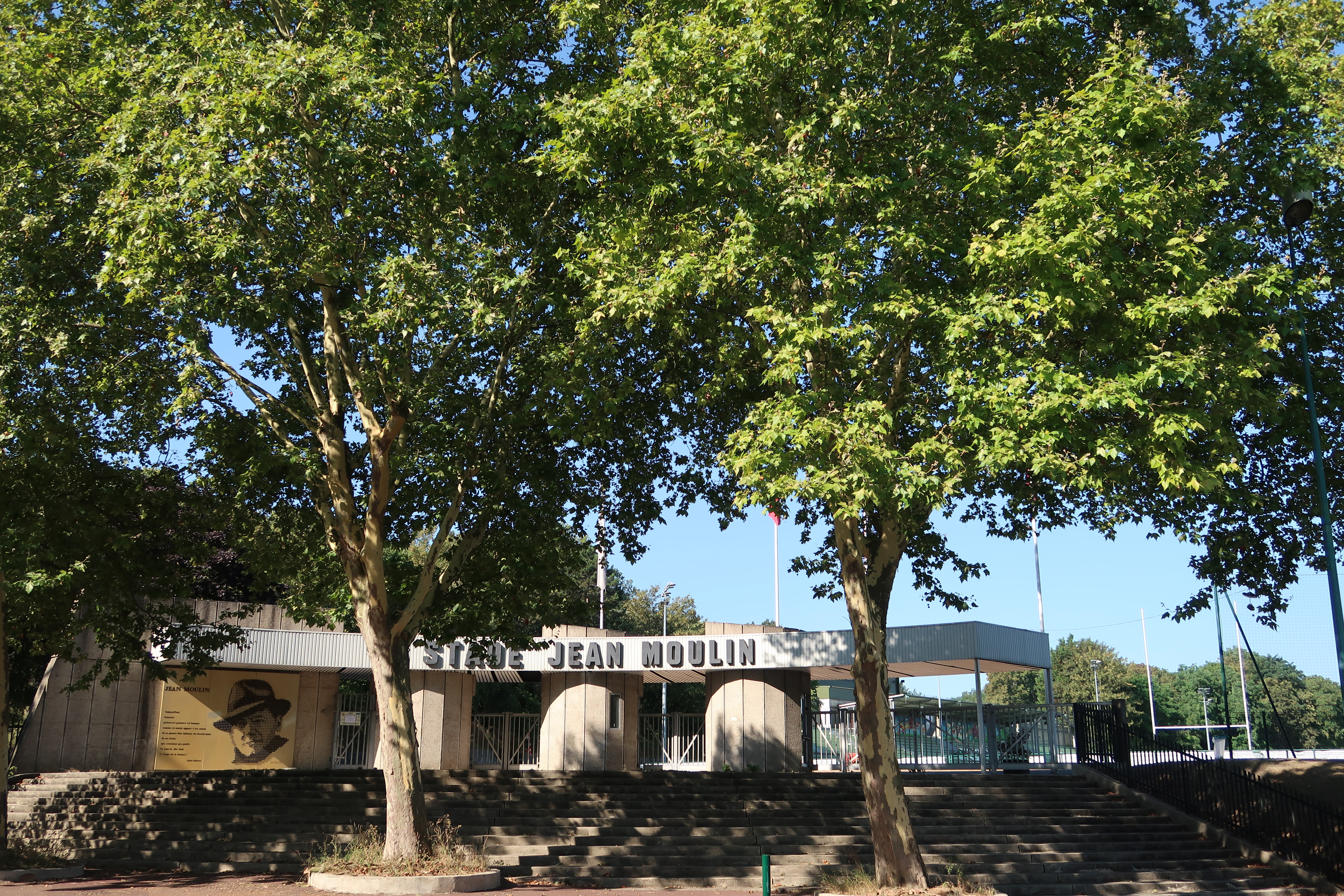
Stade Jean-Moulin.
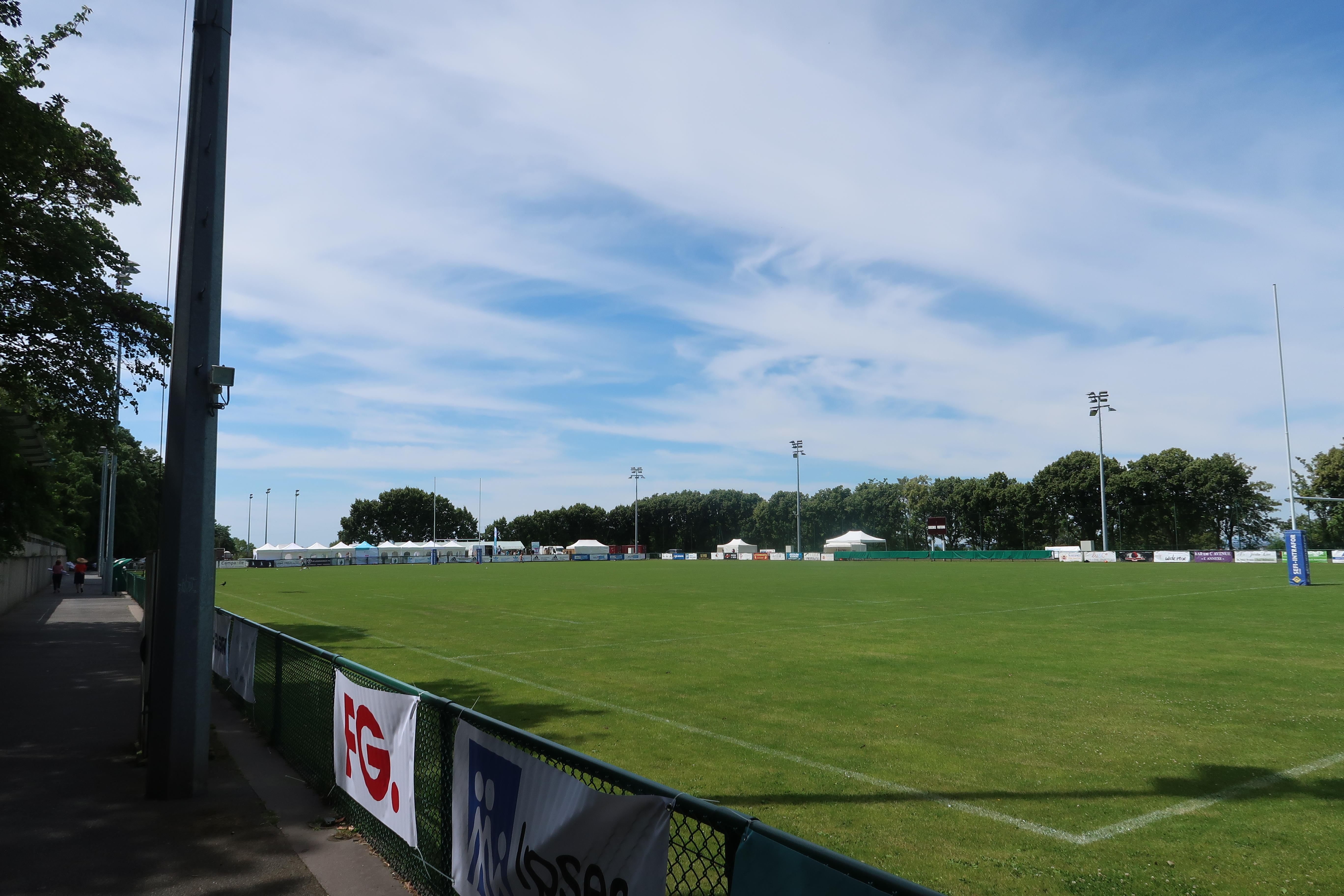
Terrain.

### Sports

#### Histoire
Historiquement liés aux loisirs, les débuts du sport suresnois se font comme de nombreuses communes fluviales en lien avec la Seine : des joutes navales très populaires étaient organisées, opposant des compétiteurs juchés sur des barques, qui devaient se renverser à l'aide de leurs lances. Mais la plus ancienne association sportive de la commune est L'Espérance de Suresnes, créée en 1888, dont le nom renvoie à l'atmosphère revanchiste de l'époque. Nourrissant l'espoir de retrouver l'Alsace et la Lorraine perdues en 1870, de nombreuses sociétés sportives se créent en effet dans le pays, les exercices militaires préparant, sous couvert de sport, les Français à la guerre future. Cette association omnisport, devenue club de tir, existe encore de nos jours.
Les Britanniques aidèrent beaucoup à la diffusion du sport dans la société occidentale, tout comme les idées hygiénistes et la promotion de l'idéal antique du « mens sana in corpore sano ». En 1902, M. Hacquin fonde l'association de gymnastique des « Touristes de Suresnes » et en 1908 deux Britanniques créent la société les White Harriers (les « Lévriers blancs »), ou WH, un club omnisports surtout porté vers l'athlétisme, qui s'installe à Suresnes dans les années 1920. Le boxeur suresnois Roger Brousse (en) participa aux Jeux olympiques de 1924 mais fut exclu après avoir été accusé d'avoir mordu son adversaire ; durant cette même compétition, des sportifs suresnois de la salle Haquin participèrent à une compétition de savate. En ce qui concerne le football, Suresnes comptait à l'époque trois clubs : la section football des WH, la Jeunesse sportive de Suresnes (JSS) créée en 1936 par Henri Sigogneau et le Football club suresnois (FCS) de M. Porteron, qui jouait en première division, disputa les 32e de finale de la Coupe de France et gagna la coupe de Paris. Le FCS s'entraînait à l'emplacement actuel du stade Maurice-Hubert, sur un terrain loué à des agriculteurs. Il disparaît en 1939, au début de la Seconde Guerre mondiale. Quant à la JSS, elle fut championne de Paris FSGT en 1937-1938 mais sera dissoute en 1942, après avoir rallié la FFF et gagné la Coupe du Matin la même année. La JSS jouait à Bagatelle.

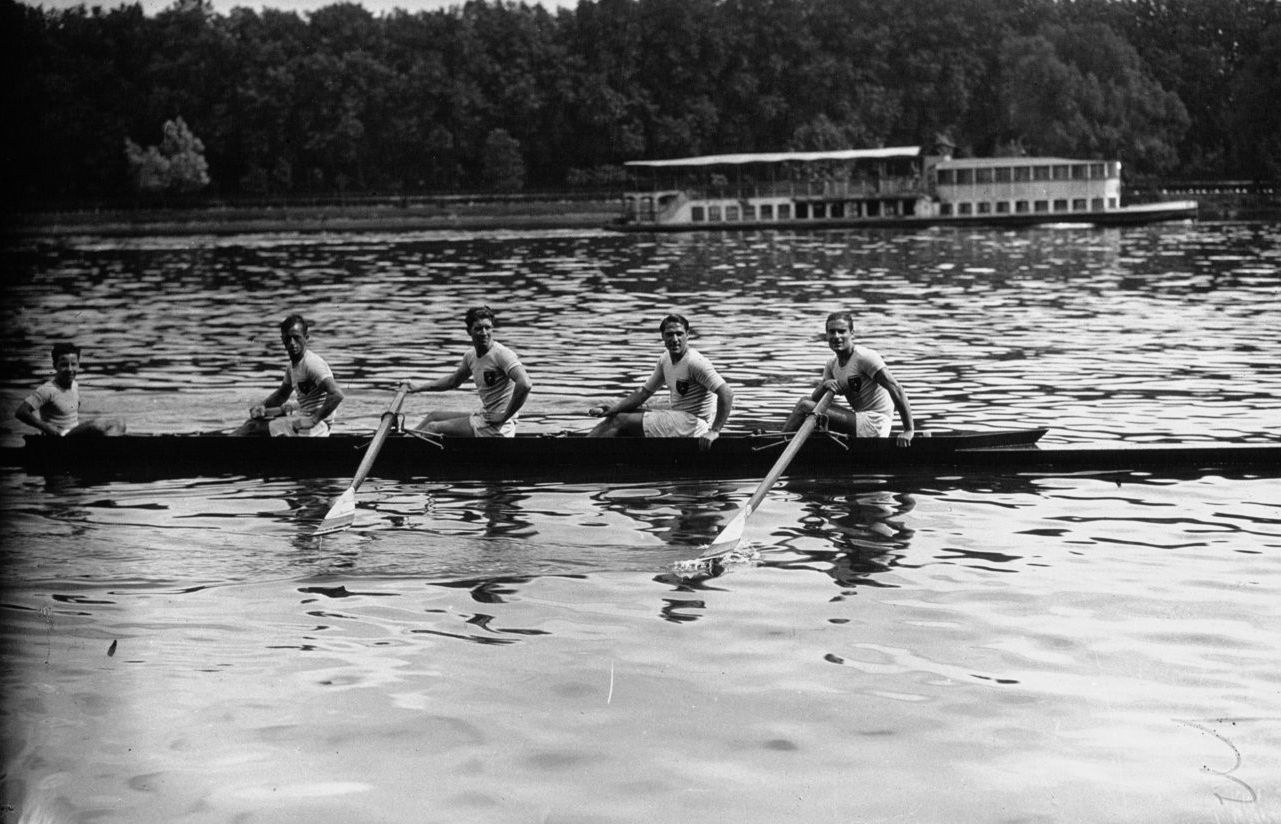
Participants au championnat d'Europe d'aviron 1931 sur la Seine, à Suresnes.

La pratique sportive se démocratise en effet dans l'entre-deux-guerres, favorisée à Suresnes par le maire Henri Sellier, qui y voit un élément culturel et sanitaire important. Il est à l'origine à l'origine de la construction du premier gymnase de Suresnes et du développement du sport dans les établissements scolaires municipaux. À l'époque, on se baignait encore dans la Seine ou dans un bassin aménagé sur une péniche ; il faut attendre 1968 pour que la piscine des Raguidelles soit inaugurée,. Elle comprend un grand bassin de 25 x 12,5 m, un petit bassin de 12,5 x 10 m, une pataugeoire et un solarium.
Devenu jardin ouvrier, l'ancien terrain de football du FCS est racheté après la guerre par le maire de Suresnes Paul Pagès, qui y créé le stade Maurice-Hubert (du nom d'un ancien dirigeant de la JSS et résistant). Recréée, la JSS joue en première division de 1945 à 1953 puis en promotion de première division. Avec l'arrivée d'Antoine Jurilli, elle revient en première division. Le club crée par ailleurs une école de football, d'où sort notamment Robin Leclercq. En 1965, la JSS accède à la division d'honneur, où elle reste jusqu'en 1993, puis en division d'honneur régionale pendant deux ans. Durant cette période, la JSS gagne deux coupes des Hauts-de-Seine et participe à une finale de la Coupe de Paris.
En 1973, le maire Robert Pontillon inaugure le stade Salvador-Allende sur le mont Valérien, en hommage à son ami chilien victime d'un coup d'État. En 1983, il est renommé stade Jean-Moulin, à l’occasion du quarantenaire de sa disparition. Un portrait en pointi-sculpture du résistant, réalisé par l'artiste Magguy Crouzet, orne la façade. Il accueille depuis 1975 le Rugby Club de Suresnes, issu de la section rugby des WH.

#### Équipements et clubs actuels
Outre le stade Maurice-Hubert, le stade Jean-Moulin et la piscine des Raguidelles, la ville dispose de nombreux bâtiments destinés au sport, parfois situés à la lisière des communes voisines de Rueil-Malmaison et Nanterre. Elle compte ainsi trois gymnases, deux centres sportifs, deux sites de tennis, quatre boulodromes et un centre équestre,.
La ville accueille une soixantaine de clubs sportifs, qui comptent 9 300 licenciés, dont :
- White Harriers Suresnes (WH Suresnes), club d'athlétisme créé en 1908[168] (omnisports jusqu'en 1976).
- Jeunesse sportive de Suresnes (JSS), club de football créé en 1936, jouant en championnat Paris Île-De-France en division « PH, Promotion d'honneur »[163].
- Rugby club suresnois (RCS), club de rugby créé en 1973[169], jouant en Fédérale 1 en 2018-2019.
- Suresnes Basket Club, club de basket créé en 1978[170].
- Poney club Suresnois, centre équestre créé en 1989, participant au championnat de France. Il se situe sur le mont Valérien[171].
- Suresnes Sport nautique[172].
- Tennis club de Suresnes, 83 rue des Houtraits à Rueil-Malmaison[173].
- Benattia Brothers, club de boxe thai.
- Archers suresnois, compagnie de tir à l'arc créée en 1983[174].
- Cercle d'escrime suresnois (CES), club créé en 1997, participant à plusieurs compétitions au niveau départemental, régional et national[175].
- Club suresnois de patinage artistique.

### Cultes
Les Suresnois disposent de lieux de culte catholique, israélite, musulman et protestant.

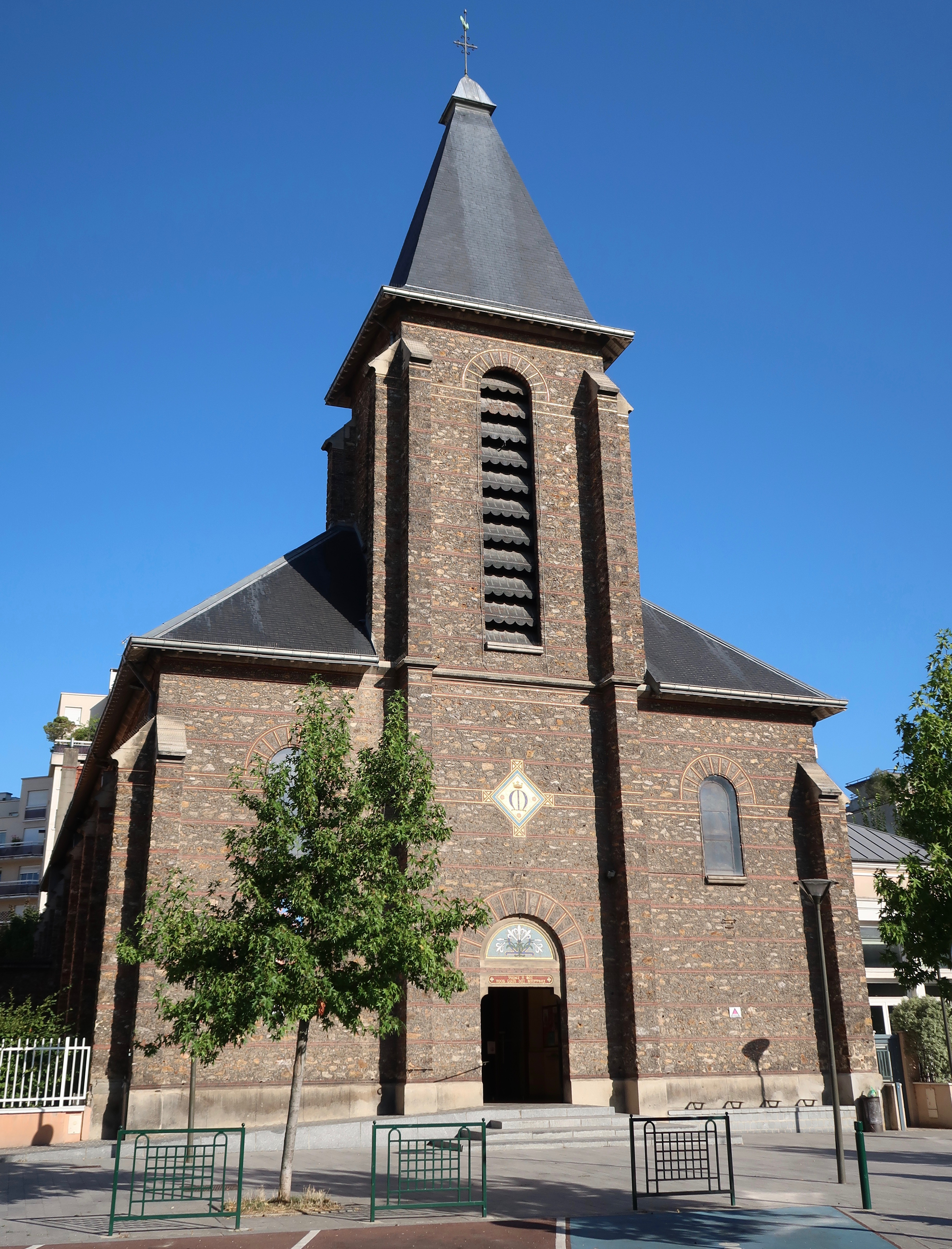
Église du Cœur-Immaculé-de-Marie.
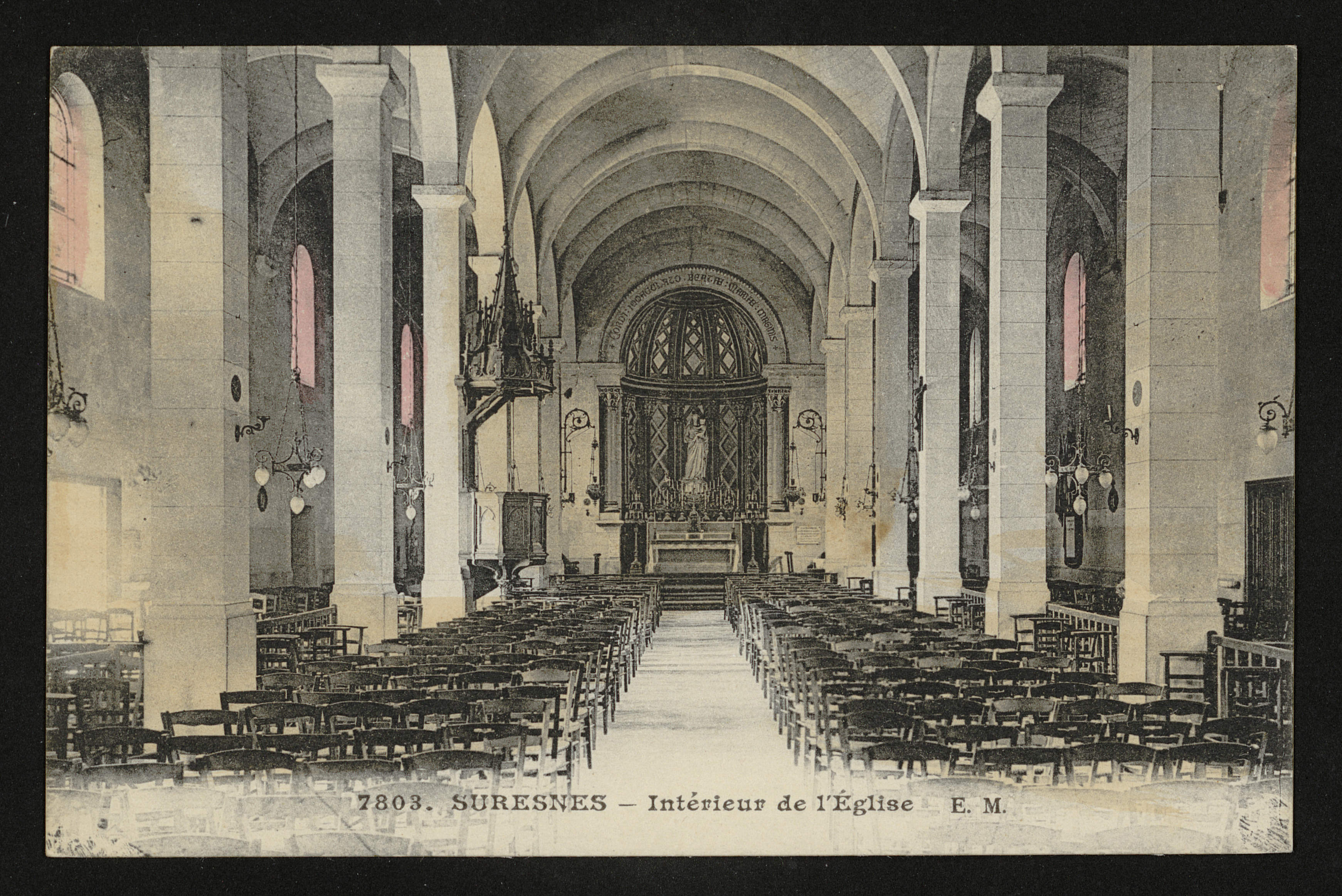
Intérieur de l'église, sur une photographie ancienne.
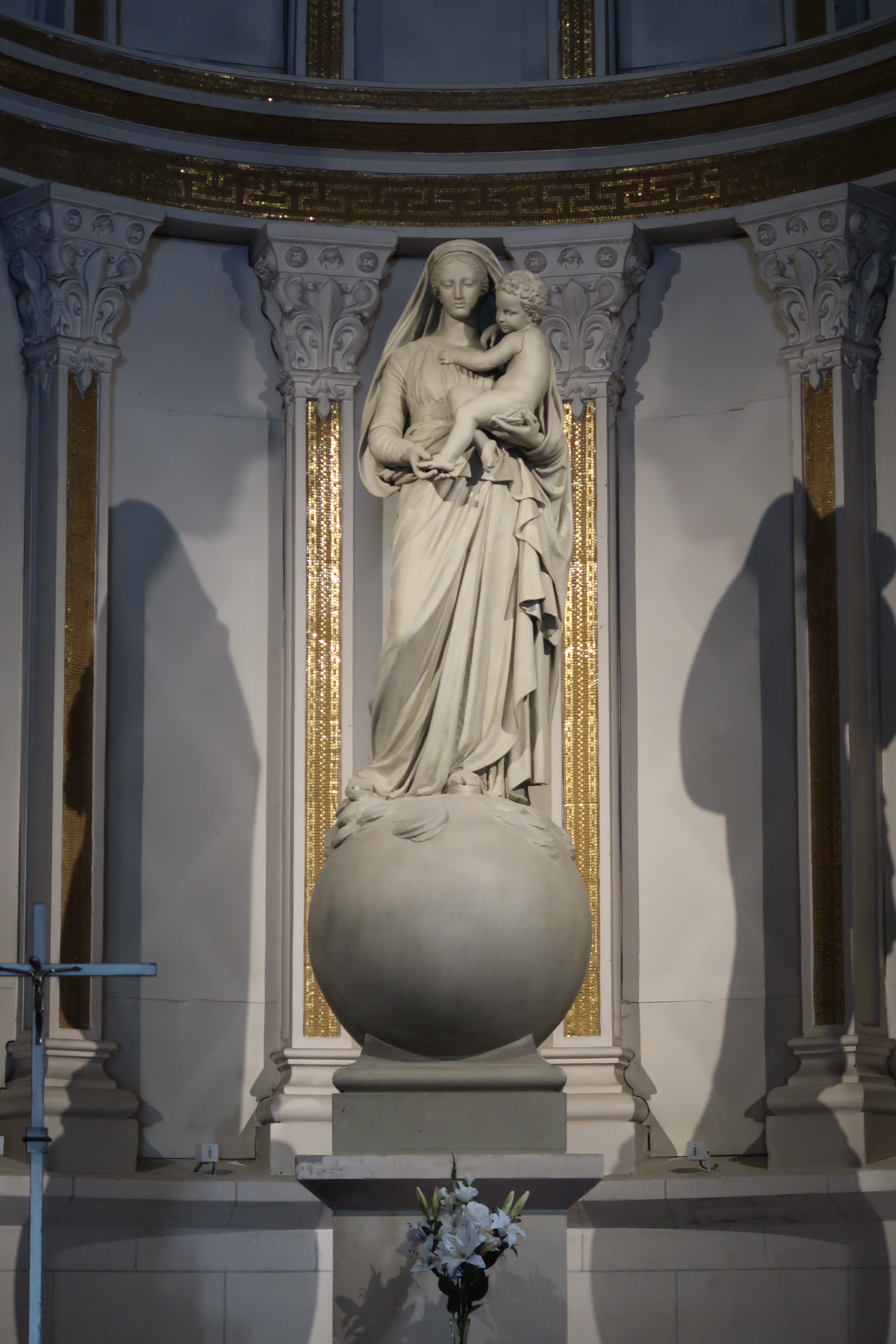
Statue de la Vierge à l'enfant dans le chœur de cette dernière.
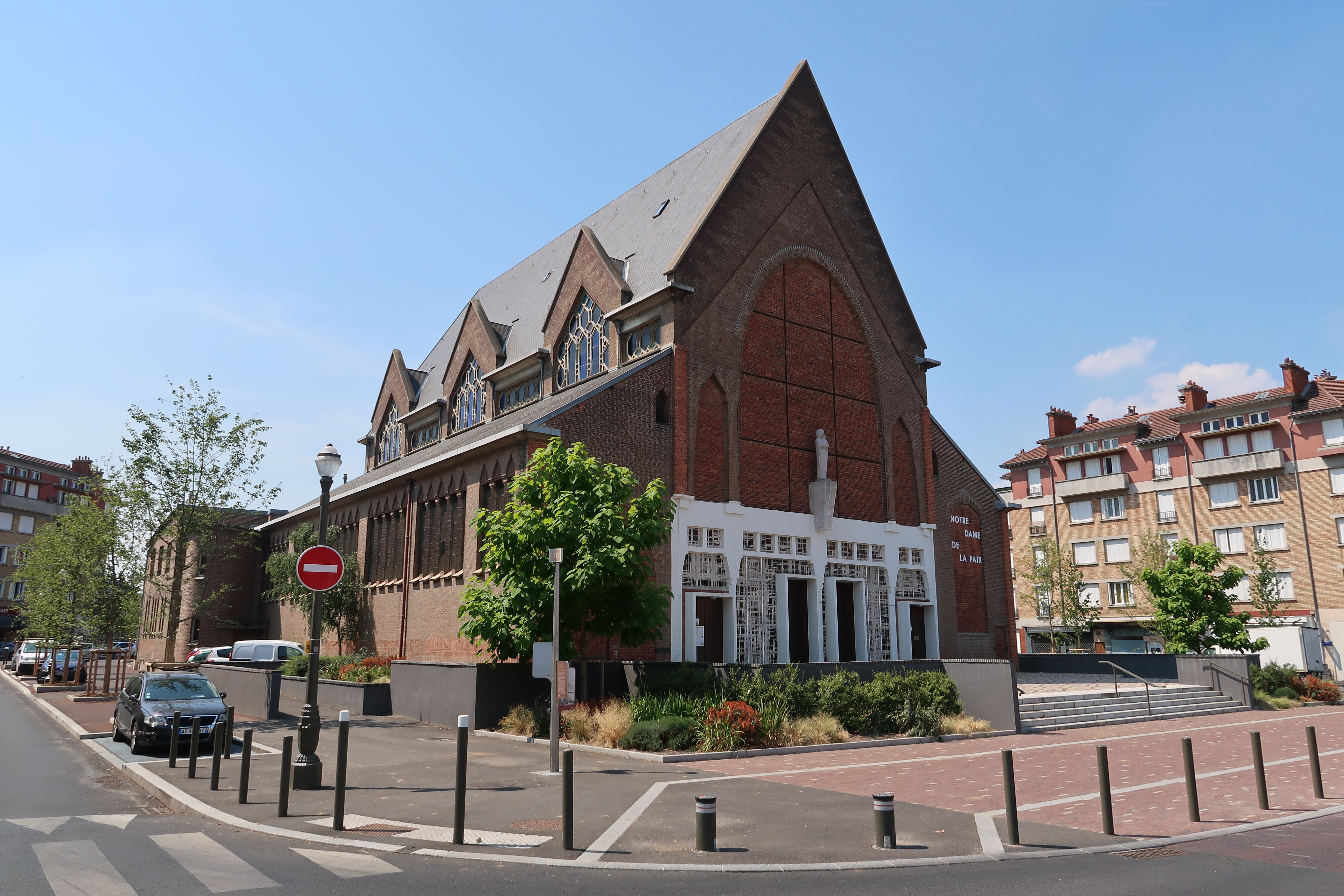
Église Notre-Dame-de-la-Paix, dans la cité-jardin.
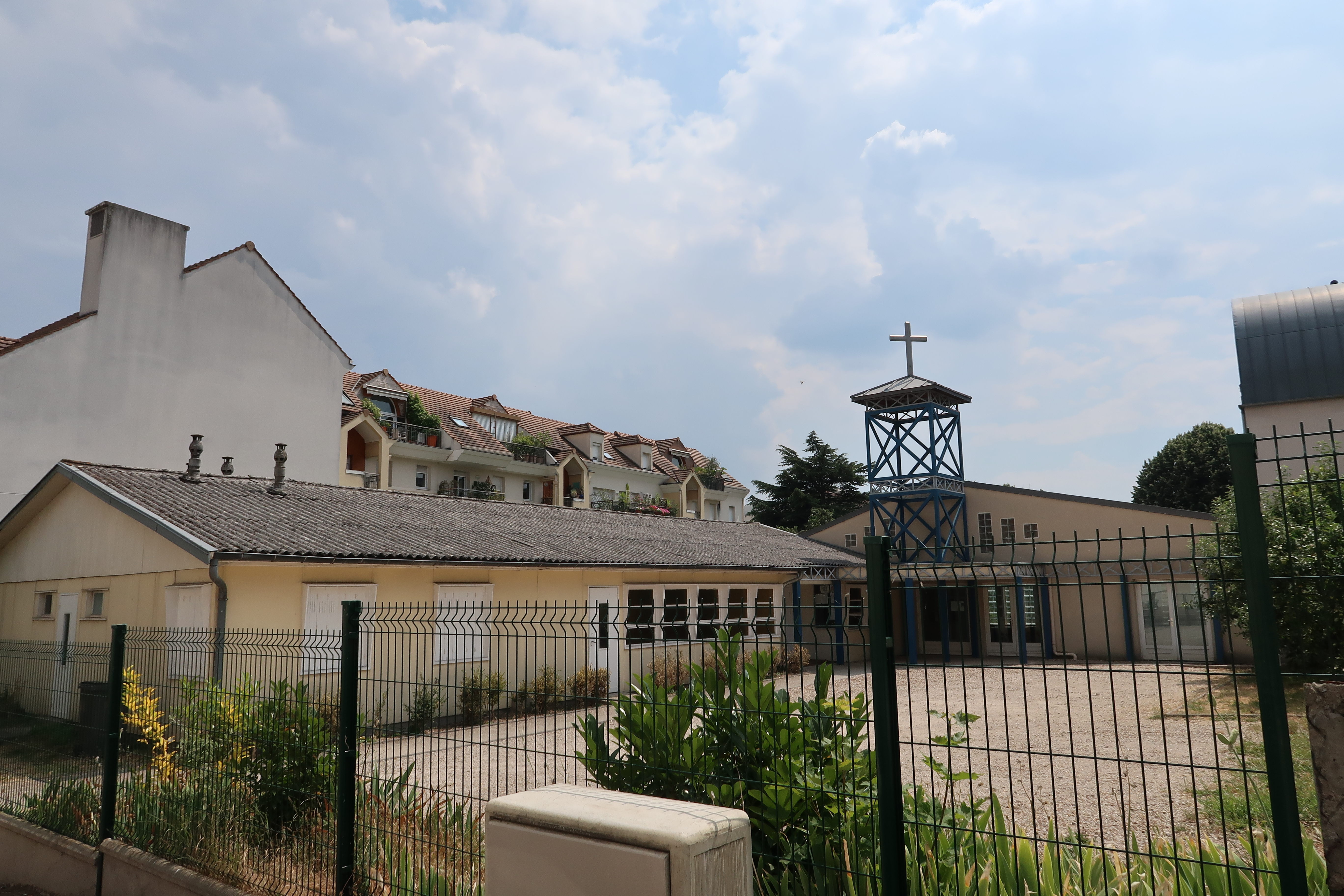
Chapelle Saint-Leufroy.
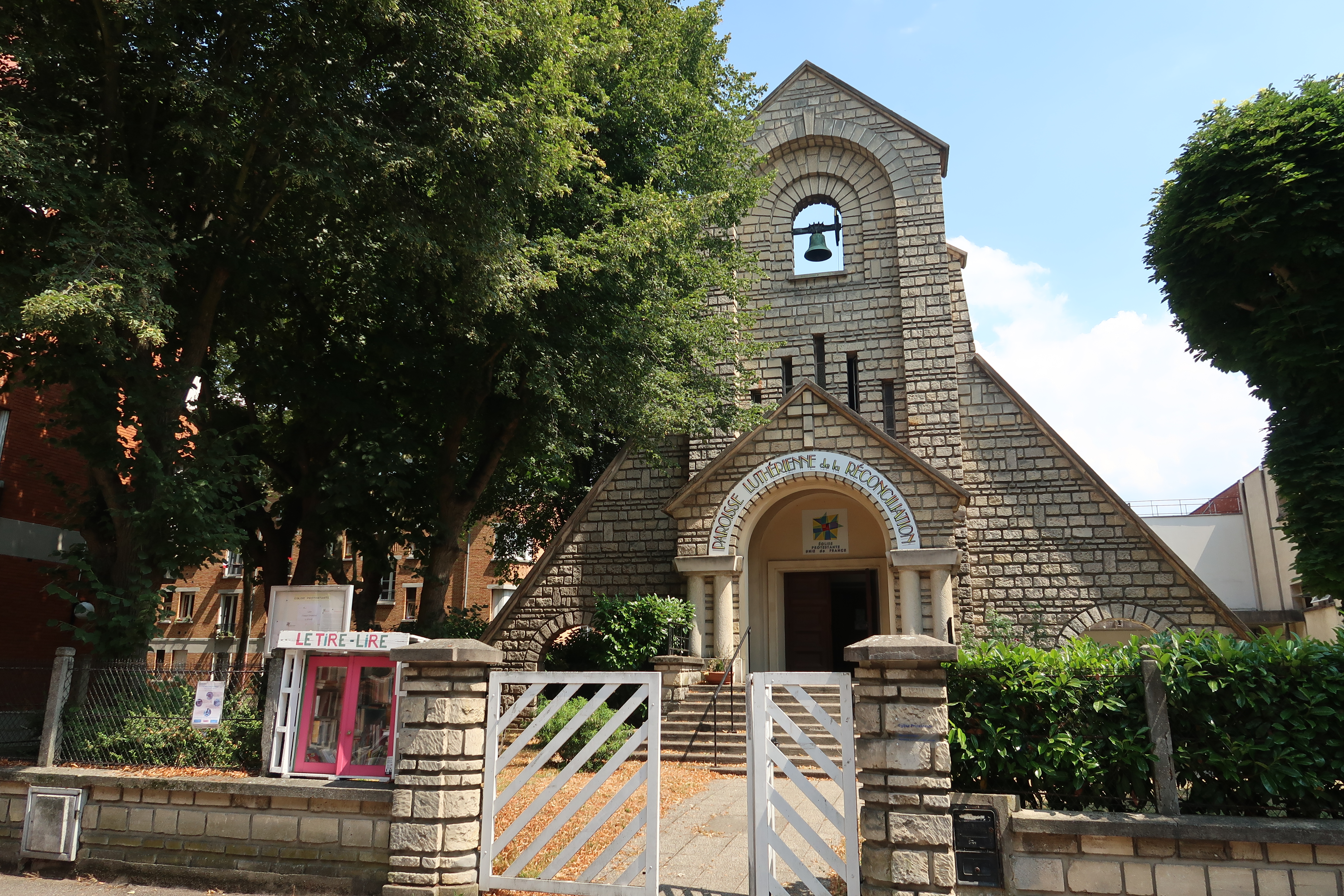
Temple protestant de la Réconciliation, dans la cité-jardin.
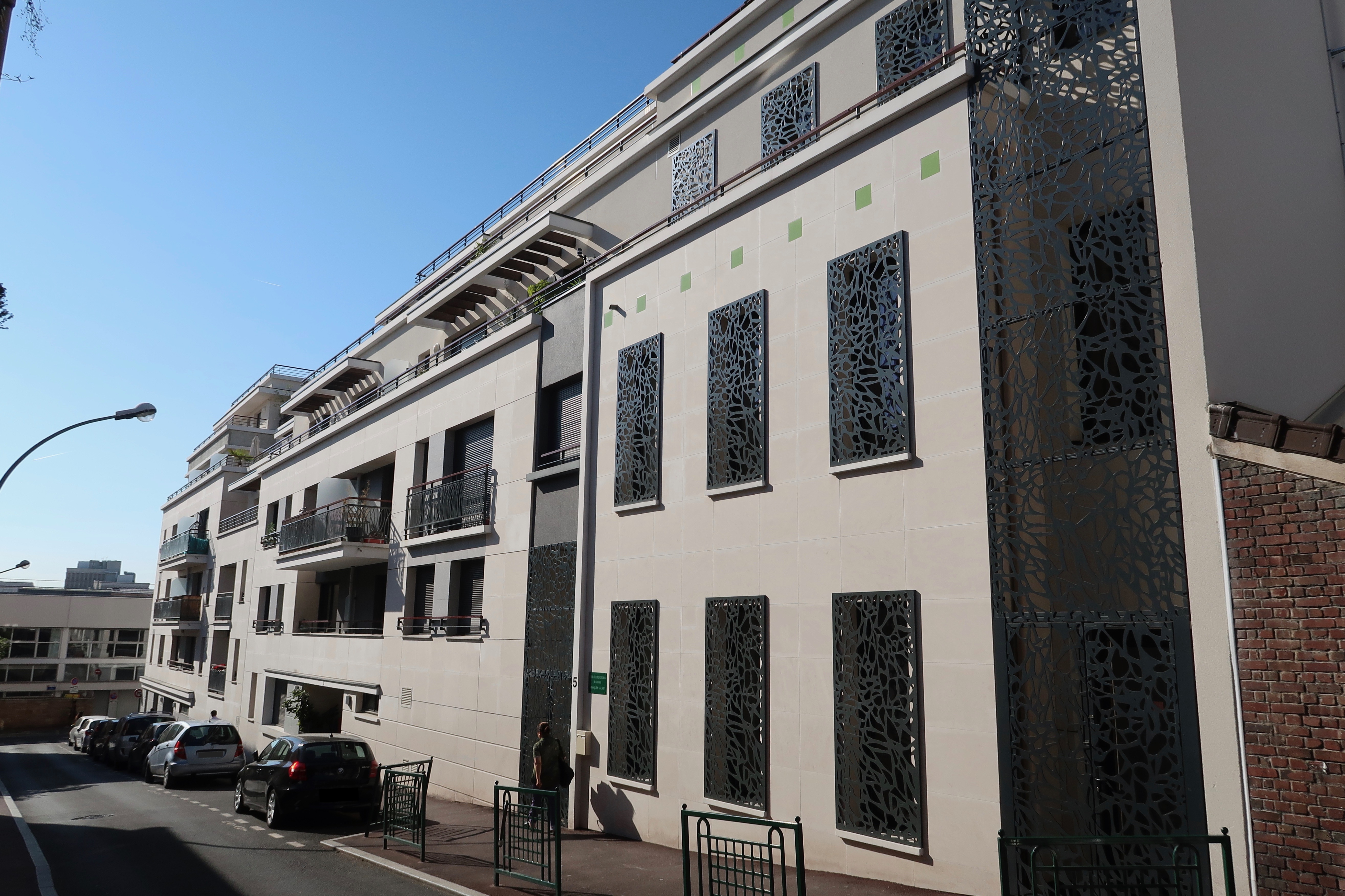
Mosquée Salam.

#### Culte catholique
Du Moyen Âge jusqu'à sa destruction en 1906, l'église Saint-Leufroy est le principal lieu de culte de Suresnes. En 1908-1909 lui succède l'église du Cœur-Immaculé-de-Marie, érigée un peu plus au nord. D'autres lieux de cultes catholiques voient le jour au cours du siècle, au fur et à mesure de l'urbanisation de la commune.
Depuis janvier 2010, la commune de Suresnes fait partie du doyenné du Mont-Valérien, l'un des neuf doyennés du diocèse de Nanterre.
Au sein de ce doyenné, les lieux de culte catholique relèvent de la paroisse du cœur,. On compte : l'église Notre-Dame-de-la-Paix, l'église du Cœur-Immaculé-de-Marie, la chapelle Notre-Dame-de-la-Salette, la chapelle Saint-Leufroy, la chapelle Saint-Louis et la chapelle du fort du Mont-Valérien.
Par ailleurs, la Maison Saint-Charbel, 60 rue de la République, propose un lieu de culte de l'Église maronite et la Fraternité sacerdotale Saint-Pie-X dispose d'un local rue Cluseret.

#### Culte protestant
Le temple protestant de Suresnes est une paroisse luthérienne de l’Église protestante unie de France située dans la cité-jardin, 3 avenue d'Estournelles-de-Constant.
Le cimetière américain de Suresnes accueille une chapelle.

#### Culte israélite
Créée en 1987, l'association Beth Yossef de Suresnes administre une synagogue.

#### Culte musulman
L’association Al Badr assure la célébration du culte musulman dans un local municipal. Le 28 mai 2015, les conseillers municipaux votent ainsi à une large majorité la signature d'un bail emphytéotique de mise à disposition à cette association d'un local acquis par la municipalité pour la somme de 977 000 €. Il s'agit de la mosquée Salam, qui se trouve 5 rue des Velettes.

## Économie
Endettée de 96 050 milliers d'euros en 2012 soit 2 067 euros par habitant, la commune de Suresnes a une capacité d'autofinancement nette après remboursement d'emprunts de 5,9 millions d'euros.
Le budget de Suresnes s'élève à 106,8 millions d'euros pour 2012 : 27,3 millions d'euros de dépenses d’investissement et 79,4 millions d'euros de dépenses de fonctionnement.

### Revenus de la population et fiscalité
En 2010, le revenu fiscal médian par ménage était de 37 603 €, ce qui plaçait Suresnes au 4 059e rang parmi les 31 525 communes de plus de 39 ménages en métropole.

### Emploi
En 2009, la population âgée de 15 à 64 ans s'élevait à 30 936 personnes, parmi lesquelles on comptait 80,3 % d'actifs dont 73,3 % ayant un emploi et 7,0 % de chômeurs. Au tournant des années 2020, le taux de chômage est l'un des plus bas du département.
Au tournant des années 2020, on compte environ 27 000 emplois dans la zone d'emploi, contre 22 737 en 1999. Le nombre d'actifs ayant un emploi résidant dans la zone d'emploi étant de 22 850, l'indicateur de concentration d'emploi est de 123,9 %, ce qui signifie que la zone d'emploi offre un peu plus d'un emploi par habitant actif,.

### Entreprises et commerces

#### De l'agriculture à l'industrie
Du Moyen Âge à l'époque contemporaine, l'activité économique de Suresnes est principalement tournée vers l'exploitation de prés et de vignes sur les coteaux du mont Valérien, dont la réputation participe à la renommée du village. Le pèlerinage sur le calvaire conduit également au développement de structures d'accueil des fidèles de la région (hôtellerie, tavernes, etc.). Au milieu du XIXe siècle, les rives de la Seine voient construire des guinguettes à destination de clients surtout Parisiens, au fur et à mesure que le réseau de transport vers la capitale se densifie (train, tramway, bateaux). Des activités proto-industrielles commencent aussi à se développer (notamment des teinturiers) mais c'est surtout à partir de la fin du siècle et du début du suivant, dans le contexte de la Révolution industrielle, que la vie économique de Suresnes se modifie radicalement. Les industries quittent alors la capitale pour la banlieue, à la recherche d'espace et de voies de communication pour véhiculer le charbon nécessaire à la production (notamment via la Seine), ou naissent in situ au fil des rapides avancées technologiques.

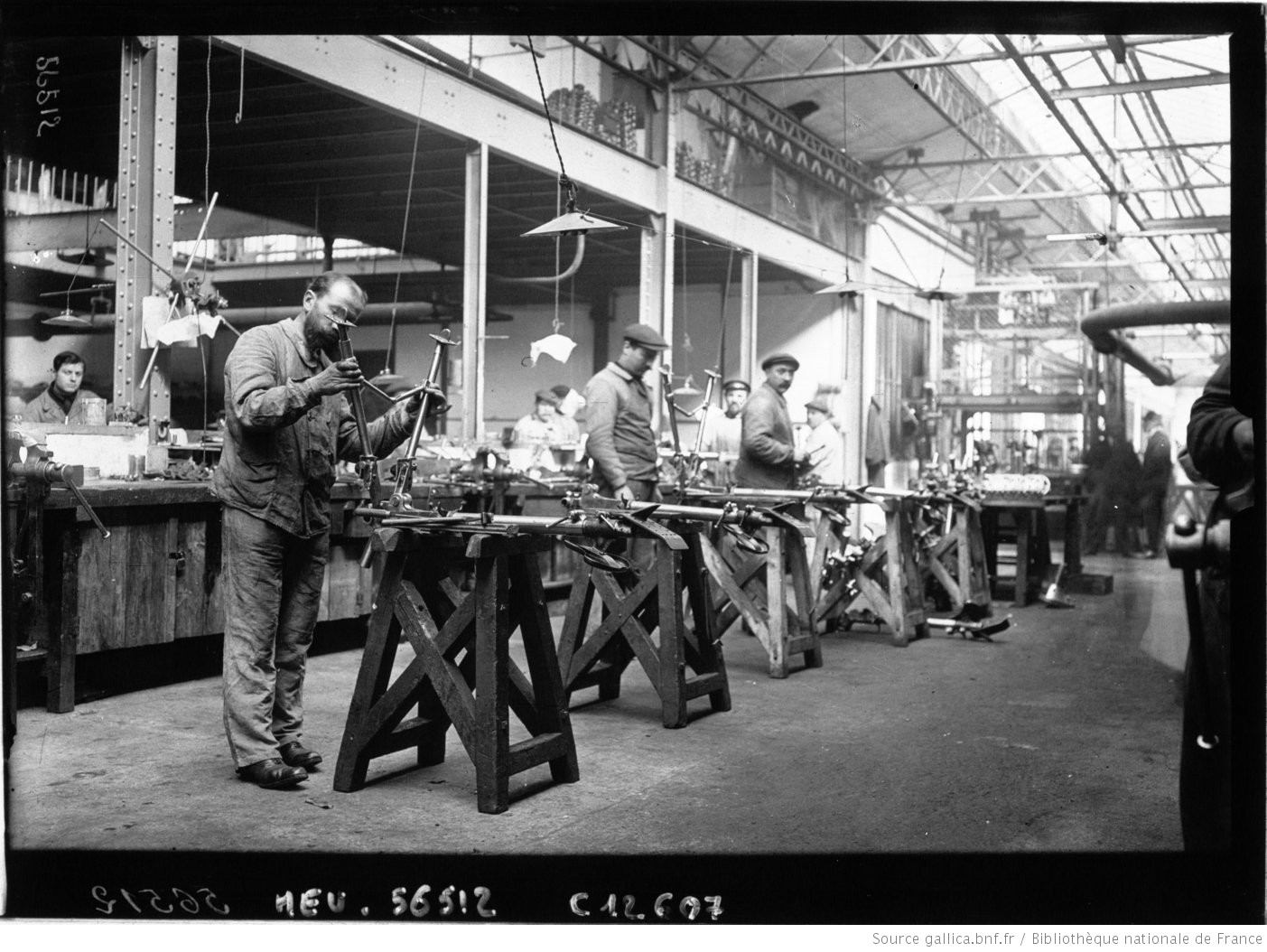
Fabrication des mitrailleuses dans l'usine Darracq pendant la Première Guerre mondiale.

Tournée initialement vers les industries pionnières de l'automobile (Darracq, Talbot, Le Zèbre, Latil ou encore Saurer) et de l'aviation (Levavasseur, Nieuport et Blériot Aéronautique) à partir des années 1890-1900, Suresnes voit ensuite s'installer d'autres entreprises comme le fabricant de postes récepteurs La Radiotechnique ou l'usine de biscuits Olibet, qui emploie 400 ouvriers, dont 80 % de femmes. L'arrivée de ces nouvelles activités modifie en profondeur les bords de Seine de la commune, où s'élèvent alors de nombreuses usines. Outre la transformation de la morphologie urbaine, le petit village laissant place à une ville industrielle, la population ouvrière s'accroit fortement, ce qui conduit dans l'entre-deux-guerres le maire Henri Sellier à multiplier la construction de logements sociaux et d'équipements scolaires, médicaux et de loisirs,.

#### Reconversions

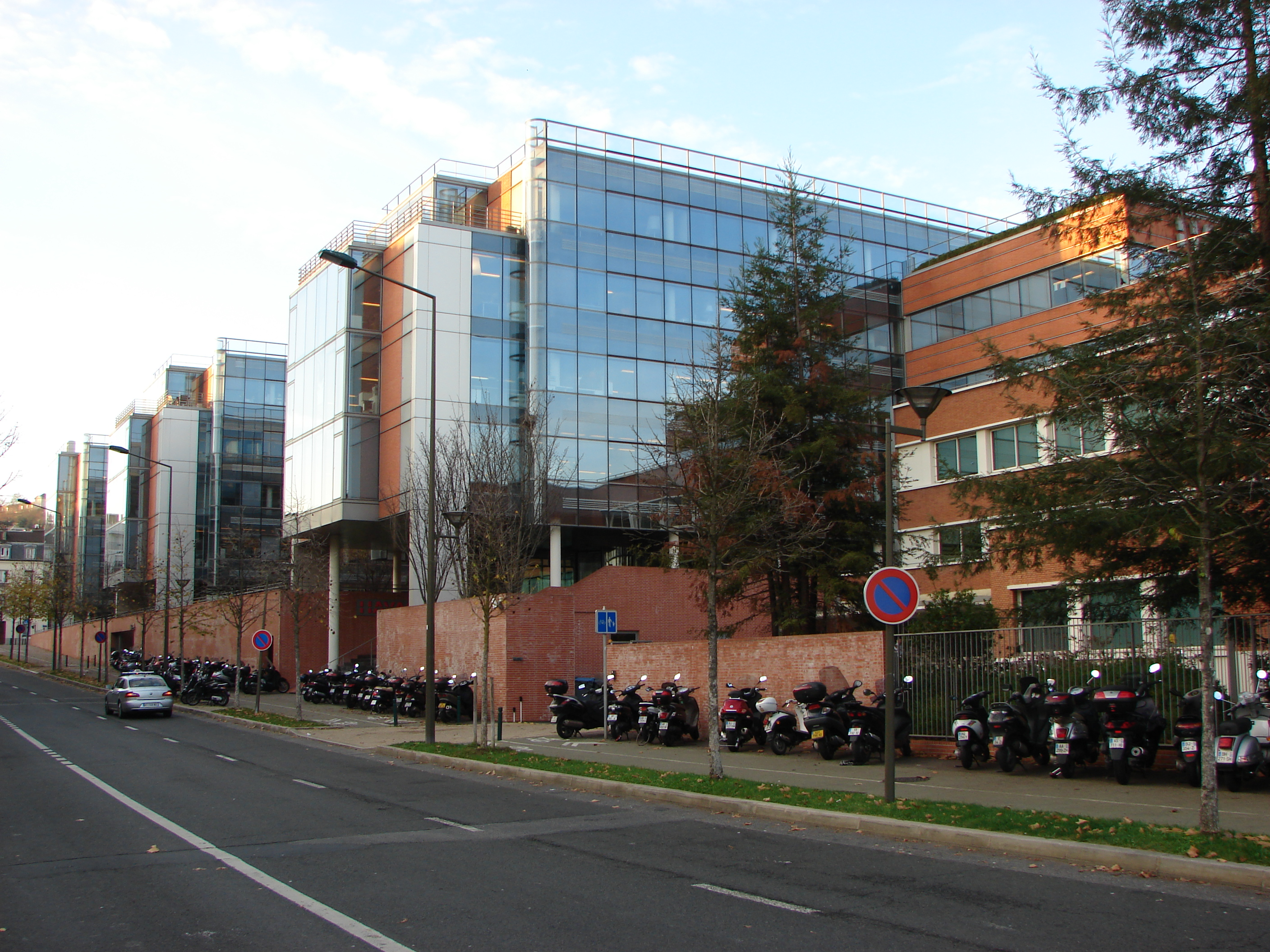
L'ancienne parfumerie Coty et son extension contemporaine.

L'activité industrielle décroit fortement au milieu du XXe siècle, avant de disparaître, laissant de nombreuses friches se développer jusqu'aux années 1970-1980, avant leur destruction, bientôt remplacées par des bâtiments modernes et des sièges de grandes entreprises ou du tertiaire, notamment le long du quai Gallieni.
Dans les années 1980-1990, de nouvelles entreprises s'installent ainsi à Suresnes, sortant la ville d'une période de déclin, notamment Schneider, Laden, Ignis, Cegetex, Saint Gobain Isover, Coriolis, Mexmark, Sony Pictures, Biopharma, le central téléphonique du PMU ou encore des agences de publicité. Aérospatiale y regroupe ses activités de recherche et développement, tandis que la Société européenne de propulsion y crée des moteurs de lanceurs de satellites. En octobre 1988, Suresnes reçoit la Marianne d'Or de l'essor économique
L'usine Coty peut être citée comme un exemple de cette reconversion de l'ancienne industrie suresnoise : en 1909, l'industriel François Coty développe dans son usine des bords de Seine une « Cité des parfums », qui emploie jusqu'à 4 000 personnes sur 500 000 m2. Le parfumeur y conçoit L'Origan, Ambre Antique, Au Cœur des calices, Chypre ou encore Émeraude. Devant le succès rencontré, l'usine est agrandie. Vers 1936, l'architecte Jean Barot construit de nouveaux bâtiments, destinés à la savonnerie, la fabrication des poudres et fards, l'administration, les services sociaux, les magasins et les locaux techniques, la production de parfums se poursuivant dans l'édifice originel. L'entreprise y continue sa production jusque dans les années 1970. Plus tard, le site abrite l'usine de pellicules Agfa-Gevaert.
En 2003, la société Heines entame la rénovation de l'édifice en rajoutant une extension en verre de cinq étages sur le bâtiment original en briques, afin d'accueillir le siège du groupe de communication Havas-Euro RSCG,, remplacé en 2016 par le groupe Bel.
En 1998, la ville initie une charte de qualité Suresnes Qualité Plus (SQ+), désormais gérée par l'association pour la promotion de la qualité du commerce et de l'artisanat suresnois.

#### XXIesiècle

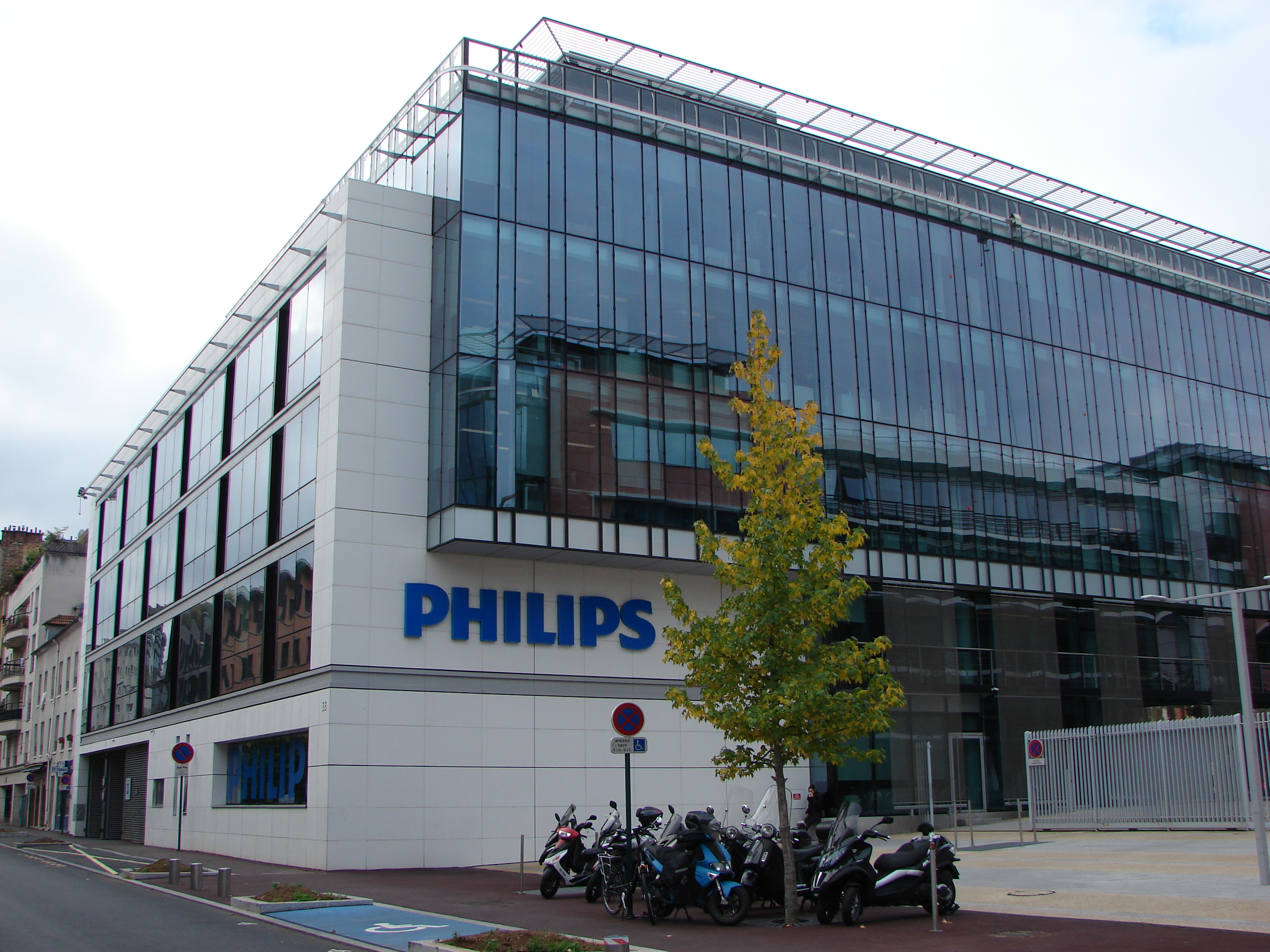
Entreprise Philips, 41-43 rue de Verdun, l'une des nombreuses entreprises ayant son siège à Suresnes.

En 2019, selon le Répertoire des entreprises et des établissements de l'INSEE, Suresnes compte 4 423 entreprises, allant de 1 à 1 000 salariés. 137 sociétés relèvent du secteur industriel. 7 000 personnes habitent et travaillent à Suresnes et 20 000 salariés d'autres communes viennent quotidiennement y travailler. L'hôpital Foch est le plus gros employeur de la ville, avec 2 300 salariés. En 2021, sur un parc total de 400 000 m2, le taux de vacance est de 8,1 %.
Spécialisés notamment dans les domaines du génie logiciel et des systèmes complexes, de la santé, des sciences de la vie et du numérique, les principaux pôles d'activités et de recherche présents à Suresnes sont l'hôpital Foch, Philips et Placo. Mais des entreprises y ont également localisé certaines de leurs divisions. Louis Dreyfus Armateurs, Servier (pharmaceutique), Bel (agro-alimentaire), Comme j’aime, Kaefer Wanner (leader français d’isolation thermique), Subsea 7 (infrastructures sous-marines) ou encore Messer France (gaz) y ont aussi leur siège. En 2001, la start-up de logiciels médicaux Voluntis est créée à Suresnes, avant d'entrer en bourse en 2019.
Le départ de certaines entreprises de la ville à la suite de fusions ou de regroupements en conduit d'autres à y effectuer des allers-retours, comme Dassault Systèmes qui avait quitté la ville, avant de finalement revenir en 2019 et d'implanter des activités dans le quartier République. Outre ces grands groupes, la commune accueille également des établissements de taille intermédiaire, des PME et des start-up, comme Merito (conseil en gestion), Gwards (sécurité), Whaller, Groupe XXII (intelligence artificielle) ou encore Serious Factory (réalité virtuelle).
Son centre-ville comprend, sur une zone semi-piétonne, plus de 200 commerces, dont de nombreux cafés-restaurants avec terrasse, ainsi que des enseignes nationales dans la galerie commerciale Bagatelle. Au total, Suresnes compte 600 commerces et artisans.
Il existe trois associations fédérant les entreprises de Suresnes : SUP Entrepreneurs, Club Protéine Suresnes et Suresnes Business Club,.
Suresnes dispose de deux marchés : le marché Zola, en plein-air sur la place du Général-Leclerc, dans le centre-ville (mercredis et samedis matin) alors uniquement réservé aux piétons, et le marché Caron-Jaurès, sous une halle couverte, près de la cité-jardin (jeudis et dimanches matin),.

## Culture locale et patrimoine

### Lieux et monuments
La commune comprend de nombreux monuments répertoriés à l'inventaire général du patrimoine culturel de la France :
- L'église du Cœur-Immaculé-de-Marie ;
- Le lycée Paul-Langevin, à la demande de Henri Sellier est créé par Maurice Payret-Dortail en 1927[196]. Le lycée, anciennement école maternelle et primaire, est doté d'une piscine et d'un gymnase classé monument historique ;
- Le cimetière Carnot (vieux cimetière, créé en 1810, où sont enterrées de nombreuses personnalités, dont le maire Henri Sellier[197]) et le cimetière Voltaire (nouveau cimetière, ouvert en 1892[198]). Le cimetière des Bulvis, à Rueil-Malmaison, est également l'un des trois cimetières municipaux de Suresnes[199],[200]. Il existe enfin un cimetière actif dans la première partie du XIXe siècle, abandonné de nos jours et situé dans l'enceinte de la forteresse, le cimetière du Mont-Valérien[201] ;

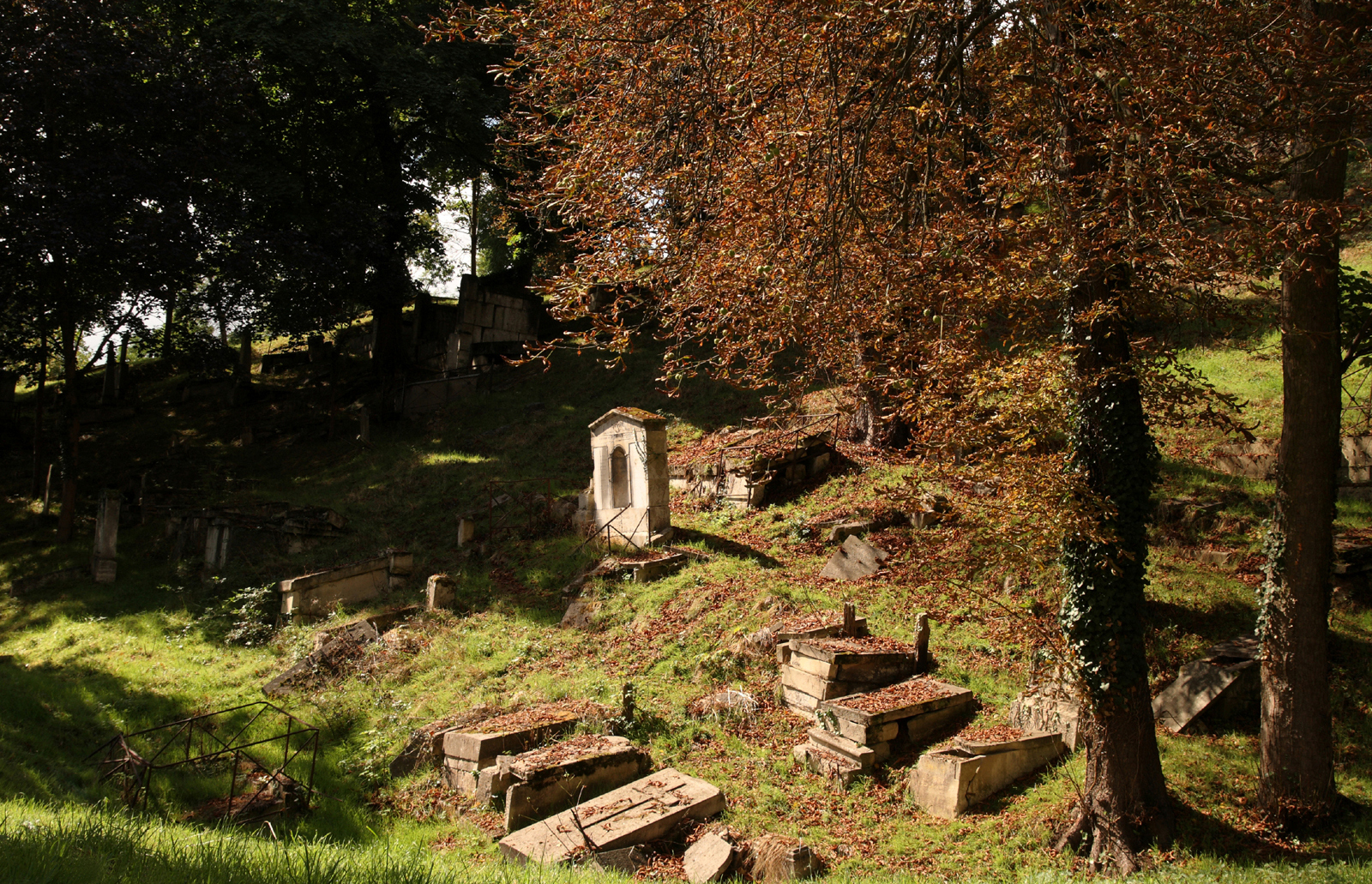
Cimetière du Mont-Valérien.
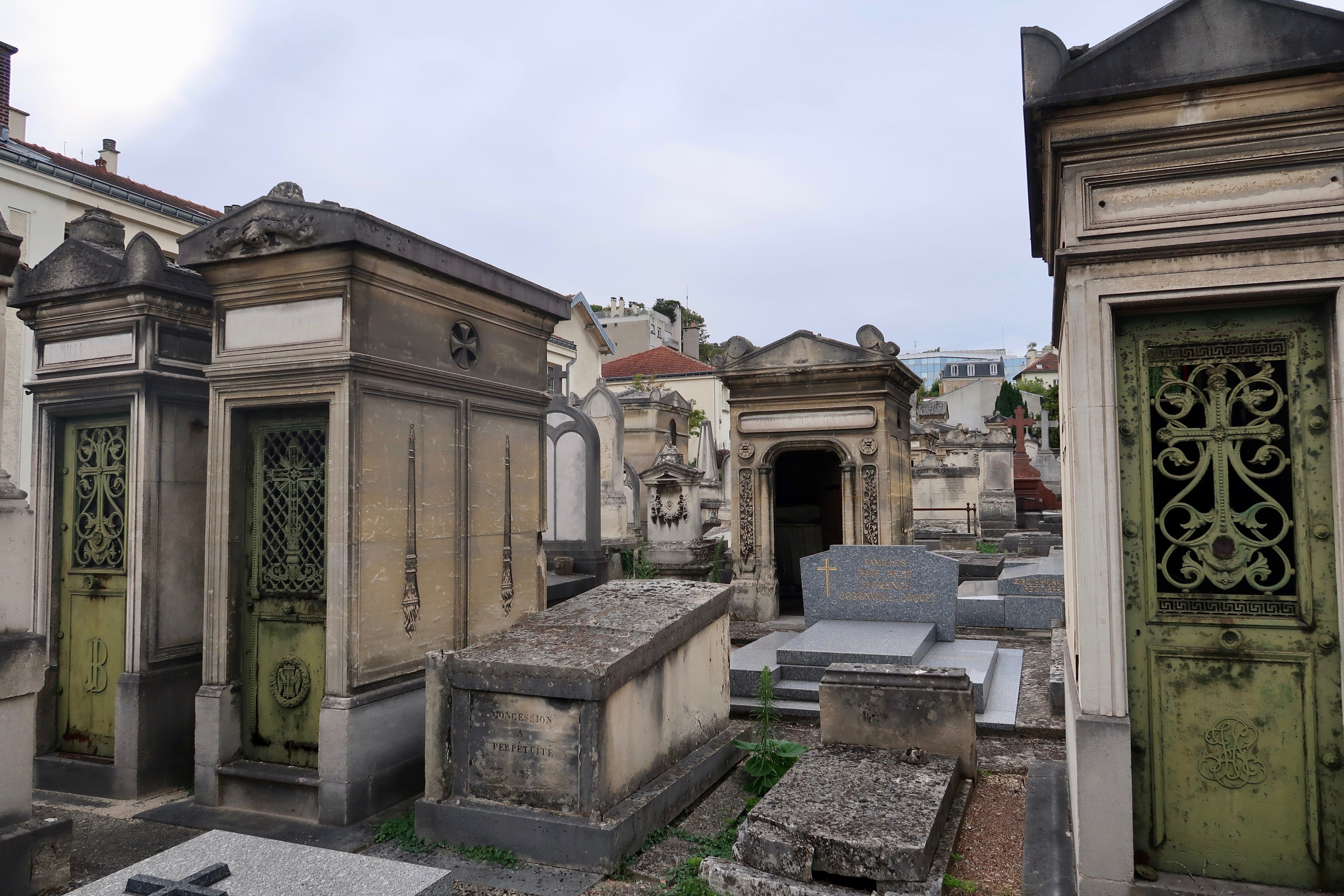
Cimetière Carnot.
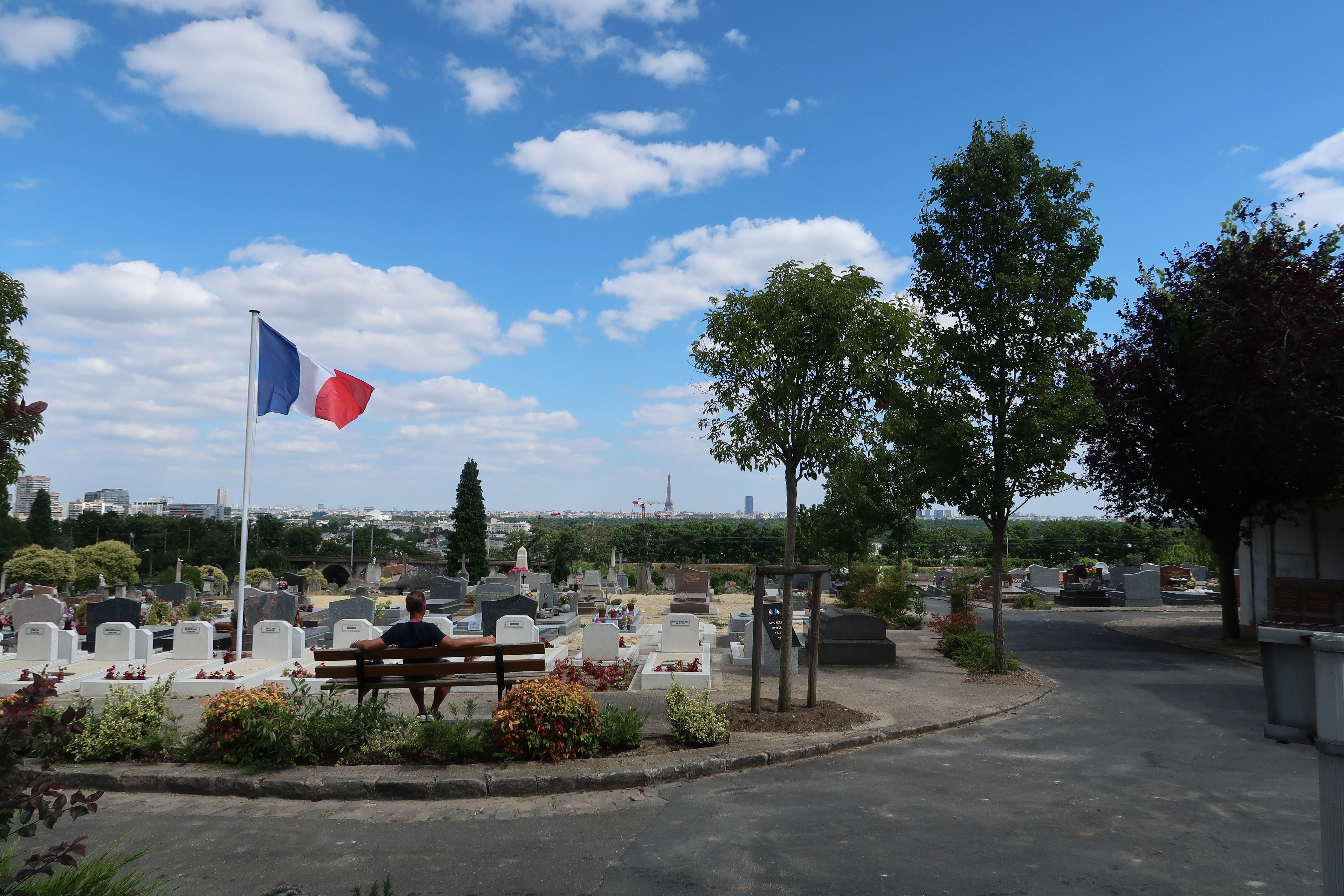
Cimetière Voltaire.
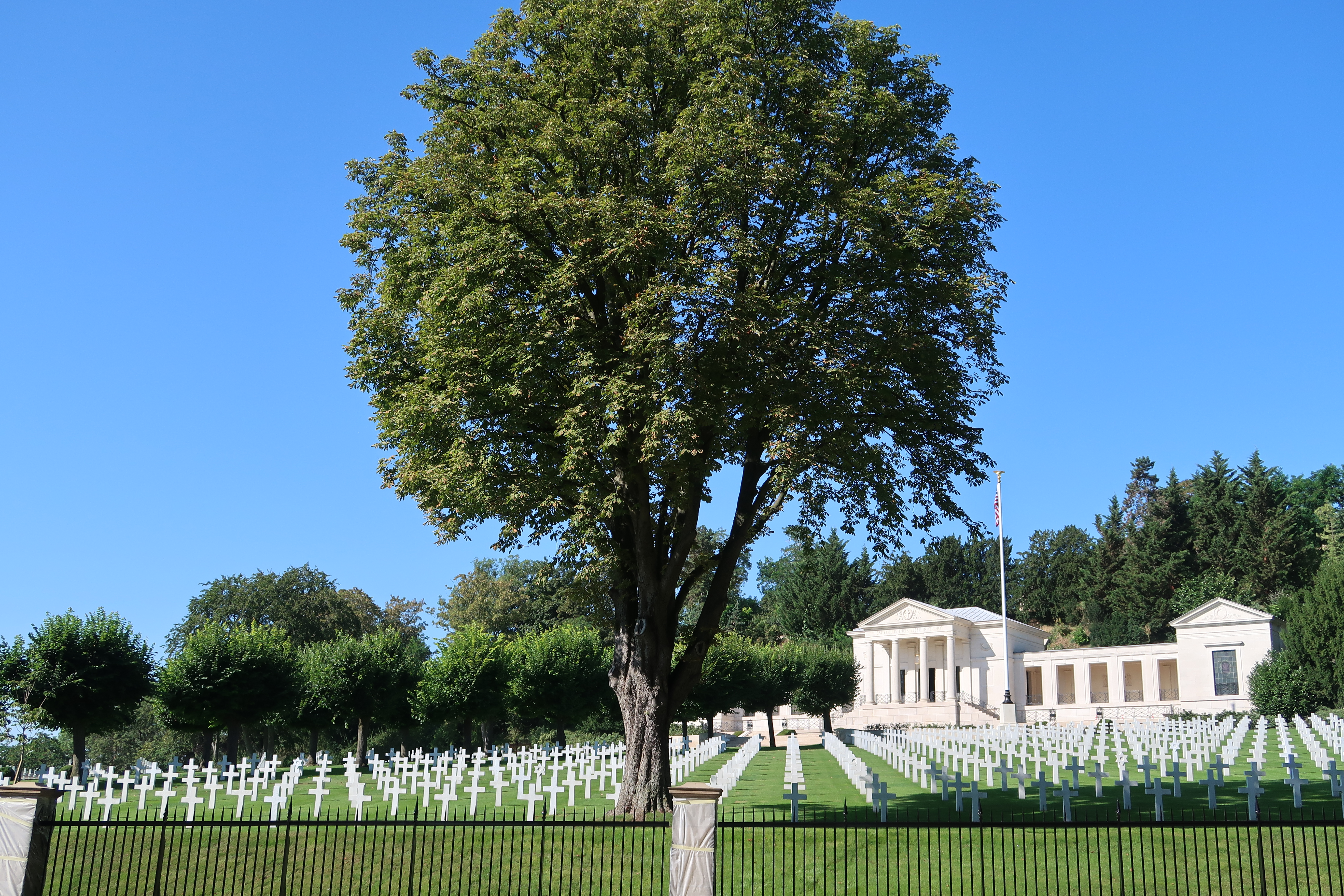
Cimetière américain.

- Au mont Valérien :
  - Forteresse du Mont-Valérien ;
  - Mémorial de la France combattante ;
  - Cimetière américain de Suresnes ;
  - La terrasse du Fécheray, offrant une vue sur Suresnes, Paris et La Défense[202] ;
- Théâtre Jean-Vilar ;
- Cité-jardin de Suresnes ;
- L'école de plein air de Suresnes, construite de 1932 à 1936 par les architectes Eugène Beaudouin et Marcel Lods, fait l'objet d’un classement au titre des monuments historiques depuis le 24 avril 2002[203] ;
- Barrage-écluse de Suresnes[204].

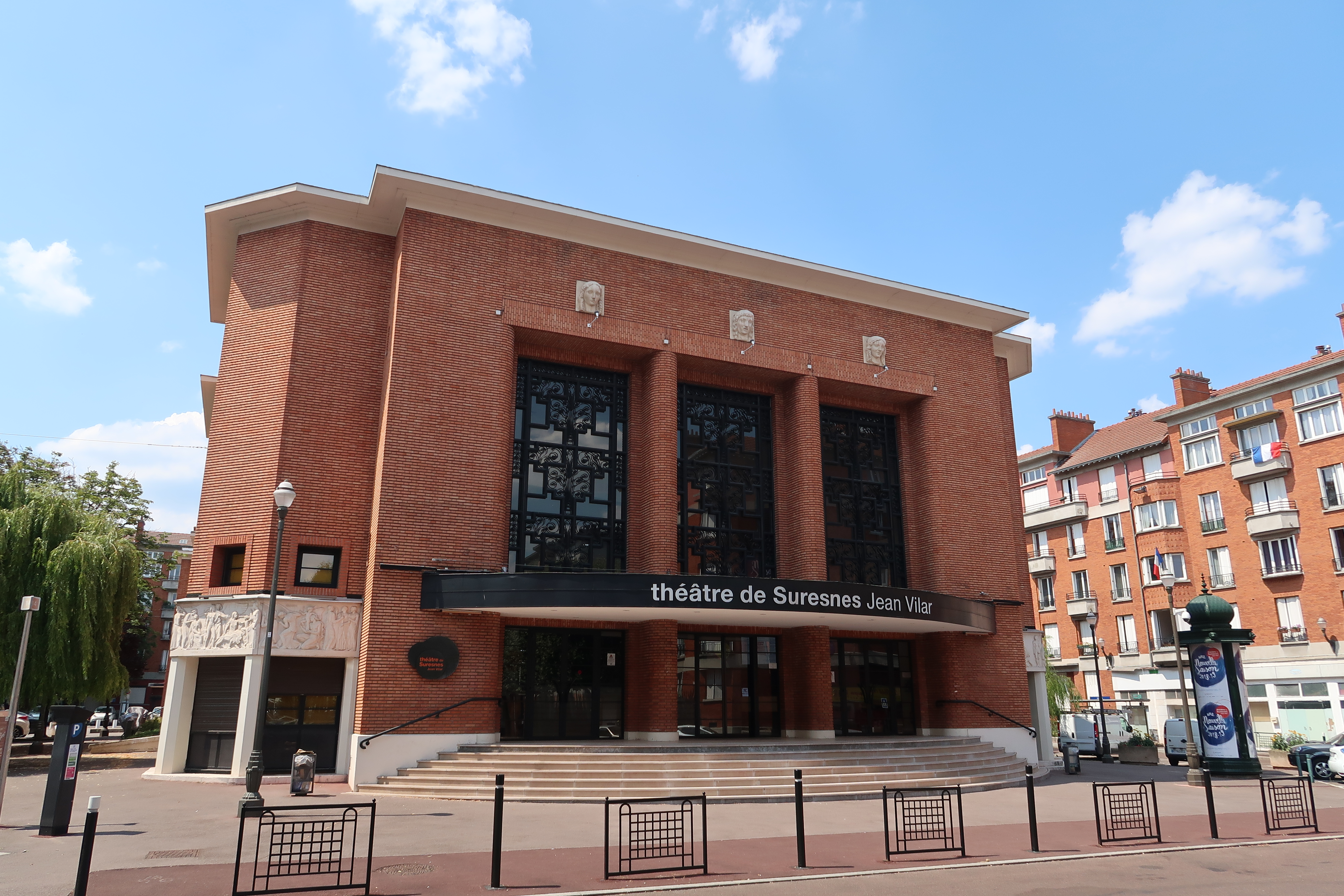
Théâtre Jean-Vilar au cœur de la cité-jardin de Suresnes.
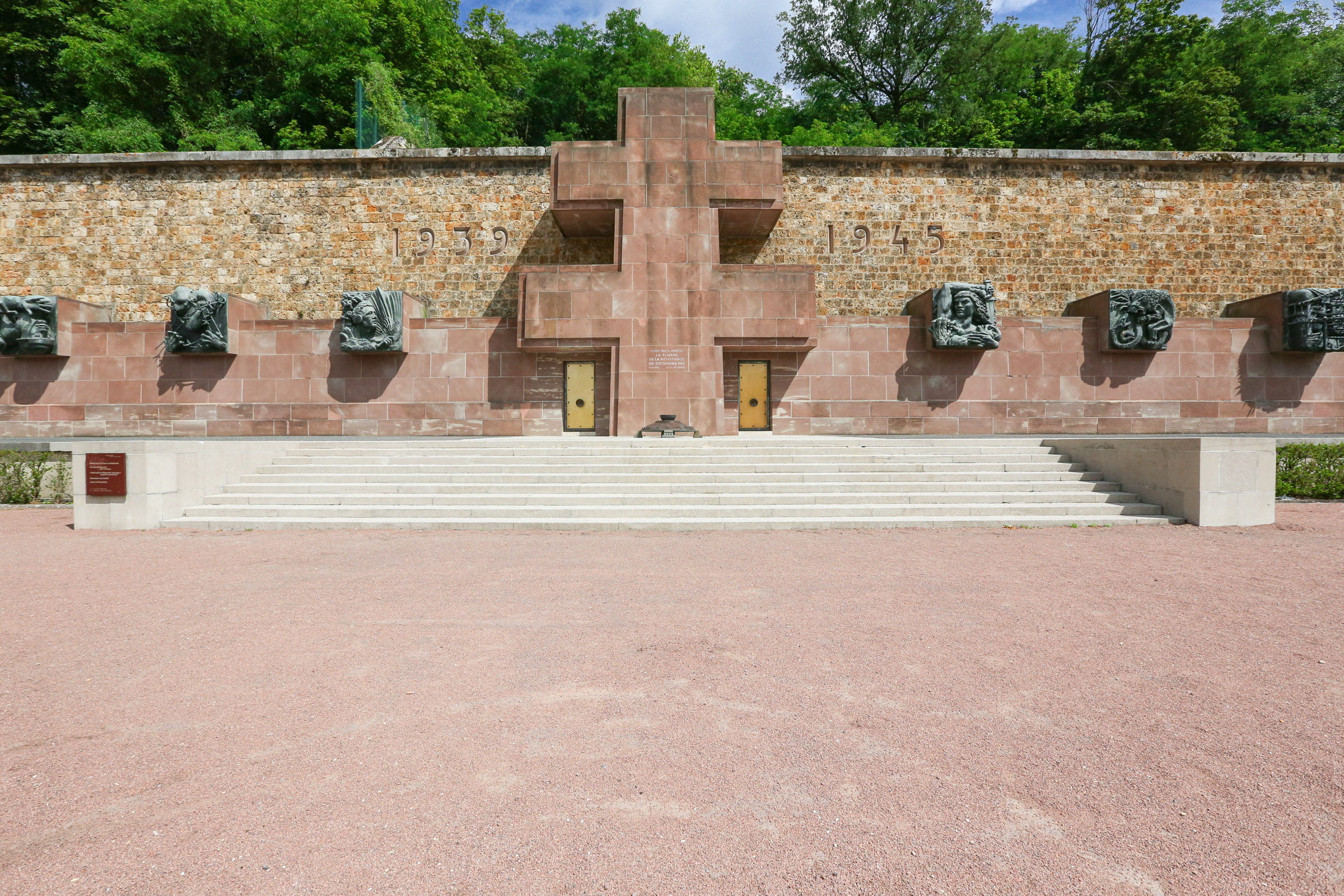
Croix de Lorraine au pied du fort du Mont-Valérien, mémorial de la France combattante.
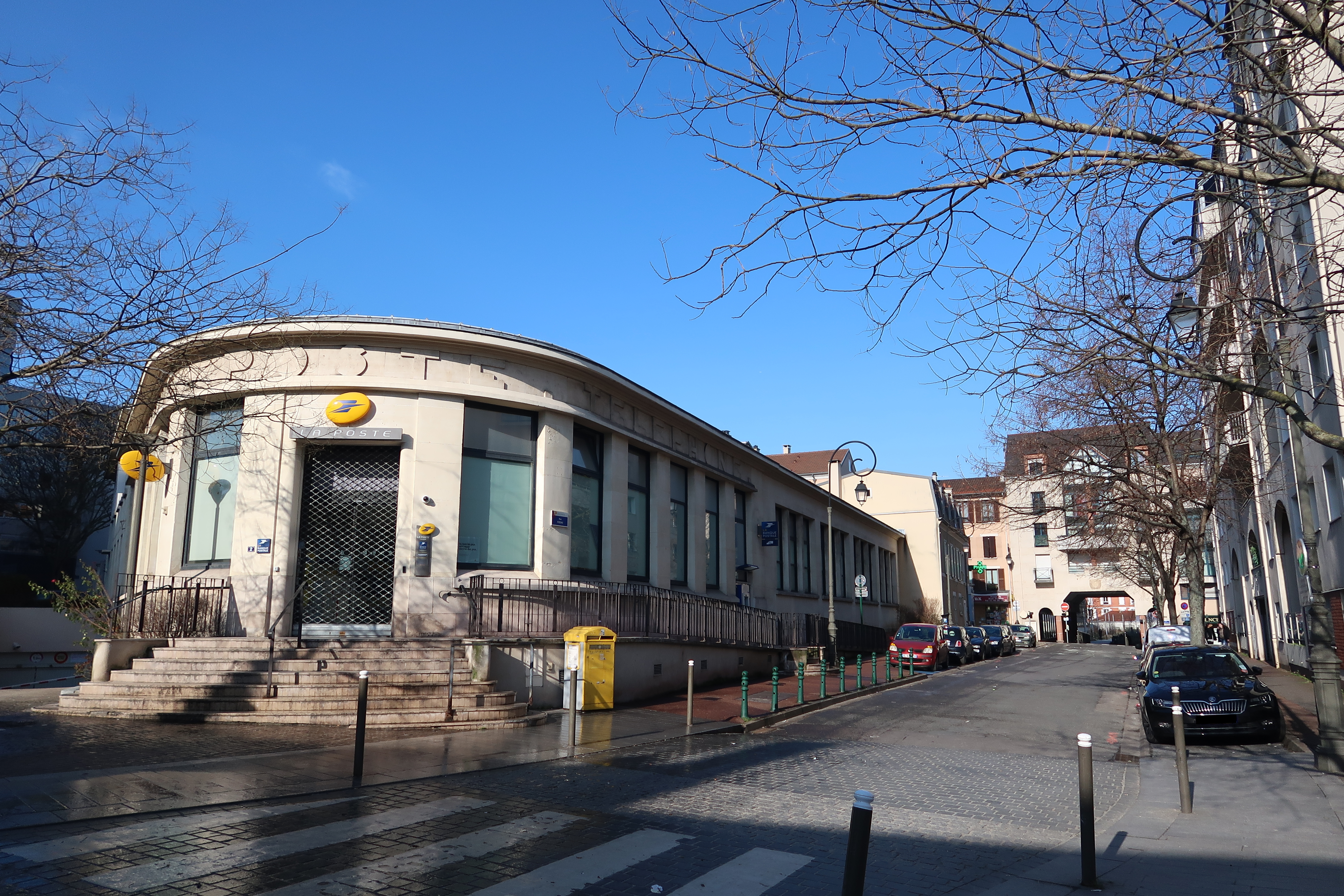
La poste du centre-ville, construite en 1957.
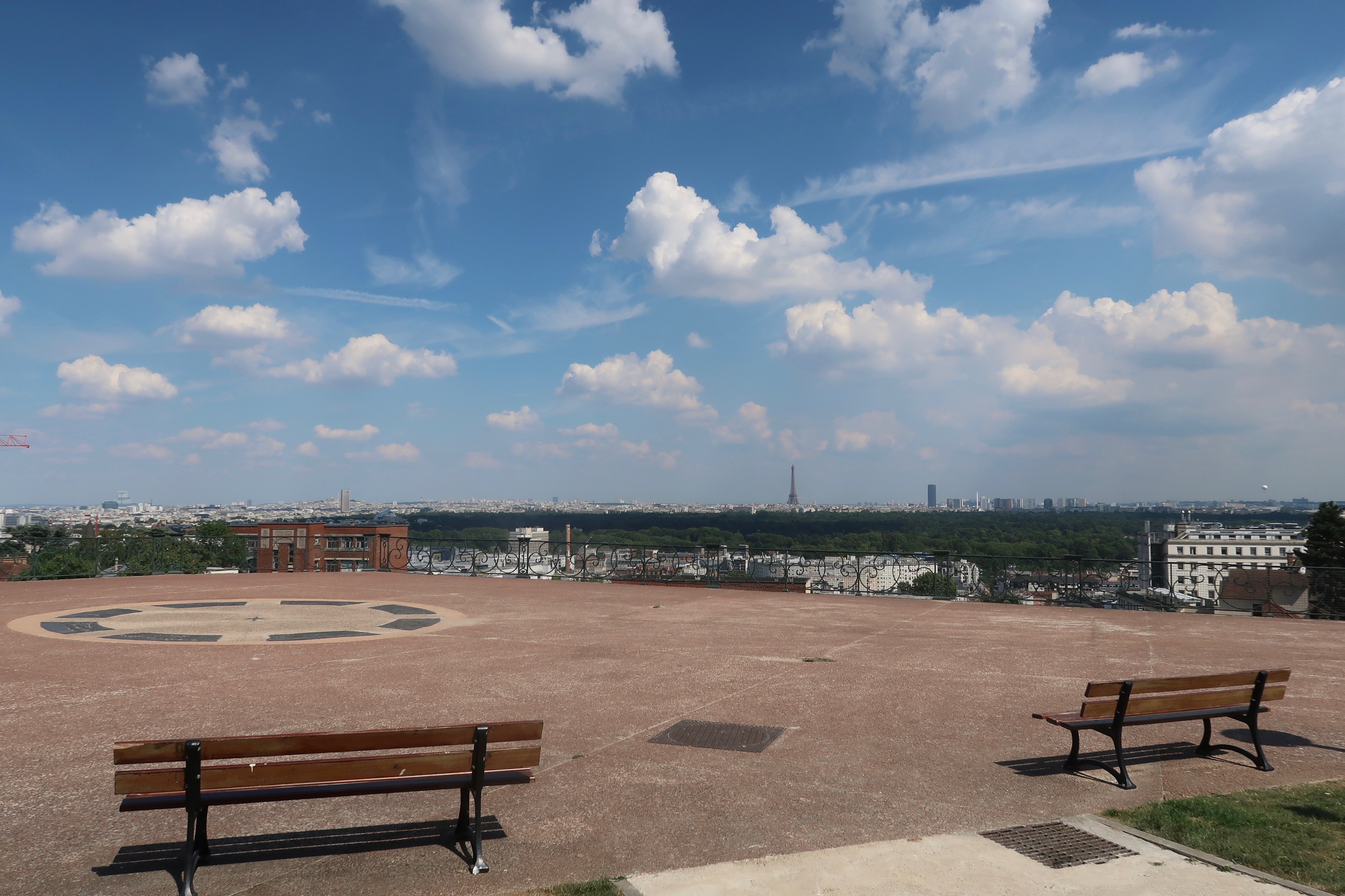
Vue de la terrasse du Fécheray.

### Suresnes et les arts

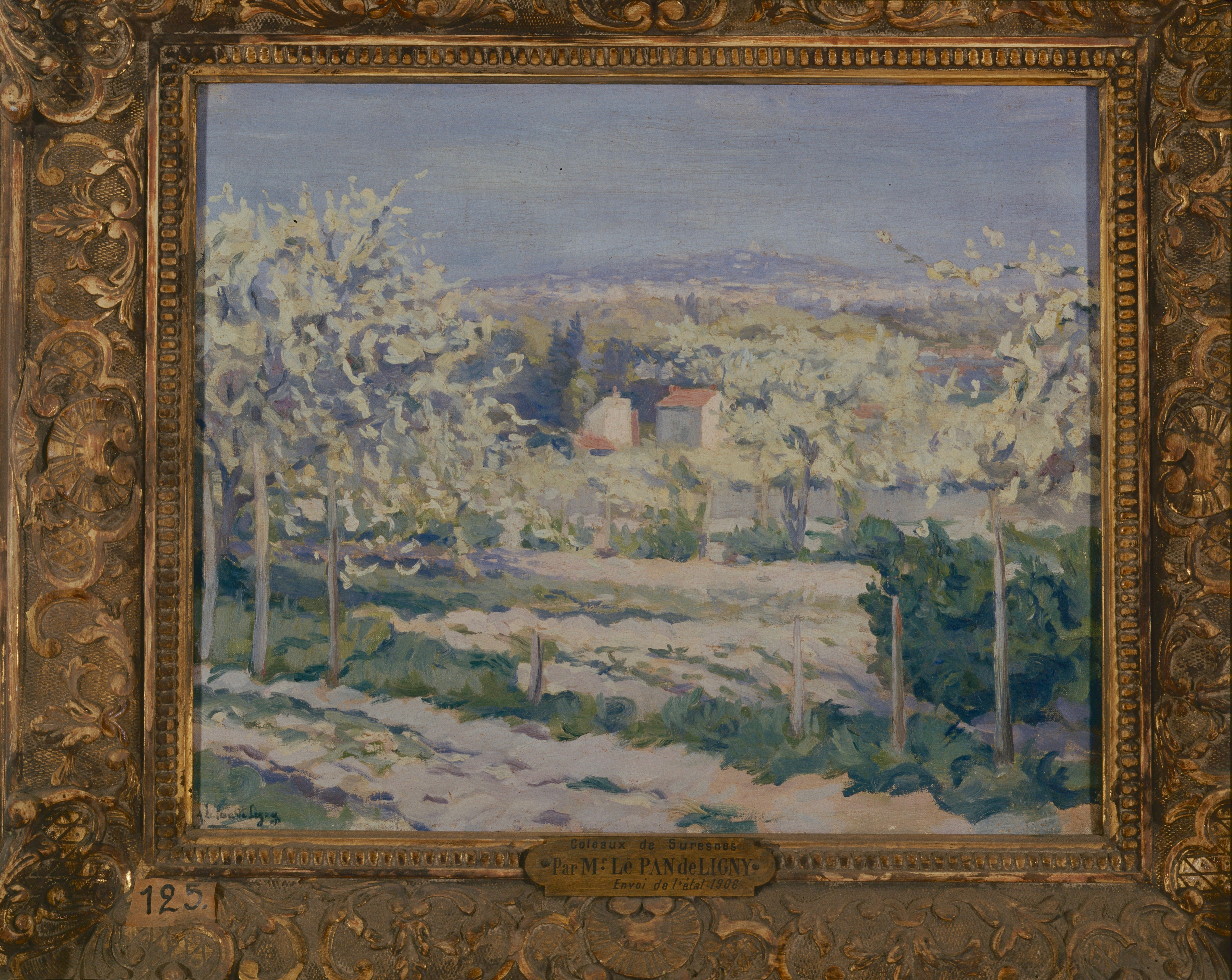
Joseph Le Pan de Ligny, Coteaux de Suresnes, arbres en fleur.

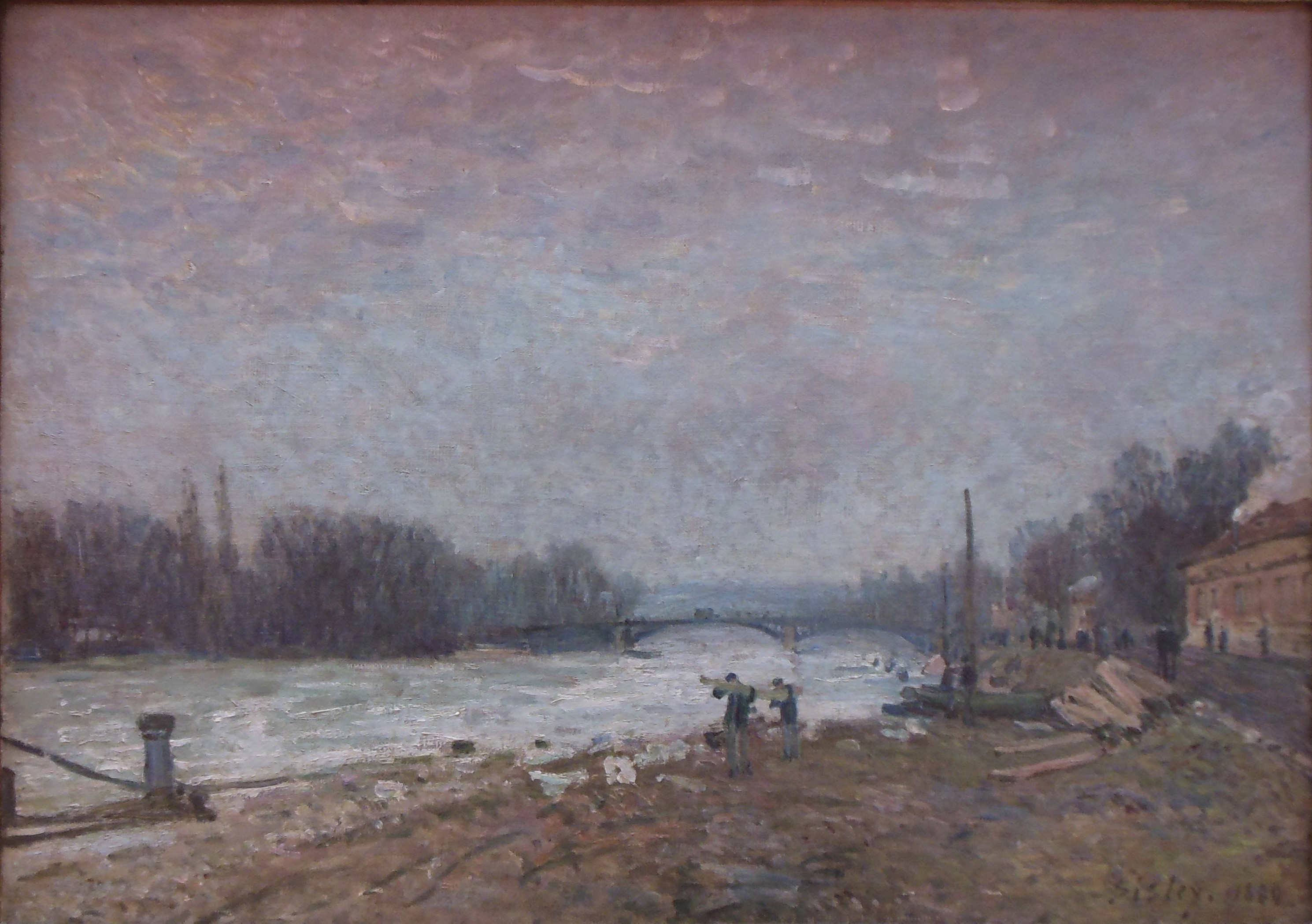
Alfred Sisley, Après la débâcle, la Seine au pont de Suresnes.

#### Chanson
Plusieurs chansons ont Suresnes comme thème. Un disque avec Germaine Montero, Mathé Altéry et Louis Arbessier, orchestre sous la direction d'Hubert Rostaing, a été édité par la firme Pathé Marconi à l'occasion du milcinquantenaire de la commune (1968), : couplets du vin de Suresnes, extraits de l'opérette Le Grand Mogol d'Edmond Audran ; Avril à Suresnes, extraits de La Tulipe orageuse d'Armand Lanoux ; En r'venant de Suresnes d'Émile Spencer ; Suresnes sur un texe d'André Hardellet et une musique de Christiane Verdier, etc.
Marcel Mouloudji a composé la chanson En passant par Suresnes (« En passant par Suresnes / La belle j'ai rencontré / Démon, ange ou sirène / Elle m'a comme envoûté »…). Il a vécu quinze ans dans la commune. Une école maternelle et élémentaire (10-12 rue de Sèvres) porte depuis son nom en son honneur.
La chanson Rue Roger-Salengro (2010) de Juliette fait référence à sa jeunesse passée à Suresnes.

#### Cinéma
Plusieurs scènes de films ont été tournés à Suresnes, par exemple Le Tatoué (1968) de Denys de La Patellière, avec Jean Gabin et Louis de Funès.
La commune donna même son nom à un feuilleton télévisé, Les Demoiselles de Suresnes (1968).

#### Littérature
Dans sa nouvelle Au Printemps (1881), Guy de Maupassant mentionne les navettes fluviales de la région parisienne : « J'arrivai au bord de la Seine. Des bateaux à vapeur filaient vers Suresnes, et il me vint soudain une envie démesurée de courir à travers les bois ».

#### Peinture
Plusieurs peintres ont représenté Suresnes. On peut citer Joseph Le Pan de Ligny (Coteaux de Suresnes, arbres en fleur), Constant Troyon, Alfred Sisley (La Seine près de Suresnes, 1879 et Après la débâcle, la Seine au pont de Suresnes, 1880), Gaston de La Touche (Vue de Suresnes, 1886), Georges Pajot (Suresnes vue du Mont Valérien, 1890) ou encore Henri Rousseau (La Seine à Suresnes).

#### Équipements culturels et associatifs
En 2000 est créé Suresnes Animation, qui gère des activités de loisirs et de lien social dans plusieurs centres dans les différents quartiers de Suresnes. On peut aussi citer le Conseil communal de la jeunesse (CCJ) et Suresnes information jeunesse (SIJ).

##### Théâtre
Construit en 1938, le théâtre Jean-Vilar (initialement baptisé « centre de loisirs Albert-Thomas ») accueille depuis 1993 le festival international de rencontres entre la danse contemporaine et le hip-hop Suresnes Cités Danse. Cette manifestation a permis à son directeur Olivier Meyer de créer un « pôle de production, diffusion et transmission de la danse hip-hop » appelé Cités danse connexions, et inauguré le 14 décembre 2007. Ce centre accueille trois chorégraphes en résidence par an, des programmes pédagogiques destinés aux danseurs, et une salle de 230 places.

##### Bibliothèques
La première bibliothèque municipale de Suresnes date de 1863. Il s'agit alors d'une salle de la mairie destinée à développer l'instruction et de la culture des ouvriers suresnois. Après avoir occupé un local rue Melin, elle déménage en 1924 dans l'ancien presbytère, alors situé boulevard de Versailles. En 1974, trois bibliothèques de quartiers s'y ajoutent, ainsi qu'un biblio-club destiné aux enfants et un bibliobus. Le bâtiment principal est transféré dans la cité de l'Europe en 1979 puis, en 1997, provisoirement déplacé rue des Carrières, afin de permettre la construction à sa place de l'actuelle médiathèque de Suresnes, qui ouvre en 2000.
De nos jours, Suresnes administre deux bibliothèques : la médiathèque principale, dans le quartier centre-ville (5 rue Ledru-Rollin), qui propose 130 000 documents sur 2 000 m2, et la bibliothèque des Sorbiers dans le quartier cité-jardin (5 allée des Platanes). Cette dernière ferme en 2019, remplacée par la médiathèque de la Poterie (10 allée Jean-Baptiste-Lully), qui ouvre dans le même quartier début 2020.
Par ailleurs, chaque établissement scolaire dispose d'une bibliothèque-centre documentaire, progressivement installées à partir de 1988.

##### École d’arts plastiques
L’école d’arts plastiques enseigne neuf disciplines : peinture, aquarelle, arts graphiques, vidéo, photographie, sculpture, céramique, dessin et histoire de l'art (« La passerelle des arts », avenue du Général-de-Gaulle, quartier centre-ville).

##### Cinéma et musique

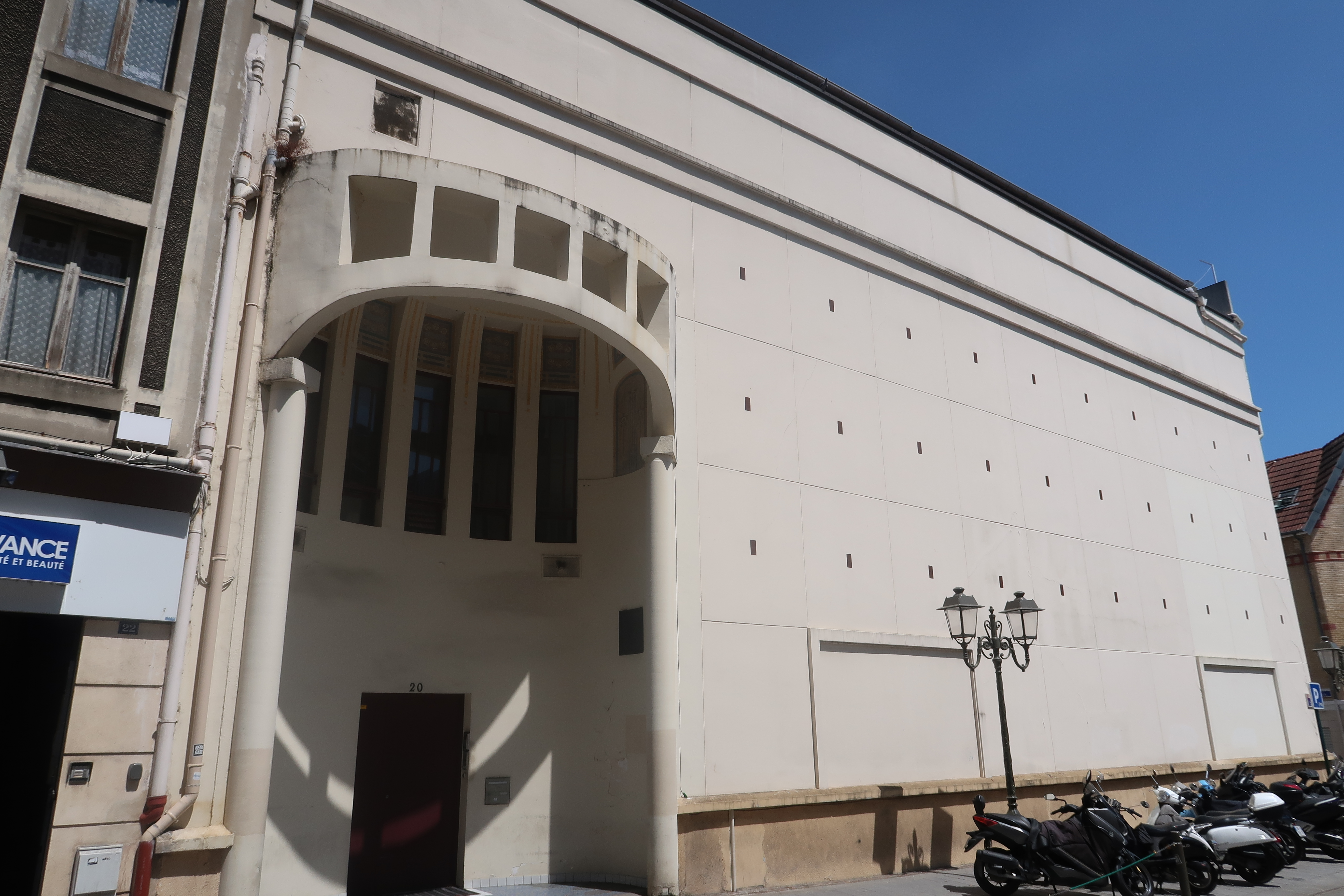
Le studio Guillaume Tell, premier cinéma de Suresnes (sous le nom Le Capitole), devenu un studio d'enregistrement.

En 1920, la construction d'un cinéma est autorisée, 20 avenue de la Belle-Gabrielle. Nommé Le Capitole, il compte 900 places. Il ferme en 1985 et est remplacé l'année suivante par le studio Guillaume Tell, destiné à l'enregistrement musical. En 1999, un nouveau cinéma Le Capitole ouvre 3 rue Ledru-Rollin. Classé « art et essai « et labellisé « jeune public », il dispose de quatre salles (644 places), proposant des rencontres avec des réalisateurs ou des comédiens plusieurs fois par an.
Si Le Capitole était le premier cinéma de la ville, il y eut par la suite jusqu'à six autres cinémas à Suresnes, la plupart disparaissant dans les années 1950 ou 1960 : le cinéma municipal de la salle des fêtes (place de la mairie) à partir de 1920, celui de la guinguette Le Moulin-Rose (boulevard de Versailles, actuel boulevard Henri-Sellier), Le Kursaal du Val d'Or (1, rue Carnot), le Magic Ciné (22, avenue de Verdun), le Novelty, anciennement Kursaal jusqu'en 1938 (38, avenue Jean-Jaurès) et Le Suresnes, dans l'actuel théâtre Jean-Vilar.
Le conservatoire de musique, de danse et d'art dramatique de Suresnes est reconnu « à rayonnement communal » par le ministère de la Culture. Disposant d'une équipe pédagogique des trente-deux professeurs, il accueille huit cents élèves. Créé en 1971, il est d'abord installé dans l'école Jules-Ferry, puis au « château de la Grève » de la rue Merlin-de-Thionville, puis au théâtre Jean-Vilar, avant de prendre ses quartiers en 2007 dans un nouveau bâtiment construit à la place de l'ancien centre commercial du Quadrant, 1 place du Puits-d'Amour, dans le quartier Centre-ville. Il est successivement dirigé par : le saxophoniste Georges Gourdet (1971-1992) ; Bruno Rossignol (1992-1997) ; Bruno Garlej (1997-2021) ; la pianiste et danseuse Rosine Dupuy (à partir de 2021),.
La ville de Suresnes a accueilli la Maîtrise des Hauts-de-Seine (dont le chœur d'enfants de l'Opéra de Paris). Créée en 1985 par le conseil général, elle siégeait dans les bâtiments du collège Henri-Sellier et comptait 470 enfants chanteurs âgés de 7 à 16 ans. En 2017, la Maîtrise déménage sur l'île Seguin (à Boulogne-Billancourt), intégrant les locaux de La Seine musicale.
Depuis 2006, l'école de musique La Nouvelle Gamme reçoit chaque année plus de 650 élèves de 3 à 93 ans et enseigne piano, guitare, batterie, chant, violon, saxophone, et musique électronique.

##### Musée d'Histoire urbaine et sociale

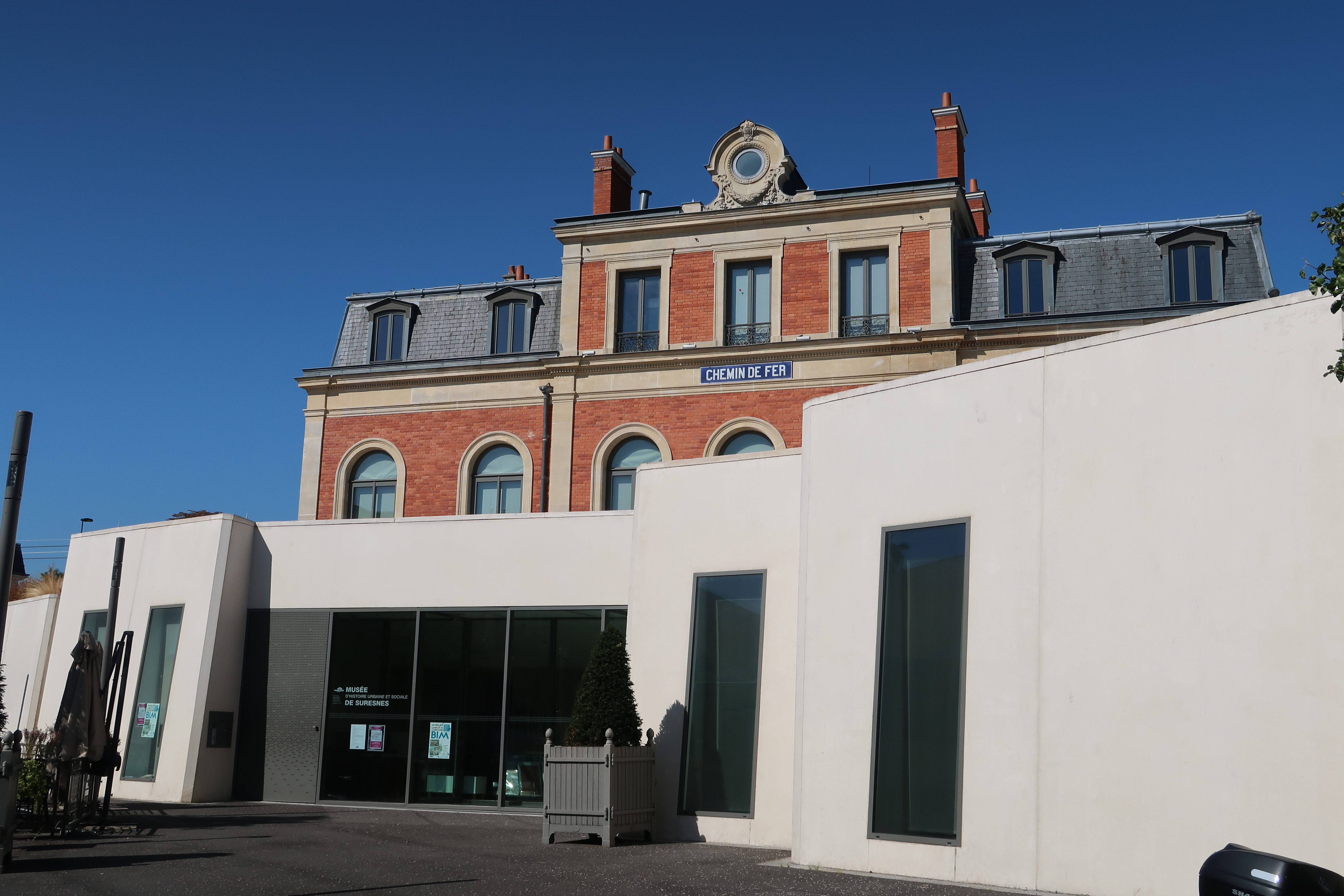
Le musée d'Histoire urbaine et sociale.

Le musée d'Histoire urbaine et sociale de Suresnes ouvre le 8 juin 2013 dans l'ancien bâtiment de la gare de Suresnes - Longchamp.
Présentant l'évolution de la ville, il est tout particulièrement axé sur l'urbanisme social des années 1920 et 1930. À travers sept séquences, les visiteurs découvrent ainsi le passé religieux et militaire du mont Valérien, l'histoire agricole et viticole de la ville puis le passé industriel avec ses entreprises de blanchisserie, biscuiterie, parfumerie, aéronautique, automobile et d'électroménager (Olibet, Coty, Worth, Darracq, Blériot, ou bien encore La Radiotechnique, devenue Philips).
Au premier étage, la personnalité d'Henri Sellier (maire de Suresnes de 1919 à 1941) est évoquée grâce à des dons de sa famille, ainsi que ses projets urbains (la cité-jardins en particulier) et ses projets sociaux (École de plein air, groupes scolaires, etc.) des années 1920-1930.
La muséographie est moderne et interactive, avec de nombreux multimédia pour tous les publics. Le projet architectural a été confié aux architectes « Encore Heureux ». Il s'appuie sur l'ancienne gare Suresnes - Longchamp, réhabilitée et dotée d'une extension moderne, permettant d'accueillir les espaces d'exposition temporaire, l'atelier, le centre de documentation.
Il est le point de départ d'un parcours dans la ville ponctué par 21 mâts, qui présentent les édifices majeurs de son histoire contemporaine.

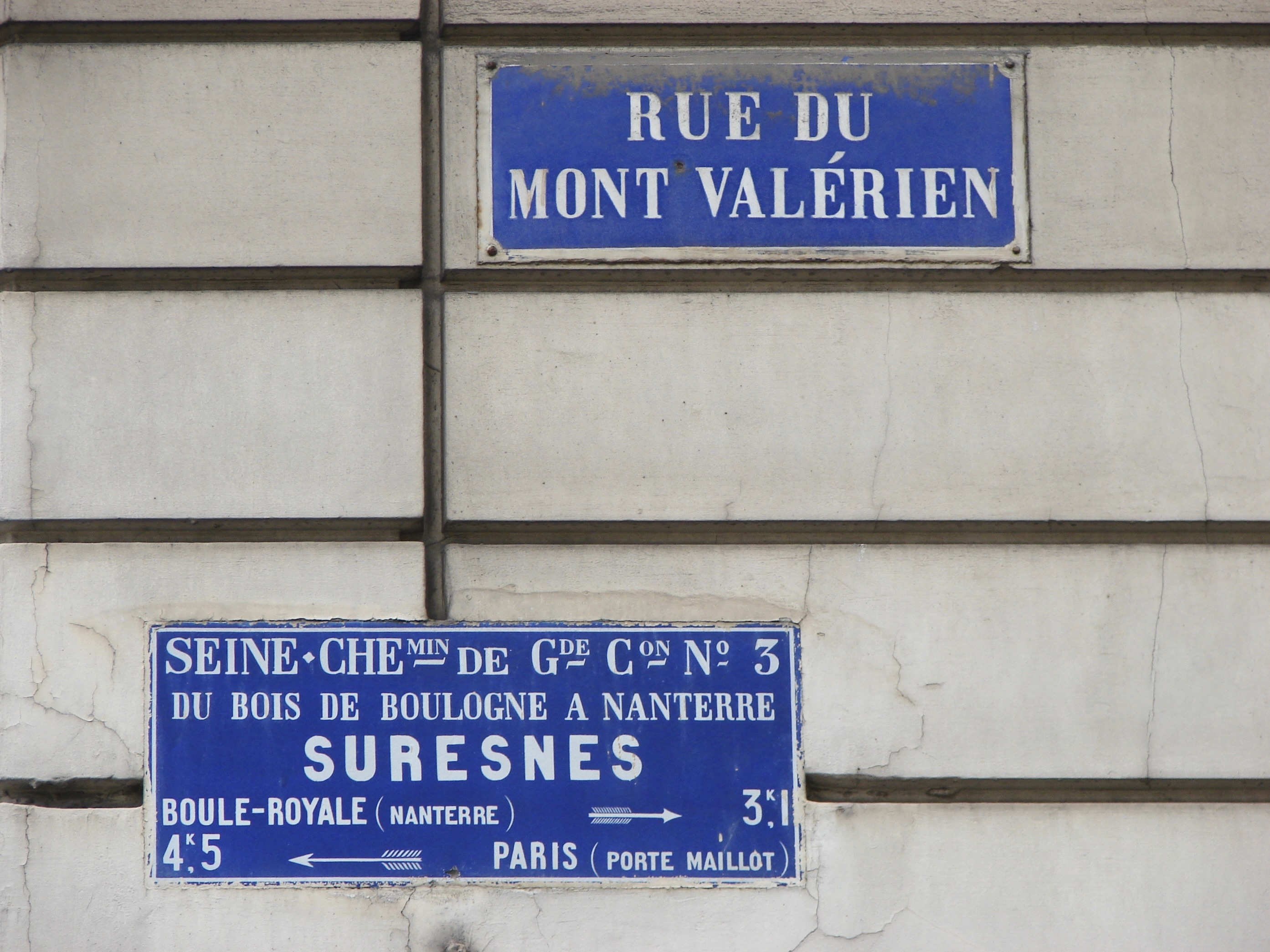
Plaque de la rue du Mont-Valérien à Suresnes.

À l'occasion de son exposition « Suresnes à travers le Mont-Valérien », le musée d'histoire urbaine et sociale de Suresnes propose l’atelier Plaques de rues.

##### Suresnes Auto-rétro
Suresnes organise chaque année en septembre une exposition de voitures anciennes sur la terrasse du Fécheray, en hommage à l'histoire industrielle de la commune, où plusieurs usines automobiles étaient installées. En 2019 a lieu la huitième édition ; environ 200 véhicules sont présentés.

### Spécialités gastronomiques
- Les sarments (chocolats).
- Les flâneries suresnoises.
- Les gigolettes de lapin à la suresnoise.

#### Vin de Suresnes
Situées sur les pentes du mont Valérien, 4 rue du Pas-Saint-Maurice, et offrant une vue panoramique sur Paris, les vignes de Suresnes comptent environ 5 000 pieds, pour une production annuelle de 4 000-5 000 bouteilles par an, vendues sur les marchés, à l’office du tourisme et sur Internet. Au milieu du site se trouve la cave, un bâtiment moderne conçu d’après les plans de l’œnologue Jacques Puisais. Le critique gastronomique Périco Légasse est responsable de la vinification. Les caves des vignerons se visitent sur rendez-vous.
Histoire

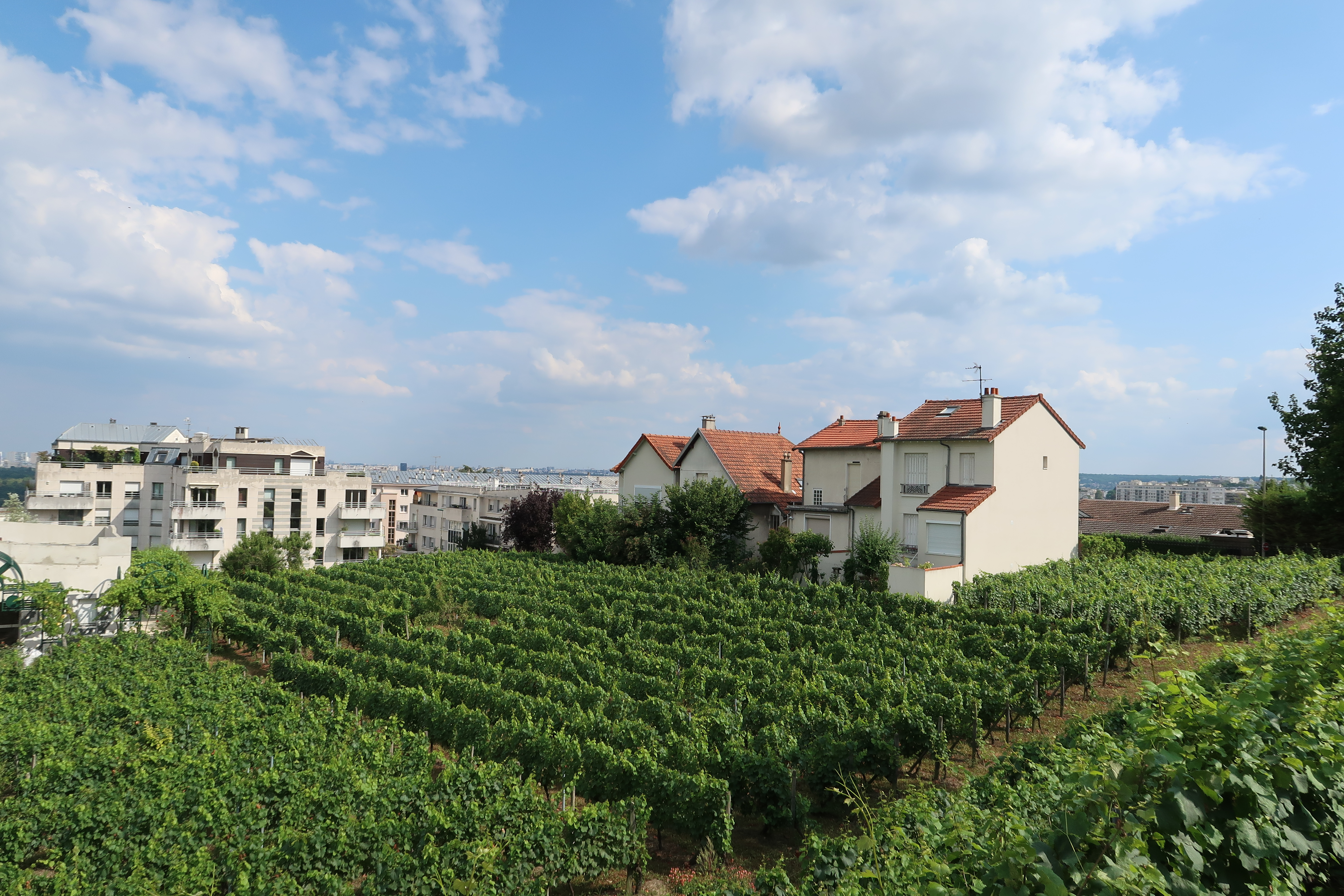
Vignes municipales de Suresnes, au Pas-Saint-Maurice.

Suresnes s'enorgueillit d'être la seule commune d'Île-de-France « à faire du vin dans les règles de l’art ». Depuis 1983, il existe même un adjoint au maire qui compte les « vignes » parmi ses délégations. Pour promouvoir cette activité, la municipalité s’appuie sur l’histoire, rappelant notamment qu’à la fin de l'Empire romain, l’autorisation de planter des vignes accordée aux habitants de Lutèce s'était accompagnée de l’arrivée de légionnaires, avec des pieds de vigne dans leurs bagages, donnant naissance au vignoble francilien. Au XIIe siècle, les moines de l'abbaye de Saint-Germain-des-Prés favorisèrent la culture de la vigne sur le mont Valérien, en raison de ses pentes, constamment ensoleillées, et de sa terre de bonne qualité. Sous l'Ancien régime, le vin de Suresnes était prisé des rois de France et fut même recommandé à ses patients par un chirurgien de l'Hôtel-Dieu, qui fit planter des vignes à Suresnes pour fournir son hôpital. À partir du XVe siècle, les cuvées de Suresnes portaient le nom « Clos des Seigneurs » et « Les trois arpents » ; il s'agissait surtout de vin blanc (chardonnay et meslier), plus à même de passer les rudes hivers de la région, et quelques plants de rouge (pinot noir), moins prisé. Bien plus tard, en 1799, Joséphine Bonaparte vint à Suresnes prendre un bain de raisins en fermentation pour soigner des rhumatismes, selon une thérapie prescrite par son médecin Jean-Joseph Sue.
Le vin de Suresnes a été célébré par des artistes, par exemple Guillaume Colletet en 1629, qui écrit un poème intitulé Le trébuchement de l'ivrogne, dont voici un extrait : « Par le pied du vieux Silène / Bref, par tous les appâts de ce vin de Surène… ». On peut également citer l’épître de l'abbé de Chaulieu sur le marquis de La Fare : « Et l'on m'écrit de Surène / au cabaret l'on a vu / La Fare et le bon Silène / qui, pour en avoir trop bu, / retrouvoient la porte à peine / du lieu qu'ils ont tant connu ». Florent Carton dit Dancourt compose aussi Les Vendanges de Suresnes (1695), pièce jouée au Théâtre-Français.

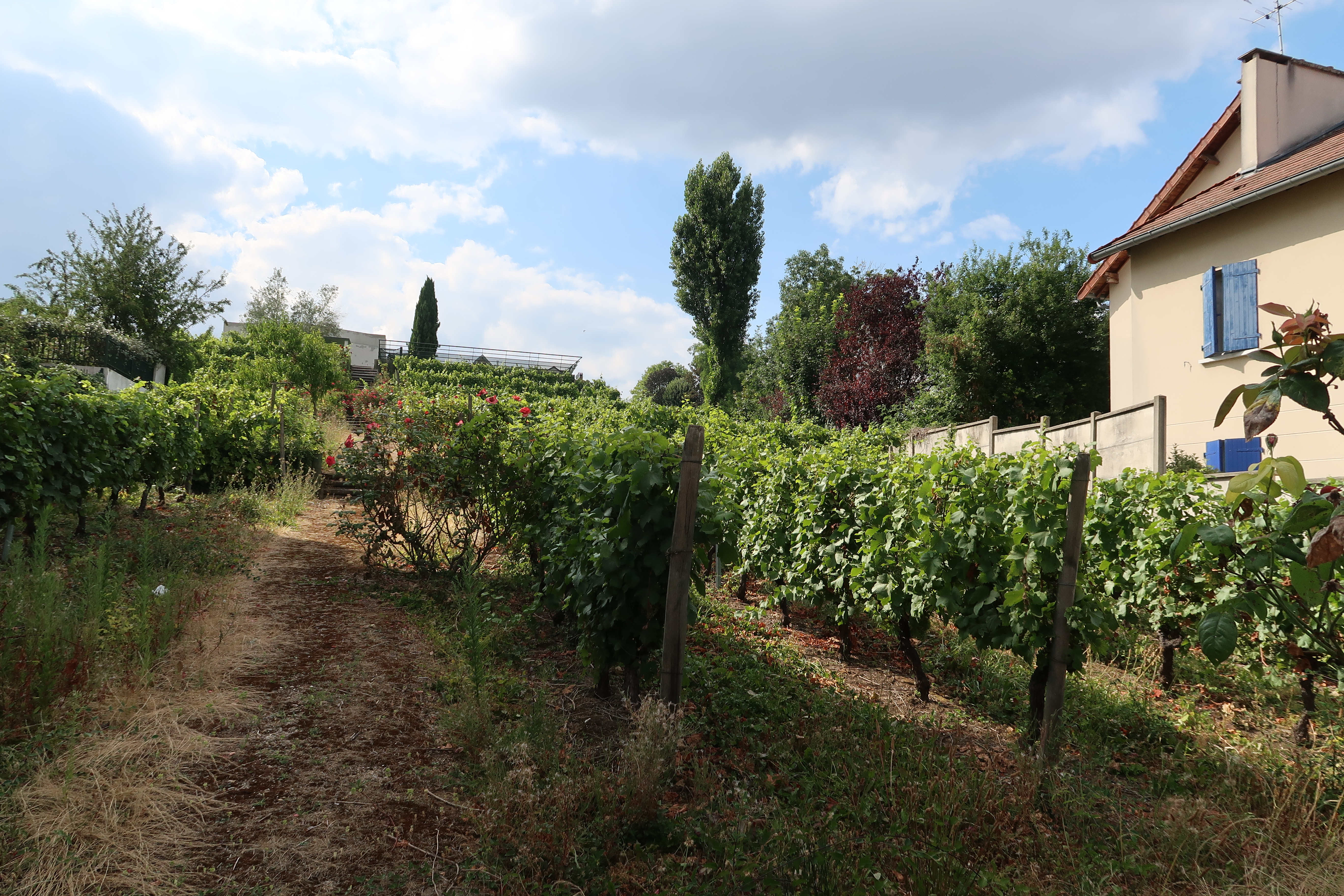

Le Grand hiver de 1709 détruisit la vigne, qu'il fallut donc replanter. Le rouge ayant supplanté le blanc dans les goûts de l'époque, les vignerons cultivèrent désormais du gamay. Si le vignoble s'agrandit, passant de 80 à 178 hectares en un siècle, et la production se fit plus abondante, la qualité du vin de Suresnes régressa, notamment au XIXe siècle, même s'il restait apprécié des ouvriers, qui venaient boire un « p'tit bleu de Suresnes » dans les guinguettes qui bordaient désormais la Seine.
De même que le vignoble francilien, la vigne suresnoise disparut au tournant du XXe siècle, avec le développement des activités industrielles (aviation, automobile), de l’urbanisation qui en a découlé (logement), de l'épidémie de phylloxéra et des progrès de transport, permettant d’acheminer plus facilement le vin produit dans d’autres régions de France. Alors qu'en 1860 Suresnes produisait 6 220 hectolitres, la récolte s'élève à seulement 33 hectolitres en 1913.
Renaissance du vin de Suresnes
L'action de la municipalité au XXe siècle tente cependant de perpétuer le souvenir de la vigne suresnoise. En 1965, alors que la production de vin avait presque disparu, l'adjoint au maire et petit-fils de maître de chais bordelais Étienne Lafourcade fait planter des cépages blancs (85 % de chardonnay et 15 % de sauvignon) sur 70 ares, au Pas Saint-Maurice, le long du boulevard du Maréchal-de-Lattre-de-Tassigny. Ce terrain argilo-calcaire avait été acheté en 1926 par le maire Henri Sellier, qui avait constaté les conséquences de l'urbanisation galopante et déjà fait planter quelques ceps, mais qui étaient tombés à l'abandon, faute de soins suffisants. À partir de 1983, la plantation et la vinification sont professionnalisées, le domaine passant à un hectare. La vigne de Suresnes est classée site protégé. Suresnes est l'une des rares villes d'Île-de-France à encore posséder un vignoble et à produire du vin. Il s'agit même de nos jours du seul vin commercialisé dans la région. En 1984 est créée la Confrérie du Taste-Vin de Suresnes, par l'association du Clos du Pas Saint-Maurice, qui veille à entretenir et sauvegarder cet héritage. Deux fois dans l'année, le jour de la Saint-Vincent (patron des vignerons) le 22 janvier et lors de la fête des Vendanges le premier dimanche d'octobre, ont lieu des cérémonies d'intronisation de nouveaux membres, parmi lesquels on compte de nombreuses personnalités. Début 2020, le vin de Suresnes fait l'objet d'une indication géographique protégée (IGP). L'histoire viticole étant inséparable de celle de la commune, de la vigne figure sur le blason de Suresnes.

### Personnalités liées à la commune
- Marguerite Naseau (1594-1633), collaboratrice de saint Vincent de Paul, institutrice et infirmière de la Charité
- Jean-Rodolphe Perronet (1708-1794), ingénieur, architecte et fondateur de l'École nationale des ponts et chaussées
- Salomon Mayer von Rothschild (1774-1855), banquier
- Jean-Joseph Sue (1760-1830), médecin et chirurgien, et son fils Eugène Sue (1804-1857), écrivain
- Claude Chappe (1763-1805), inventeur du sémophore
- Hippolyte Fizeau (1819-1896), physicien et astronome
- Charles Frederick Worth (1825-1895), couturier français d'origine britannique, un des fondateurs de la haute couture parisienne et de la maison Worth, ainsi que de la notion de « maison de couture », avait une demeure à Suresne, et y est enterré.
- François Coty (né Spoturno)  (1874-1934), parfumeur et industriel français, fondateur de l'entreprise de parfums Coty, aujourd'hui multinationale, considéré comme le père fondateur de l'industrie moderne de la parfumerie. Il installe sur une partie des terrains du château de la Source, son usine, la « Cité des parfums ».
- Henri Sellier (1883-1943), homme politique, ministre de la santé et maire de Suresnes (1919-1941), président de l'Office public d'habitations à bon marché de la Seine (OPHBM), promoteur de la construction de logements sociaux intégrant notamment hygiène et espaces verts.
- Noor Inayat Khan (1914-1944), agent secret britannique
- Chapour Bakhtiar (1914-1991), homme politique iranien, en exil à Suresnes et assassiné à son domicile suresnois
- Jean-Christophe Averty (1928-2017), animateur de radio et de télévision
- Jean-Louis Swiners (1935-2019), photographe
- Hubert Auriol (1952-2021), pilote moto et automobile
- Gérard de Suresnes (1961-2005), animateur de radio
- Pascal Obispo (1965), auteur, compositeur et interprète
- Alexandre Delpérier (1967), journaliste sportif
- Maureen Dor (1970), actrice, chanteuse et animatrice de télévision belge
- Jacques Weber (1949), acteur, réalisateur et metteur en scène
- Jo-Wilfried Tsonga (1985), joueur de tennis
- Yohan Goutt Goncalves (1994), skieur alpin franco-est timorais

### Héraldique, logotype et devise
| Armes d’Antony | Elles peuvent se blasonner ainsi aujourd’hui : D'azur à la croix de gueules chargée en cœur d'un écusson octagonal d'argent au liseré d'or surchargé des lettres S et L entrelacées de sable, et cantonnée de quatre fleurs de lis d'or. |

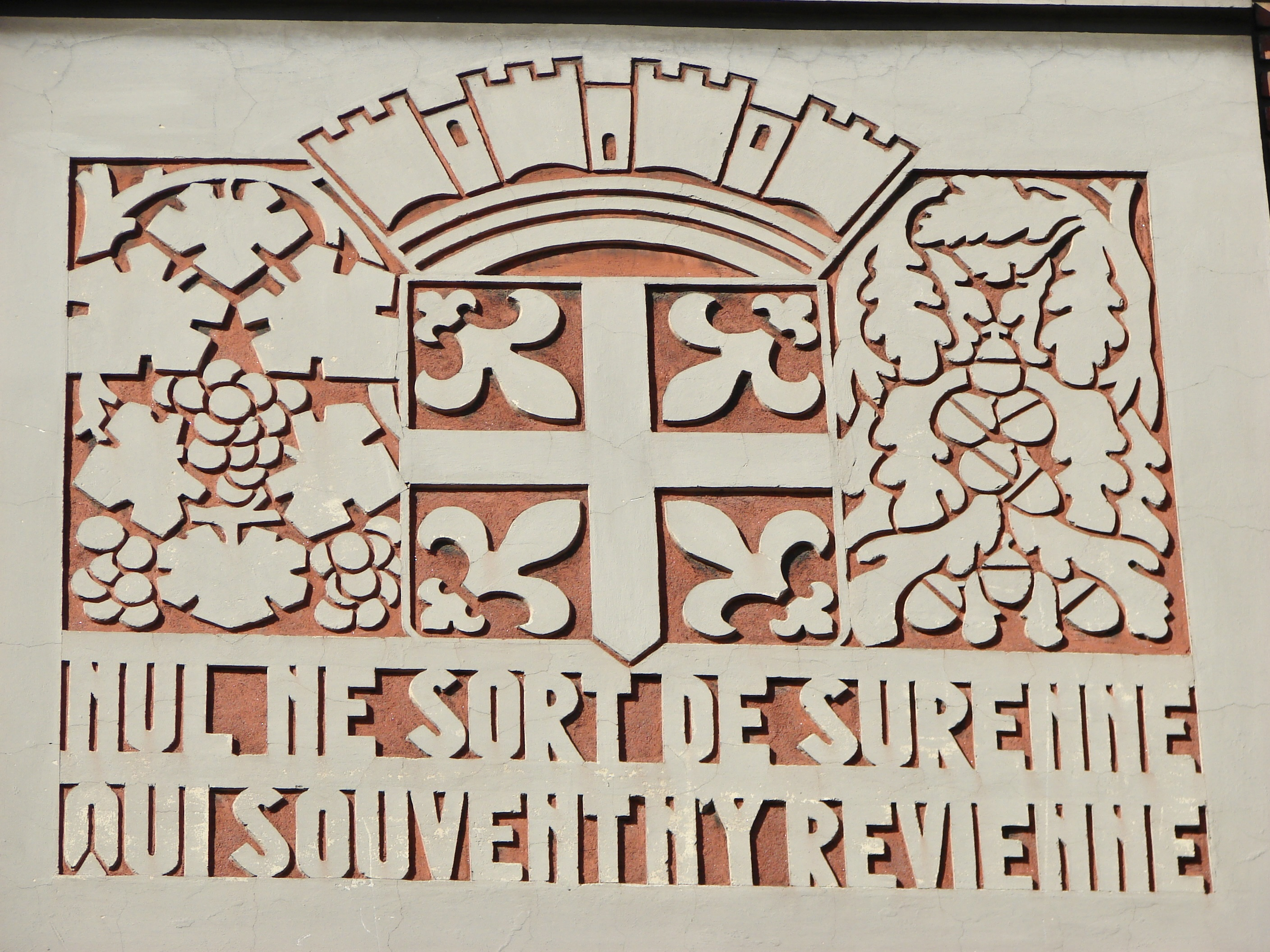
Nul ne sort de Surenne, qui souvent n'y revienne, devise de Suresnes inscrite sur une façade du lycée Paul-Langevin.

Le « S » et le « L » entrelacés renvoient à saint Leufroy, patron de la ville qui donna son nom à l'ancienne église Saint-Leufroy (détruite en 1906).
La devise de Suresnes est : « Nul ne sort de Surenne, qui souvent n'y revienne ».

## Pour approfondir